# Lista delle specie virali
Questa è la lista delle specie dei virus, inclusi i Virus difettivi e i viroidi. Sono escluse le altre specie non cellulari come i prioni, sono anche esclusi i nomi comuni e i nomi obsoleti.

## A
- Aalivirus A
- Abaca bunchy top virus
- Abatino macacapox virus
- Abutilon golden mosaic virus
- Abutilon mosaic Bolivia virus
- Abutilon mosaic Brazil virus
- Abutilon mosaic virus
- Abutilon yellows virus
- Acanthamoeba polyphaga mimivirus
- Acanthocystis turfacea chlorella virus 1
- Acara orthobunyavirus
- Acerodon celebensis polyomavirus 1
- Acerodon celebensis polyomavirus 2
- Achimota pararubulavirus 1
- Achimota pararubulavirus 2
- Acholeplasma virus L2
- Acholeplasma virus L51
- Achromobacter virus 83-24
- Achromobacter virus Axp3
- Achromobacter virus JWAlpha
- Achromobacter virus JWX
- Acidianus bottle-shaped virus
- Acidianus filamentous virus 1
- Acidianus filamentous virus 2
- Acidianus filamentous virus 3
- Acidianus filamentous virus 6
- Acidianus filamentous virus 7
- Acidianus filamentous virus 8
- Acidianus filamentous virus 9
- Acidianus rod-shaped virus 1
- Acidianus spindle-shaped virus 1
- Acidianus two-tailed virus
- Acidovorax virus ACP17
- Acinetobacter virus 133
- Acinetobacter virus AB1
- Acinetobacter virus AB2
- Acinetobacter virus AB3
- Acinetobacter virus AbC62
- Acinetobacter virus AbKT21III
- Acinetobacter virus Abp1
- Acinetobacter virus AbP2
- Acinetobacter virus Aci01-1
- Acinetobacter virus Aci02-2
- Acinetobacter virus Aci05
- Acinetobacter virus Aci07
- Acinetobacter virus Aci08
- Acinetobacter virus Acibel007
- Acinetobacter virus AP22
- Acinetobacter virus AS11
- Acinetobacter virus AS12
- Acinetobacter virus B1251
- Acinetobacter virus Fri1
- Acinetobacter virus IME200
- Acinetobacter virus IMEAB3
- Acinetobacter virus Loki
- Acinetobacter virus LZ35
- Acinetobacter virus ME3
- Acinetobacter virus PD6A3
- Acinetobacter virus PDAB9
- Acinetobacter virus Petty
- Acinetobacter virus phiAB1
- Acinetobacter virus R3177
- Acinetobacter virus SH-Ab 15519
- Acinetobacter virus SWHAb1
- Acinetobacter virus SWHAb3
- Acinetobacter virus WCHABP1
- Acinetobacter virus WCHABP12
- Acinetobacter virus WCHABP5
- Acintetobacter virus B1
- Acintetobacter virus B2
- Acintetobacter virus B5
- Acintetobacter virus D2
- Acintetobacter virus P1
- Acintetobacter virus P2
- Acintetobacter virus phiAB6
- Acipenserid herpesvirus 2
- Aconitum latent virus
- Acrobasis zelleri entomopoxvirus
- Actinidia chlorotic ringspot-associated emaravirus
- Actinidia seed borne latent virus
- Actinidia virus 1
- Actinidia virus A
- Actinidia virus B
- Actinidia virus X
- Actinomyces virus Av1
- Acute bee paralysis virus
- Adana phlebovirus
- Adelaide River ephemerovirus
- Adeno-associated dependoparvovirus A
- Adeno-associated dependoparvovirus B
- Adoxophyes honmai entomopoxvirus
- Adoxophyes honmai nucleopolyhedrovirus
- Adoxophyes orana granulovirus
- Aedes aegypti entomopoxvirus
- Aedes aegypti Mosqcopia virus
- Aedes pseudoscutellaris reovirus
- Aeonium ringspot virus
- Aeromonas virus 25
- Aeromonas virus 25AhydR2PP
- Aeromonas virus 43
- Aeromonas virus 44RR2
- Aeromonas virus 56
- Aeromonas virus 65
- Aeromonas virus Aeh1
- Aeromonas virus Aes12
- Aeromonas virus Aes508
- Aeromonas virus Ahp1
- Aeromonas virus AhSzq1
- Aeromonas virus AhSzw1
- Aeromonas virus AS4
- Aeromonas virus AS7
- Aeromonas virus Asgz
- Aeromonas virus CF7
- Aeromonas virus pAh6C
- Aeromonas virus phiO18P
- Aeromonas virus pIS4A
- Aeromonas virus ZPAH7
- Aeropyrum coil-shaped virus
- Aeropyrum pernix bacilliform virus 1
- Aeropyrum pernix ovoid virus 1
- African cassava mosaic Burkina Faso virus
- African cassava mosaic virus
- African eggplant mosaic virus
- African horse sickness virus
- African oil palm ringspot virus
- African swine fever virus
- Agaricus bisporus alphaendornavirus 1
- Agaricus bisporus virus 4
- Ageratum enation alphasatellite
- Ageratum enation virus
- Ageratum latent virus
- Ageratum leaf curl Buea betasatellite
- Ageratum leaf curl Cameroon betasatellite
- Ageratum leaf curl Sichuan virus
- Ageratum leaf curl virus
- Ageratum yellow leaf curl betasatellite
- Ageratum yellow vein alphasatellite
- Ageratum yellow vein betasatellite
- Ageratum yellow vein China alphasatellite
- Ageratum yellow vein Hualian virus
- Ageratum yellow vein India alphasatellite
- Ageratum yellow vein India betasatellite
- Ageratum yellow vein Singapore alphasatellite
- Ageratum yellow vein Sri Lanka betasatellite
- Ageratum yellow vein Sri Lanka virus
- Ageratum yellow vein virus
- Aglaonema bacilliform virus
- Agrobacterium virus 7-7-1
- Agrobacterium virus Atuph02
- Agrobacterium virus Atuph03
- Agrobacterium virus Atuph07
- Agropyron mosaic virus
- Agrotis ipsilon multiple nucleopolyhedrovirus
- Agrotis segetum granulovirus
- Agrotis segetum nucleopolyhedrovirus A
- Agrotis segetum nucleopolyhedrovirus B
- Aguacate phlebovirus
- Ahlum waterborne virus
- Aichivirus A
- Aichivirus B
- Aichivirus C
- Aichivirus D
- Aichivirus E
- Aichivirus F
- Ailurivirus A
- Ailuropoda melanoleuca polyomavirus 1
- Aino orthobunyavirus
- Air potato ampelovirus 1
- Akabane orthobunyavirus
- Akhmeta virus
- Alagoas vesiculovirus
- Alajuela orthobunyavirus
- Alcelaphine gammaherpesvirus 1
- Alcelaphine gammaherpesvirus 2
- Alcube phlebovirus
- Alefpapillomavirus 1
- Alenquer phlebovirus
- Alfalfa betanucleorhabdovirus
- Alfalfa cryptic virus 1
- Alfalfa dwarf cytorhabdovirus
- Alfalfa enamovirus 1
- Alfalfa leaf curl virus
- Alfalfa mosaic virus
- Alfalfa virus S
- Algerian watermelon mosaic virus
- Allamanda leaf curl virus
- Allamanda leaf mottle distortion virus
- Alligatorweed stunting virus
- Allium cepa amalgavirus 1
- Allium cepa amalgavirus 2
- Allium virus X
- Allpahuayo mammarenavirus
- Almpiwar sripuvirus
- Alphaarterivirus equid
- Alphacoronavirus 1
- Alphalipothrixvirus SBFV2
- Alphalipothrixvirus SFV1
- Alphamesonivirus 1
- Alphamesonivirus 10
- Alphamesonivirus 2
- Alphamesonivirus 3
- Alphamesonivirus 4
- Alphamesonivirus 5
- Alphamesonivirus 6
- Alphamesonivirus 7
- Alphamesonivirus 8
- Alphamesonivirus 9
- Alphapapillomavirus 1
- Alphapapillomavirus 10
- Alphapapillomavirus 11
- Alphapapillomavirus 12
- Alphapapillomavirus 13
- Alphapapillomavirus 14
- Alphapapillomavirus 2
- Alphapapillomavirus 3
- Alphapapillomavirus 4
- Alphapapillomavirus 5
- Alphapapillomavirus 6
- Alphapapillomavirus 7
- Alphapapillomavirus 8
- Alphapapillomavirus 9
- Alphapleolipovirus HHPV1
- Alphapleolipovirus HHPV2
- Alphapleolipovirus HRPV1
- Alphapleolipovirus HRPV2
- Alphapleolipovirus HRPV6
- Alphaportoglobovirus SPV2
- Alphaproteobacteria virus phiJl001
- Alpinia mosaic virus
- Alpinia oxyphylla mosaic virus
- Alstroemeria mosaic virus
- Alstroemeria necrotic streak orthotospovirus
- Alstroemeria virus X
- Alstroemeria yellow spot orthotospovirus
- Alternanthera mild mosaic virus
- Alternanthera mosaic virus
- Alternanthera yellow vein betasatellite
- Alternanthera yellow vein virus
- Alternaria alternata chrysovirus
- Alternaria brassicicola betaendornavirus 1
- Alteromonas virus H4-4
- Alxa mammarenavirus
- Amaranthus leaf mottle virus
- Amasya cherry disease associated chrysovirus
- Amazon lily mild mottle virus
- Amazon lily mosaic virus
- Ambe phlebovirus
- Ambystoma tigrinum virus
- American bat vesiculovirus
- American dog uukuvirus
- American hop latent virus
- American plum line pattern virus
- Ampivirus A
- Amsacta moorei entomopoxvirus
- Anadyr orthobunyavirus
- Anagyris vein yellowing virus
- Anatid alphaherpesvirus 1
- Anativirus A
- Anativirus B
- Andean potato latent virus
- Andean potato mild mosaic virus
- Andean potato mottle virus
- Andes orthohantavirus
- Andrographis yellow vein leaf curl betasatellite
- Andrographis yellow vein leaf curl virus
- Angelica bushy stunt virus
- Angelica virus Y
- Angelonia flower break virus
- Anguillid herpesvirus 1
- Anguillid perhabdovirus
- Anhanga phlebovirus
- Anhembi orthobunyavirus
- Anomala cuprea entomopoxvirus
- Anopheles A orthobunyavirus
- Anopheles B orthobunyavirus
- Anopheles gambiae Moose virus
- Anopheles minimus iridovirus
- Anopheles orthophasmavirus
- Anser anser polyomavirus 1
- Anseriform dependoparvovirus 1
- Ant associated cyclovirus 1
- Antheraea eucalypti virus
- Antheraea pernyi iflavirus
- Antheraea pernyi nucleopolyhedrovirus
- Antheraea semotivirus Tamy
- Anthoxanthum latent blanching virus
- Anthriscus yellows virus
- Anthurium mosaic-associated chrysovirus
- Anticarsia gemmatalis multiple nucleopolyhedrovirus
- Aotine betaherpesvirus 1
- Apanteles crassicornis bracovirus
- Apanteles fumiferanae bracovirus
- Aphid lethal paralysis virus
- Aphodius tasmaniae entomopoxvirus
- Apium virus Y
- Aplysia abyssovirus 1
- Apoi virus
- Apple associated luteovirus
- Apple chlorotic leaf spot virus
- Apple dimple fruit viroid
- Apple hammerhead viroid
- Apple latent spherical virus
- Apple luteovirus 1
- Apple mosaic virus
- Apple rubodvirus 1
- Apple rubodvirus 2
- Apple scar skin viroid
- Apple stem grooving virus
- Apple stem pitting virus
- Apricot latent ringspot virus
- Apricot latent virus
- Apricot pseudo-chlorotic leaf spot virus
- Apricot vein clearing associated virus
- Aquamavirus A
- Aquamicrobium virus P14
- Aquareovirus A
- Aquareovirus B
- Aquareovirus C
- Aquareovirus D
- Aquareovirus E
- Aquareovirus F
- Aquareovirus G
- Arabidopsis thaliana Art1 virus
- Arabidopsis thaliana Athila virus
- Arabidopsis thaliana AtRE1 virus
- Arabidopsis thaliana Endovir virus
- Arabidopsis thaliana evelknievel virus
- Arabidopsis thaliana Ta1 virus
- Arabidopsis thaliana Tat4 virus
- Arabis mosaic virus
- Arachis pintoi virus
- Araujia mosaic virus
- Aravan lyssavirus
- Arboretum almendravirus
- Areca palm necrotic ringspot virus
- Areca palm necrotic spindle-spot virus
- Areca palm velarivirus 1
- Argas mivirus
- Argentinian mammarenavirus
- Aroa virus
- Arphia conspersa entomopoxvirus
- Arracacha mottle virus
- Arracacha virus 1
- Arracacha virus A
- Arracacha virus B
- Arracacha virus V
- Artashat orthonairovirus
- Artemisia virus A
- Arthobacter virus Liebe
- Arthobacter virus Sonali
- Arthobacter virus Yang
- Arthrobacter virus Abidatro
- Arthrobacter virus Adat
- Arthrobacter virus Amigo
- Arthrobacter virus Andrew
- Arthrobacter virus ArV1
- Arthrobacter virus BarretLemon
- Arthrobacter virus Beans
- Arthrobacter virus Bennie
- Arthrobacter virus Brent
- Arthrobacter virus Bridgette
- Arthrobacter virus Captnmurica
- Arthrobacter virus Circum
- Arthrobacter virus Colucci
- Arthrobacter virus Constance
- Arthrobacter virus Coral
- Arthrobacter virus Decurro
- Arthrobacter virus DrManhattan
- Arthrobacter virus DrRobert
- Arthrobacter virus Eileen
- Arthrobacter virus Galaxy
- Arthrobacter virus Glenn
- Arthrobacter virus Gordon
- Arthrobacter virus HunterDalle
- Arthrobacter virus Jasmine
- Arthrobacter virus Jawnski
- Arthrobacter virus Joann
- Arthrobacter virus Judy
- Arthrobacter virus Kellezzio
- Arthrobacter virus Kepler
- Arthrobacter virus Kitkat
- Arthrobacter virus Korra
- Arthrobacter virus Laroye
- Arthrobacter virus Maja
- Arthrobacter virus Martha
- Arthrobacter virus Mudcat
- Arthrobacter virus Peas
- Arthrobacter virus Piccoletto
- Arthrobacter virus Preamble
- Arthrobacter virus Pumancara
- Arthrobacter virus Shade
- Arthrobacter virus Sonny
- Arthrobacter virus Tank
- Arthrobacter virus Trina
- Arthrobacter virus Wayne
- Arthrobacteria virus Molivia
- Artibeus planirostris polyomavirus 1
- Artibeus planirostris polyomavirus 2
- Artibeus planirostris polyomavirus 3
- Artichoke Aegean ringspot virus
- Artichoke Italian latent virus
- Artichoke latent virus
- Artichoke mottled crinkle virus
- Artichoke yellow ringspot virus
- Artogeia rapae granulovirus
- Aruac arurhavirus
- Arumowot phlebovirus
- Asama orthohantavirus
- Ascaris lumbricoides Tas virus
- Ascogaster argentifrons bracovirus
- Ascogaster quadridentata bracovirus
- Ash gourd yellow vein mosaic alphasatellite
- Ashivirus S45C4
- Asian prunus virus 1
- Asian prunus virus 2
- Asikkala orthohantavirus
- Asparagus virus 1
- Asparagus virus 2
- Asparagus virus 3
- Aspergillus foetidus slow virus 1
- Aspergillus fumigatus chrysovirus
- Aspergillus fumigatus polymycovirus 1
- Aspergillus ochraceous virus
- Aspergillus spelaeus polymycovirus 1
- Astarnavirus
- Asteroid aquambidensovirus 1
- Asystasia mosaic Madagascar virus
- Ateles paniscus polyomavirus 1
- Ateline alphaherpesvirus 1
- Ateline gammaherpesvirus 2
- Ateline gammaherpesvirus 3
- Atkinsonella hypoxylon virus
- Atractylodes mild mottle virus
- Atractylodes mottle virus
- Aura virus
- Aurantiochytrium single-stranded RNA virus 01
- Australian bat lyssavirus
- Australian grapevine viroid
- Autographa californica multiple nucleopolyhedrovirus
- Avastrovirus 1
- Avastrovirus 2
- Avastrovirus 3
- Aves polyomavirus 1
- Avian carcinoma Mill Hill virus 2
- Avian coronavirus
- Avian coronavirus 9203
- Avian dependoparvovirus 1
- Avian leukosis virus
- Avian metaavulavirus 10
- Avian metaavulavirus 11
- Avian metaavulavirus 14
- Avian metaavulavirus 15
- Avian metaavulavirus 2
- Avian metaavulavirus 20
- Avian metaavulavirus 5
- Avian metaavulavirus 6
- Avian metaavulavirus 7
- Avian metaavulavirus 8
- Avian metapneumovirus
- Avian myeloblastosis virus
- Avian myelocytomatosis virus 29
- Avian orthoavulavirus 1
- Avian orthoavulavirus 12
- Avian orthoavulavirus 13
- Avian orthoavulavirus 16
- Avian orthoavulavirus 17
- Avian orthoavulavirus 18
- Avian orthoavulavirus 19
- Avian orthoavulavirus 21
- Avian orthoavulavirus 9
- Avian orthoreovirus
- Avian paraavulavirus 3
- Avian paraavulavirus 4
- Avian sarcoma virus CT10
- Avihepatovirus A
- Avisivirus A
- Avisivirus B
- Avisivirus C
- Avocado sunblotch viroid
- Avon-Heathcote Estuary associated kieseladnavirus
- Axonopus compressus streak virus
- Ayaqvirus S45C18

## B
- Baboon orthoreovirus
- Bacillus virus 1
- Bacillus virus 250
- Bacillus virus Agate
- Bacillus virus Andromeda
- Bacillus virus AP50
- Bacillus virus AvesoBmore
- Bacillus virus B103
- Bacillus virus B4
- Bacillus virus Bam35
- Bacillus virus Bastille
- Bacillus virus Bc431
- Bacillus virus Bcp1
- Bacillus virus BCP78
- Bacillus virus BCP82
- Bacillus virus Bigbertha
- Bacillus virus Blastoid
- Bacillus virus BM15
- Bacillus virus BMBtp2
- Bacillus virus Bobb
- Bacillus virus Bp8pC
- Bacillus virus BPS10C
- Bacillus virus BPS13
- Bacillus virus CAM003
- Bacillus virus Camphawk
- Bacillus virus CP51
- Bacillus virus Curly
- Bacillus virus Deepblue
- Bacillus virus Eoghan
- Bacillus virus Evoli
- Bacillus virus Finn
- Bacillus virus G
- Bacillus virus GA1
- Bacillus virus GIL16
- Bacillus virus Glittering
- Bacillus virus Grass
- Bacillus virus Hakuna
- Bacillus virus HoodyT
- Bacillus virus IEBH
- Bacillus virus JBP901
- Bacillus virus JL
- Bacillus virus Mater
- Bacillus virus Megatron
- Bacillus virus Mgbh1
- Bacillus virus Moonbeam
- Bacillus virus NIT1
- Bacillus virus Page
- Bacillus virus Palmer
- Bacillus virus Pascal
- Bacillus virus PBS1
- Bacillus virus phi29
- Bacillus virus Pony
- Bacillus virus Pookie
- Bacillus virus Riggi
- Bacillus virus Riley
- Bacillus virus Shanette
- Bacillus virus Shbh1
- Bacillus virus SIOphi
- Bacillus virus Slash
- Bacillus virus SP15
- Bacillus virus SPbeta
- Bacillus virus SPG24
- Bacillus virus SPO1
- Bacillus virus Spock
- Bacillus virus Stahl
- Bacillus virus Staley
- Bacillus virus Stills
- Bacillus virus Taylor
- Bacillus virus TP21
- Bacillus virus Troll
- Bacillus virus TsarBomba
- Bacillus virus Wbeta
- Bacillus virus Wip1
- Bacillus virus WPh
- Badger associated gemykibivirus 1
- Badu phasivirus
- Bagaza virus
- Bahia barhavirus
- Bakau orthobunyavirus
- Ball python nidovirus 1
- Balsa almendravirus
- Bamboo mosaic virus
- Banana bract mosaic virus
- Banana bunchy top alphasatellite 1
- Banana bunchy top alphasatellite 2
- Banana bunchy top alphasatellite 3
- Banana bunchy top virus
- Banana mild mosaic virus
- Banana streak GF virus
- Banana streak IM virus
- Banana streak MY virus
- Banana streak OL virus
- Banana streak UA virus
- Banana streak UI virus
- Banana streak UL virus
- Banana streak UM virus
- Banana streak VN virus
- Banana virus X
- Banna virus
- Banzi virus
- Barbacena virus Y
- Barbel circovirus
- Barfin flounder nervous necrosis virus
- Barley mild mosaic virus
- Barley stripe mosaic virus
- Barley yellow dwarf virus GPV
- Barley yellow dwarf virus kerII
- Barley yellow dwarf virus kerIII
- Barley yellow dwarf virus MAV
- Barley yellow dwarf virus PAS
- Barley yellow dwarf virus PAV
- Barley yellow dwarf virus SGV
- Barley yellow mosaic virus
- Barley yellow striate mosaic cytorhabdovirus
- Barmah Forest virus
- Barnacle hexartovirus
- Barnacle mivirus
- Barur ledantevirus
- Bas-Congo tibrovirus
- Basella alba alphaendornavirus 1
- Basella rugose mosaic virus
- Bat associated circovirus 1
- Bat associated circovirus 10
- Bat associated circovirus 11
- Bat associated circovirus 12
- Bat associated circovirus 2
- Bat associated circovirus 3
- Bat associated circovirus 4
- Bat associated circovirus 5
- Bat associated circovirus 6
- Bat associated circovirus 7
- Bat associated circovirus 8
- Bat associated circovirus 9
- Bat associated cyclovirus 1
- Bat associated cyclovirus 10
- Bat associated cyclovirus 11
- Bat associated cyclovirus 12
- Bat associated cyclovirus 13
- Bat associated cyclovirus 14
- Bat associated cyclovirus 15
- Bat associated cyclovirus 16
- Bat associated cyclovirus 2
- Bat associated cyclovirus 3
- Bat associated cyclovirus 4
- Bat associated cyclovirus 5
- Bat associated cyclovirus 6
- Bat associated cyclovirus 7
- Bat associated cyclovirus 8
- Bat associated cyclovirus 9
- Bat coronavirus CDPHE15
- Bat coronavirus HKU10
- Bat Hp-betacoronavirus Zhejiang2013
- Bat mastadenovirus A
- Bat mastadenovirus B
- Bat mastadenovirus C
- Bat mastadenovirus D
- Bat mastadenovirus E
- Bat mastadenovirus F
- Bat mastadenovirus G
- Bat mastadenovirus H
- Bat mastadenovirus I
- Bat mastadenovirus J
- Batai orthobunyavirus
- Batama orthobunyavirus
- Batfish actinovirus
- Bavaria virus
- Bayou orthohantavirus
- Bdellovibrio virus MAC1
- Bdellovibrio virus MH2K
- Beak and feather disease virus
- Bean calico mosaic virus
- Bean chlorosis virus
- Bean common mosaic necrosis virus
- Bean common mosaic virus
- Bean dwarf mosaic virus
- Bean golden mosaic virus
- Bean golden yellow mosaic virus
- Bean leaf crumple virus
- Bean leafroll virus
- Bean mild mosaic virus
- Bean necrotic mosaic orthotospovirus
- Bean pod mottle virus
- Bean rugose mosaic virus
- Bean white chlorosis mosaic virus
- Bean yellow disorder virus
- Bean yellow mosaic Mexico virus
- Bean yellow mosaic virus
- Bear Canyon mammarenavirus
- Beatrice Hill tibrovirus
- Beauveria bassiana polymycovirus 1
- Beauveria bassiana victorivirus 1
- Bebaru virus
- Beet black scorch virus
- Beet chlorosis virus
- Beet cryptic virus 1
- Beet cryptic virus 2
- Beet cryptic virus 3
- Beet curly top Iran virus
- Beet curly top virus
- Beet mild yellowing virus
- Beet mosaic virus
- Beet necrotic yellow vein virus
- Beet pseudoyellows virus
- Beet ringspot virus
- Beet soil-borne mosaic virus
- Beet soil-borne virus
- Beet virus Q
- Beet western yellows virus
- Beet yellow stunt virus
- Beet yellows virus
- Beetle mivirus
- Beihai berhavirus
- Beihai crustavirus
- Beihai peropuvirus
- Beihai picobirnavirus
- Beihai yingvirus
- Beihai yuyuevirus
- Beilong jeilongvirus
- Bell pepper alphaendornavirus
- Bell pepper mottle virus
- Belladonna mottle virus
- Bellavista orthobunyavirus
- Bellflower vein chlorosis virus
- Bellflower veinal mottle virus
- Beluga whale coronavirus SW1
- Benevides orthobunyavirus
- Berisnavirus 1
- Bermuda grass etched-line virus
- Berrimah ephemerovirus
- Bertioga orthobunyavirus
- Betaarterivirus chinrav 1
- Betaarterivirus ninrav
- Betaarterivirus sheoin
- Betaarterivirus suid 1
- Betaarterivirus suid 2
- Betaarterivirus timiclar
- Betacoronavirus 1
- Betapapillomavirus 1
- Betapapillomavirus 2
- Betapapillomavirus 3
- Betapapillomavirus 4
- Betapapillomavirus 5
- Betapapillomavirus 6
- Betapleolipovirus HGPV1
- Betapleolipovirus HHPV3
- Betapleolipovirus HHPV4
- Betapleolipovirus HRPV10
- Betapleolipovirus HRPV11
- Betapleolipovirus HRPV12
- Betapleolipovirus HRPV3
- Betapleolipovirus HRPV9
- Betapleolipovirus SNJ2
- Bhanja bandavirus
- Bhendi yellow vein alphasatellite
- Bhendi yellow vein Bhubhaneswar virus
- Bhendi yellow vein Haryana virus
- Bhendi yellow vein mosaic betasatellite
- Bhendi yellow vein mosaic Delhi virus
- Bhendi yellow vein mosaic virus
- Bidens mosaic virus
- Bidens mottle virus
- Bimiti orthobunyavirus
- Birao orthobunyavirus
- Birch leaf roll-associated virus
- Birdsfoot trefoil enamovirus 1
- Bitter gourd yellow mosaic virus
- Black beetle virus
- Black Creek Canal orthohantavirus
- Black medic leaf roll virus
- Black queen cell virus
- Black raspberry necrosis virus
- Black robin associated gemykibivirus 1
- Blackberry chlorotic ringspot virus
- Blackberry leaf mottle associated emaravirus
- Blackberry vein banding-associated virus
- Blackberry virus A
- Blackberry virus E
- Blackberry virus F
- Blackberry virus S
- Blackberry virus Y
- Blackberry yellow vein-associated virus
- Blackbird associated gemycircularvirus 1
- Blackbird associated gemykibivirus 1
- Blackcurrant betanucleorhabdovirus
- Blackcurrant closterovirus 1
- Blackcurrant reversion virus
- Blackleg ixovirus
- Blainvillea yellow spot virus
- Blattodean blattambidensovirus 1
- Blattodean pefuambidensovirus 1
- Blechum interveinal chlorosis virus
- Blechum yellow vein virus
- Blotched snakehead virus
- Blue gill hepatitis B virus
- Blue squill virus A
- Blueberry fruit drop associated virus
- Blueberry latent spherical virus
- Blueberry latent virus
- Blueberry leaf mottle virus
- Blueberry mosaic associated ophiovirus
- Blueberry necrotic ring blotch virus
- Blueberry red ringspot virus
- Blueberry scorch virus
- Blueberry shock virus
- Blueberry shoestring virus
- Blueberry virus A
- Bluetongue virus
- Boerhavia yellow spot virus
- Bokeloh bat lyssavirus
- Bolahun anphevirus
- Bole mivirus
- Bombali ebolavirus
- Bombyx mori bidensovirus
- Bombyx mori latent virus
- Bombyx mori Mag virus
- Bombyx mori nucleopolyhedrovirus
- Bombyx mori Pao virus
- Boolarra virus
- Boosepivirus A
- Boosepivirus B
- Boosepivirus C
- Bopivirus A
- Bordetella virus BPP1
- Bordetella virus CN1
- Bordetella virus CN2
- Bordetella virus FP1
- Bordetella virus MW2
- Bordetella virus PHB04
- Bornean orangutan simian foamy virus
- Bos taurus polyomavirus 1
- Botambi orthobunyavirus
- Botrylloides leachii nidovirus
- Botryoshaeria dothidea polymycovirus 1
- Botryosphaeria dothidea chrysovirus
- Botrytis botoulivirus
- Botrytis cinerea betaendornavirus 1
- Botrytis porri botybirnavirus 1
- Botrytis virus F
- Botrytis virus X
- Bouboui virus
- Bougainvillea chlorotic vein banding virus
- Bovine alphaherpesvirus 1
- Bovine alphaherpesvirus 2
- Bovine alphaherpesvirus 5
- Bovine associated bovismacovirus 1
- Bovine associated bovismacovirus 2
- Bovine associated cosmacovirus 1
- Bovine associated cyclovirus 1
- Bovine associated drosmacovirus 1
- Bovine associated gemycircularvirus 1
- Bovine associated gemykibivirus 1
- Bovine associated gemykrogvirus 1
- Bovine associated huchismacovirus 1
- Bovine associated huchismacovirus 2
- Bovine associated porprismacovirus 1
- Bovine atadenovirus D
- Bovine fever ephemerovirus
- Bovine foamy virus
- Bovine gammaherpesvirus 4
- Bovine gammaherpesvirus 6
- Bovine immunodeficiency virus
- Bovine leukemia virus
- Bovine mastadenovirus A
- Bovine mastadenovirus B
- Bovine mastadenovirus C
- Bovine nidovirus 1
- Bovine orthopneumovirus
- Bovine papular stomatitis virus
- Bovine respirovirus 3
- Bovine rhinitis A virus
- Bovine rhinitis B virus
- Bovine torovirus
- Bowe orthohantavirus
- Bozo orthobunyavirus
- Brassica campestris chrysovirus
- Brassica oleracea Melmoth virus
- Brazilian mammarenavirus
- Brevibacillus virus Abouo
- Brevibacillus virus Davies
- Brevibacillus virus Jenst
- Brevibacillus virus Jimmer
- Brevibacillus virus Osiris
- Brevibacterium virus LuckyBarnes
- Brevicoryne brassicae virus
- Brisavirus
- Britarnavirus 1
- Britarnavirus 2
- Britarnavirus 3
- Britarnavirus 4
- Brno loanvirus
- Broad bean mottle virus
- Broad bean necrosis virus
- Broad bean stain virus
- Broad bean true mosaic virus
- Broad bean wilt virus 1
- Broad bean wilt virus 2
- Broad-leafed dock virus A
- Broccoli necrotic yellows cytorhabdovirus
- Brochothrix virus A9
- Brome mosaic virus
- Brome streak mosaic virus
- Bromus associated gemycircularvirus 1
- Bromus catharticus striate mosaic virus
- Broome orthoreovirus
- Brown greater galago prosimian foamy virus
- Brucella virus Pr
- Brucella virus Tb
- Bruges orthohantavirus
- Brugmansia mild mottle virus
- Brugmansia mosaic virus
- Brugmansia suaveolens mottle virus
- Brunnich mivirus
- Bubaline alphaherpesvirus 1
- Buenaventura phlebovirus
- Bujaru phlebovirus
- Bukalasa bat virus
- Bulbul coronavirus HKU11
- Bundibugyo ebolavirus
- Bunyamwera orthobunyavirus
- Burdock mottle virus
- Burdock yellows virus
- Burkholderia virus AH2
- Burkholderia virus AP3
- Burkholderia virus Bcep1
- Burkholderia virus Bcep22
- Burkholderia virus Bcep43
- Burkholderia virus Bcep781
- Burkholderia virus BcepC6B
- Burkholderia virus BcepF1
- Burkholderia virus Bcepil02
- Burkholderia virus Bcepmigl
- Burkholderia virus BcepMu
- Burkholderia virus BcepNazgul
- Burkholderia virus BcepNY3
- Burkholderia virus BpAMP1
- Burkholderia virus DC1
- Burkholderia virus JG068
- Burkholderia virus KL1
- Burkholderia virus KL3
- Burkholderia virus KL4
- Burkholderia virus KS14
- Burkholderia virus KS5
- Burkholderia virus phi1026b
- Burkholderia virus phi52237
- Burkholderia virus phi6442
- Burkholderia virus phiE122
- Burkholderia virus phiE125
- Burkholderia virus phiE202
- Burkholderia virus phiE255
- Burkholderia virus ST79
- Bushbush orthobunyavirus
- Butterbur mosaic virus
- Butterfly flower mosaic virus
- Buttonwillow orthobunyavirus
- Buzura suppressaria nucleopolyhedrovirus
- Bwamba orthobunyavirus

## C
- Cabassou virus
- Cabbage cytorhabdovirus
- Cabbage leaf curl Jamaica virus
- Cabbage leaf curl virus
- Cacao bacilliform Sri Lanka virus
- Cacao mild mosaic virus
- Cacao phlebovirus
- Cacao swollen shoot CD virus
- Cacao swollen shoot CE virus
- Cacao swollen shoot Ghana M virus
- Cacao swollen shoot Ghana N virus
- Cacao swollen shoot Ghana Q virus
- Cacao swollen shoot Togo A virus
- Cacao swollen shoot Togo B virus
- Cacao yellow mosaic virus
- Cacao yellow vein banding virus
- Cache Valley orthobunyavirus
- Cachoeira Porteira orthobunyavirus
- Cacipacore virus
- Cactus mild mottle virus
- Cactus virus 2
- Cactus virus X
- Cadicivirus A
- Cadicivirus B
- Caenorhabditis elegans Cer1 virus
- Caenorhabditis elegans Cer13 virus
- Cafeteria roenbergensis virus
- Cafeteriavirus-dependent mavirus
- Caimito pacuvirus
- Cajanus cajan Panzee virus
- Caladenia virus A
- Calanthe mild mosaic virus
- Cali mammarenavirus
- Calibrachoa mottle virus
- California encephalitis orthobunyavirus
- California reptarenavirus
- Caligid hexartovirus
- Caligus caligrhavirus
- Calla lily chlorotic spot orthotospovirus
- Calla lily latent virus
- Callistephus mottle virus
- Callitrichine gammaherpesvirus 3
- Calopogonium yellow vein virus
- Camel associated drosmacovirus 1
- Camel associated drosmacovirus2
- Camel associated porprismacovirus 1
- Camel associated porprismacovirus 2
- Camel associated porprismacovirus 3
- Camel associated porprismacovirus 4
- Camelpox virus
- Campana phlebovirus
- Campoletis aprilis ichnovirus
- Campoletis flavicincta ichnovirus
- Campoletis sonorensis ichnovirus
- Camptochironomus tentans entomopoxvirus
- Campylobacter virus CP21
- Campylobacter virus CP220
- Campylobacter virus CP30A
- Campylobacter virus CP81
- Campylobacter virus CPt10
- Campylobacter virus CPX
- Campylobacter virus IBB35
- Campylobacter virus Los1
- Campylobacter virus NCTC12673
- Canary circovirus
- Canarypox virus
- Candida albicans Tca2 virus
- Candida albicans Tca5 virus
- Candiru phlebovirus
- Canid alphaherpesvirus 1
- Canine associated gemygorvirus 1
- Canine circovirus
- Canine mastadenovirus A
- Canine morbillivirus
- Canis familiaris polyomavirus 1
- Canna yellow mottle associated virus
- Canna yellow mottle virus
- Canna yellow streak virus
- Cannabis cryptic virus
- Cano Delgadito orthohantavirus
- Cao Bang orthohantavirus
- Caper latent virus
- Capim orthobunyavirus
- Capraria yellow spot virus
- Caprine alphaherpesvirus 1
- Caprine arthritis encephalitis virus
- Caprine gammaherpesvirus 2
- Caprine respirovirus 3
- Capsicum chlorosis orthotospovirus
- Capsicum India alphasatellite
- Capuchin monkey hepatitis B virus
- Carajas vesiculovirus
- Caraparu orthobunyavirus
- Cardamine chlorotic fleck virus
- Cardamom bushy dwarf alphasatellite
- Cardamom bushy dwarf virus
- Cardamom mosaic virus
- Cardiochiles nigriceps bracovirus
- Cardioderma cor polyomavirus 1
- Cardiospermum yellow leaf curl betasatellite
- Cardiovirus A
- Cardiovirus B
- Cardiovirus C
- Cardiovirus D
- Cardiovirus E
- Cardiovirus F
- Carey Island virus
- Caribou associated gemykrogvirus 1
- Carnation cryptic virus 1
- Carnation etched ring virus
- Carnation Italian ringspot virus
- Carnation latent virus
- Carnation mottle virus
- Carnation necrotic fleck virus
- Carnation ringspot virus
- Carnation vein mottle virus
- Carnivore amdoparvovirus 1
- Carnivore amdoparvovirus 2
- Carnivore amdoparvovirus 3
- Carnivore amdoparvovirus 4
- Carnivore amdoparvovirus 5
- Carnivore bocaparvovirus 1
- Carnivore bocaparvovirus 2
- Carnivore bocaparvovirus 3
- Carnivore bocaparvovirus 4
- Carnivore bocaparvovirus 5
- Carnivore bocaparvovirus 6
- Carnivore chaphamaparvovirus 1
- Carnivore protoparvovirus
- Carnivore protoparvovirus 1
- Carollia perspicillata polyomavirus 1
- Carp sprivivirus
- Carrot Ch virus 1
- Carrot Ch virus 2
- Carrot cryptic virus
- Carrot mottle mimic virus
- Carrot mottle virus
- Carrot necrotic dieback virus
- Carrot red leaf virus
- Carrot temperate virus 1
- Carrot temperate virus 2
- Carrot temperate virus 3
- Carrot temperate virus 4
- Carrot thin leaf virus
- Carrot torradovirus 1
- Carrot virus Y
- Carrot yellow leaf virus
- Casinaria arjuna ichnovirus
- Casinaria forcipata ichnovirus
- Casinaria infesta ichnovirus
- Cassava American latent virus
- Cassava associated gemycircularvirus 1
- Cassava brown streak virus
- Cassava common mosaic virus
- Cassava green mottle virus
- Cassava mosaic Madagascar alphasatellite
- Cassava mosaic Madagascar virus
- Cassava vein mosaic virus
- Cassava virus C
- Cassava virus X
- Cassia yellow blotch virus
- Cat Que orthobunyavirus
- Catharanthus mosaic virus
- Catharanthus yellow mosaic virus
- Catopsilia pomona nucleopolyhedrovirus
- Catu orthobunyavirus
- Caucasus prunus virus
- Cauliflower mosaic virus
- Caulobacter virus CcrBL10
- Caulobacter virus CcrBL9
- Caulobacter virus CcrColossus
- Caulobacter virus CcrPW
- Caulobacter virus CcrRogue
- Caulobacter virus CcrSC
- Caulobacter virus Lullwater
- Caulobacter virus Percy
- Caulobacter virus phiCbK
- Caulobacter virus Sansa
- Caulobacter virus Seuss
- Caulobacter virus Swift
- Caviid betaherpesvirus 2
- Cebine betaherpesvirus 1
- Cebus albifrons polyomavirus 1
- Cedar henipavirus
- Celery latent virus
- Celery mosaic virus
- Cellulophaga virus Cba121
- Cellulophaga virus Cba171
- Cellulophaga virus Cba172
- Cellulophaga virus Cba181
- Cellulophaga virus Cba41
- Cellulophaga virus ST
- Central chimpanzee simian foamy virus
- Centropristis striata polyomavirus 1
- Centrosema yellow spot virus
- Ceratitis capitata Yoyo virus
- Ceratobium mosaic virus
- Ceratocystis resinifera virus 1
- Cercopithecine alphaherpesvirus 2
- Cercopithecine alphaherpesvirus 9
- Cercopithecine betaherpesvirus 5
- Cercopithecine gammaherpesvirus 14
- Cercopithecus erythrotis polyomavirus 1
- Cereal yellow dwarf virus RPS
- Cereal yellow dwarf virus RPV
- Cervid alphaherpesvirus 1
- Cervid alphaherpesvirus 2
- Cestrum yellow leaf curling virus
- Cetacean morbillivirus
- Chaco sripuvirus
- Chaetarnavirus 2
- Chaetenuissarnavirus II
- Chaetoceros diatodnavirus 1
- Chaetoceros protobacilladnavirus 1
- Chaetoceros protobacilladnavirus 2
- Chaetoceros protobacilladnavirus 3
- Chaetoceros protobacilladnavirus 4
- Chaetoceros socialis forma radians RNA virus 1
- Chaetoceros tenuissimus RNA virus 01
- Chagres phlebovirus
- Chalara elegans RNA Virus 1
- Chandipura vesiculovirus
- Changping mivirus
- Changuinola virus
- Chapare mammarenavirus
- Charleville sripuvirus
- Charybdis mivirus
- Charybdis yingvirus
- Charybnivirus 1
- Chayote mosaic virus
- Chayote yellow mosaic virus
- Chelonid alphaherpesvirus 5
- Chelonid alphaherpesvirus 6
- Chelonus altitudinis bracovirus
- Chelonus blackburni bracovirus
- Chelonus inanitus bracovirus
- Chelonus insularis bracovirus
- Chelonus near curvimaculatus bracovirus
- Chelonus texanus bracovirus
- Chenopodium leaf curl virus
- Chenopodium necrosis virus
- Chenuda virus
- Cherry associated luteovirus
- Cherry chlorotic rusty spot associated partitivirus
- Cherry green ring mottle virus
- Cherry leaf roll virus
- Cherry mottle leaf virus
- Cherry necrotic rusty mottle virus
- Cherry rasp leaf virus
- Cherry rusty mottle associated virus
- Cherry twisted leaf associated virus
- Cherry virus A
- Chevrier mammarenavirus
- Chick syncytial virus
- Chickadee associated gemycircularvirus 1
- Chicken anemia virus
- Chicken associated cyclovirus 1
- Chicken associated cyclovirus 2
- Chicken associated gemycircularvirus 1
- Chicken associated gemycircularvirus 2
- Chicken associated huchismacovirus 1
- Chicken associated huchismacovirus 2
- Chickpea chlorosis Australia virus
- Chickpea chlorosis virus
- Chickpea chlorotic dwarf virus
- Chickpea chlorotic stunt virus
- Chickpea redleaf virus
- Chickpea stunt disease associated virus
- Chickpea yellow dwarf virus
- Chickpea yellows virus
- Chicory yellow mottle virus
- Chikungunya virus
- Chili leaf curl betasatellite
- Chili leaf curl Jaunpur betasatellite
- Chili leaf curl Sri Lanka betasatellite
- Chilibre pacuvirus
- Chilli leaf curl Ahmedabad virus
- Chilli leaf curl alphasatellite
- Chilli leaf curl Bhavanisagar virus
- Chilli leaf curl Gonda virus
- Chilli leaf curl India virus
- Chilli leaf curl Kanpur virus
- Chilli leaf curl Sri Lanka virus
- Chilli leaf curl Vellanad virus
- Chilli leaf curl virus
- Chilli ringspot virus
- Chilli veinal mottle virus
- Chiltepin yellow mosaic virus
- Chim orthonairovirus
- Chimpanzee associated circovirus 1
- Chimpanzee associated cyclovirus 1
- Chimpanzee associated porprismacovirus 1
- Chimpanzee associated porprismacovirus 2
- China Rattus coronavirus HKU24
- Chinese artichoke mosaic virus
- Chinese shrew hepatitis B virus
- Chinese wheat mosaic virus
- Chinese yam necrotic mosaic virus
- Chino del tomate Amazonas virus
- Chino del tomate virus
- Chinook salmon nidovirus 1
- Chinturpovirus 1
- Chipapillomavirus 1
- Chipapillomavirus 2
- Chipapillomavirus 3
- Chironomus attenuatus entomopoxvirus
- Chironomus luridus entomopoxvirus
- Chironomus plumosus entomopoxvirus
- Chironomus riparius virus 1
- Chiropteran artiparvovirus 1
- Chiropteran bocaparvovirus 1
- Chiropteran bocaparvovirus 2
- Chiropteran bocaparvovirus 3
- Chiropteran bocaparvovirus 4
- Chiropteran chaphamaparvovirus 1
- Chiropteran dependoparvovirus 1
- Chiropteran protoparvovirus 1
- Chiropteran tetraparvovirus 1
- Chlamydia virus Chp1
- Chlamydia virus Chp2
- Chlamydia virus CPAR39
- Chlamydia virus CPG1
- Chloris striate mosaic virus
- Chlorocebus pygerythrus polyomavirus 1
- Chlorocebus pygerythrus polyomavirus 2
- Chlorocebus pygerythrus polyomavirus 3
- Chobar Gorge virus
- Choclo orthohantavirus
- Chocolate lily virus A
- Chondrostereum purpureum cryptic virus 1
- Choristoneura biennis entomopoxvirus
- Choristoneura conflicta entomopoxvirus
- Choristoneura diversuma entomopoxvirus
- Choristoneura fumiferana DEF multiple nucleopolyhedrovirus
- Choristoneura fumiferana entomopoxvirus
- Choristoneura fumiferana granulovirus
- Choristoneura fumiferana multiple nucleopolyhedrovirus
- Choristoneura murinana nucleopolyhedrovirus
- Choristoneura rosaceana entomopoxvirus
- Choristoneura rosaceana nucleopolyhedrovirus
- Chorizagrotis auxiliaris entomopoxvirus
- Chosvirus KM23C739
- Chrysanthemum chlorotic mottle viroid
- Chrysanthemum stem necrosis orthotospovirus
- Chrysanthemum stunt viroid
- Chrysanthemum virus B
- Chrysochromulina brevifilum virus PW1
- Chrysodeixis chalcites nucleopolyhedrovirus
- Chrysodeixis includens nucleopolyhedrovirus
- Citrobacter CrRp3
- Citrobacter virus CF1
- Citrobacter virus CFP1
- Citrobacter virus CR44b
- Citrobacter virus CR8
- Citrobacter virus DK2017
- Citrobacter virus Merlin
- Citrobacter virus Moogle
- Citrobacter virus Moon
- Citrobacter virus Mordin
- Citrobacter virus Sazh
- Citrobacter virus SH1
- Citrobacter virus SH2
- Citrobacter virus SH3
- Citrobacter virus SH4
- Citrobacter virus Stevie
- Citrus bark cracking viroid
- Citrus bent leaf viroid
- Citrus chlorotic dwarf associated virus
- Citrus chlorotic spot dichorhavirus
- Citrus coguvirus
- Citrus dwarfing viroid
- Citrus exocortis viroid
- Citrus leaf blotch virus
- Citrus leaf rugose virus
- Citrus leprosis N dichorhavirus
- Citrus leprosis virus C
- Citrus leprosis virus C2
- Citrus psorosis ophiovirus
- Citrus sudden death-associated virus
- Citrus tristeza virus
- Citrus variegation virus
- Citrus vein enation virus
- Citrus viroid V
- Citrus viroid VI
- Citrus yellow mosaic virus
- Citrus yellow vein clearing virus
- Civet circovirus
- Cladosporium cladosporioides polymycovirus 1
- Cladosporium fulvum T-1 virus
- Clanis bilineata nucleopolyhedrovirus
- Clavibacter virus CMP1
- Clavibacter virus CN1A
- Clematis chlorotic mottle virus
- Cleome golden mosaic virus
- Cleome leaf crumple alphasatellite
- Cleome leaf crumple virus
- Clerodendron golden mosaic virus
- Clerodendron yellow mosaic virus
- Clerodendrum chlorotic spot dichorhavirus
- Clerodendrum golden mosaic China virus
- Clerodendrum golden mosaic Jiangsu virus
- Clitoria virus Y
- Clitoria yellow mottle virus
- Clitoria yellow vein virus
- Clostera anachoreta granulovirus
- Clostera anastomosis granulovirus A
- Clostera anastomosis granulovirus B
- Clostridium virus phiC2
- Clostridium virus phiCD119
- Clostridium virus phiCD27
- Clover yellow mosaic virus
- Clover yellow vein virus
- Cluster bean alphaendornavirus 1
- Cnaphalocrocis medinalis granulovirus
- Cnidoscolus mosaic leaf deformation virus
- Coastal Plains tibrovirus
- Cocal vesiculovirus
- Coccinia mosaic Tamil Nadu virus
- Coccinia mottle virus
- Cockroach associated cyclovirus 1
- Cockroach mivirus
- Cocksfoot mild mosaic virus
- Cocksfoot mottle virus
- Cocksfoot streak virus
- Cocle phlebovirus
- Cocoa necrosis virus
- Coconut cadang-cadang viroid
- Coconut foliar decay alphasatellite
- Coconut foliar decay virus
- Coconut tinangaja viroid
- Codonopsis vein clearing virus
- Coffee ringspot dichorhavirus
- Coguvirus eburi
- Cole latent virus
- Coleus blumei viroid 1
- Coleus blumei viroid 2
- Coleus blumei viroid 3
- Coleus vein necrosis virus
- Colletotrichum camelliae polymycovirus 1
- Colletotrichum fructicola chrysovirus 1
- Colletotrichum gloeosporioides chrysovirus
- Colocasia bobone disease-associated cytorhabdovirus
- Colombian datura virus
- Colombian potato soil-borne virus
- Colorado tick fever coltivirus
- Columbid alphaherpesvirus 1
- Columnea latent viroid
- Colwellia virus 9A
- Commelina mosaic virus
- Commelina yellow mottle virus
- Common bean mottle virus
- Common bean severe mosaic virus
- Common midwife toad virus
- Common moorhen coronavirus HKU21
- Common reed chlorotic stripe virus
- Condylorrhiza vestigialis nucleopolyhedrovirus
- Coniothyrium minitans RNA virus
- Connecticut sawgrhavirus
- Coot Bay almendravirus
- Corchorus golden mosaic virus
- Corchorus yellow spot virus
- Corchorus yellow vein mosaic virus
- Corchorus yellow vein virus
- Cordyline virus 1
- Cordyline virus 2
- Cordyline virus 3
- Cordyline virus 4
- Coronavirus HKU15
- Corriparta virus
- Corvus monedula polyomavirus 1
- Corynebacterium virus BFK20
- Corynebacterium virus С3PO
- Corynebacterium virus Darwin
- Corynebacterium virus Juicebox
- Corynebacterium virus P1201
- Corynebacterium virus phi673
- Corynebacterium virus phi674
- Corynebacterium virus Poushou
- Corynebacterium virus SamW
- Corynebacterium virus Zion
- Cosavirus A
- Cosavirus B
- Cosavirus D
- Cosavirus E
- Cosavirus F
- Cotesia congregata bracovirus
- Cotesia flavipes bracovirus
- Cotesia glomerata bracovirus
- Cotesia hyphantriae bracovirus
- Cotesia kariyai bracovirus
- Cotesia marginiventris bracovirus
- Cotesia melanoscela bracovirus
- Cotesia rubecula bracovirus
- Cotesia schaeferi bracovirus
- Cotia virus
- Cotton chlorotic spot virus
- Cotton leaf crumple virus
- Cotton leaf curl Alabad virus
- Cotton leaf curl Bangalore virus
- Cotton leaf curl Barasat virus
- Cotton leaf curl Egypt alphasatellite
- Cotton leaf curl Gezira alphasatellite
- Cotton leaf curl Gezira betasatellite
- Cotton leaf curl Gezira virus
- Cotton leaf curl Kokhran virus
- Cotton leaf curl Lucknow alphasatellite
- Cotton leaf curl Multan alphasatellite
- Cotton leaf curl Multan betasatellite
- Cotton leaf curl Multan virus
- Cotton leaf curl Saudi Arabia alphasatellite
- Cotton leafroll dwarf virus
- Cotton yellow mosaic virus
- Cow vetch latent alphasatellite
- Cowbone Ridge virus
- Cowpea aphid-borne mosaic virus
- Cowpea bright yellow mosaic virus
- Cowpea chlorotic mottle virus
- Cowpea golden mosaic virus
- Cowpea mild mottle virus
- Cowpea mosaic virus
- Cowpea mottle virus
- Cowpea severe mosaic virus
- Cowpox virus
- Crab mivirus
- Cracticus torquatus polyomavirus 1
- Crahelivirus A
- Crassocephalum yellow vein virus
- Cricetid gammaherpesvirus 2
- Cricket paralysis virus
- Crimean-Congo hemorrhagic fever orthonairovirus
- Crimson clover cryptic virus 2
- Crimson clover latent virus
- Crohivirus A
- Crohivirus B
- Cronobacter virus CR3
- Cronobacter virus CR8
- Cronobacter virus CR9
- Cronobacter virus Dev2
- Cronobacter virus DevCD23823
- Cronobacter virus Esp2949-1
- Cronobacter virus ESSI2
- Cronobacter virus GAP227
- Cronobacter virus GAP31
- Cronobacter virus GAP32
- Cronobacter virus GW1
- Cronobacter virus PBES02
- Cronobacter virus PhiCS01
- Croton golden mosaic virus
- Croton yellow vein deltasatellite
- Croton yellow vein mosaic alphasatellite
- Croton yellow vein mosaic betasatellite
- Croton yellow vein mosaic virus
- Crustacean lincruvirus
- Crustacean mivirus
- Cryphonectria hypovirus 1
- Cryphonectria hypovirus 2
- Cryphonectria hypovirus 3
- Cryphonectria hypovirus 4
- Cryphonectria mitovirus 1
- Cryphonectria nitschkei chrysovirus 1
- Cryptophlebia leucotreta granulovirus
- Cryptophlebia peltastica nucleopolyhedrovirus
- Cryptosporidium parvum virus 1
- Cucumber Bulgarian latent virus
- Cucumber fruit mottle mosaic virus
- Cucumber green mottle mosaic virus
- Cucumber leaf spot virus
- Cucumber mosaic virus
- Cucumber mottle virus
- Cucumber necrosis virus
- Cucumber soil-borne virus
- Cucumber vein yellowing virus
- Cucumber vein-clearing virus
- Cucumis melo alphaendornavirus
- Cucurbit aphid-borne yellows virus
- Cucurbit leaf crumple virus
- Cucurbit mild mosaic virus
- Cucurbit vein banding virus
- Cucurbit yellow stunting disorder virus
- Cuiaba sripuvirus
- Culex nigripalpus nucleopolyhedrovirus
- Culex ohlsrhavirus
- Culex orthophasmavirus
- Cumuto goukovirus
- Cupixi mammarenavirus
- Curionopolis curiovirus
- Currant latent virus
- Currant virus A
- Curvibacter virus P26059B
- Cycas necrotic stunt virus
- Cyclophragma undans nucleopolyhedrovirus
- Cydia pomonella granulovirus
- Cymbidium chlorotic mosaic virus
- Cymbidium mosaic virus
- Cymbidium ringspot virus
- Cynoglossus cynoglossusvirus
- Cynomolgus macaque simian foamy virus
- Cypovirus 1
- Cypovirus 10
- Cypovirus 11
- Cypovirus 12
- Cypovirus 13
- Cypovirus 14
- Cypovirus 15
- Cypovirus 16
- Cypovirus 2
- Cypovirus 3
- Cypovirus 4
- Cypovirus 5
- Cypovirus 6
- Cypovirus 7
- Cypovirus 8
- Cypovirus 9
- Cyprinid herpesvirus 1
- Cyprinid herpesvirus 2
- Cyprinid herpesvirus 3
- Cypripedium virus Y
- Cyrtanthus elatus virus A

## D
- Dabie bandavirus
- Dabieshan orthohantavirus
- Dabieshan uukuvirus
- Dadou sclerotimonavirus
- Dahlia latent viroid
- Dahlia mosaic virus
- Dakar bat virus
- Dalechampia chlorotic mosaic virus
- Dandelion yellow mosaic virus
- Daphne mosaic virus
- Daphne virus S
- Daphne virus Y
- Darna trima virus
- Dasheen mosaic virus
- Dashli phlebovirus
- Dasychira pudibunda virus
- Datura leaf curl virus
- Datura leaf distortion virus
- Datura shoestring virus
- Datura yellow vein betanucleorhabdovirus
- Decapod aquambidensovirus 1
- Decapod hepanhamaparvovirus 1
- Decapod iridescent virus 1
- Decapod penstylhamaparvovirus 1
- Decronivirus 1
- Deer atadenovirus A
- Deer mastadenovirus B
- Deformed wing virus
- Deinbollia mosaic virus
- Delftia virus IMEDE1
- Delftia virus PhiW14
- Delphinus delphis polyomavirus 1
- Deltaarterivirus hemfev
- Deltalipothrixvirus SBFV3
- Deltapapillomavirus 1
- Deltapapillomavirus 2
- Deltapapillomavirus 3
- Deltapapillomavirus 4
- Deltapapillomavirus 5
- Deltapapillomavirus 6
- Deltapapillomavirus 7
- Demodema bonariensis entomopoxvirus
- Dendrobium chlorotic mosaic virus
- Dendrolimus punctatus virus
- Dengue virus
- Dera Ghazi Khan orthonairovirus
- Dermacentor mivirus
- Dermolepida albohirtum entomopoxvirus
- Desmodium leaf distortion virus
- Desmodium mottle virus
- Desmodium yellow mottle virus
- Desmodus rotundus polyomavirus 1
- Dhori thogotovirus
- Diachasmimorpha entomopoxvirus
- Diadegma acronyctae ichnovirus
- Diadegma interruptum ichnovirus
- Diadegma terebrans ichnovirus
- Diadromus pulchellus toursvirus
- Diatraea saccharalis granulovirus
- Dickeya virus AD1
- Dickeya virus BF25-12
- Dickeya virus Dagda
- Dickeya virus JA10
- Dickeya virus JA11
- Dickeya virus JA29
- Dickeya virus Katbat
- Dickeya virus Limestone
- Dickeya virus Luksen
- Dickeya virus Mysterion
- Dickeya virus Ninurta
- Dickeya virus RC2014
- Dicliptera yellow mottle Cuba virus
- Dicliptera yellow mottle virus
- Dictyostelium discoideum Skipper virus
- Digitaria ciliaris striate mosaic virus
- Digitaria didactyla striate mosaic virus
- Digitaria streak virus
- Dill cryptic virus 2
- Dinocampus coccinellae paralysis virus
- Dinoroseobacter virus D5C
- Dinoroseobacter virus DFL12
- Diodia vein chlorosis virus
- Diolcogaster facetosa bracovirus
- Dioscorea bacilliform AL virus
- Dioscorea bacilliform AL virus 2
- Dioscorea bacilliform ES virus
- Dioscorea bacilliform RT virus 1
- Dioscorea bacilliform RT virus 2
- Dioscorea bacilliform SN virus
- Dioscorea bacilliform TR virus
- Dioscorea mosaic associated virus
- Dioscorea mosaic virus
- Dioscorea nummularia associated virus
- Dipteran anphevirus
- Dipteran beidivirus
- Dipteran brevihamaparvovirus 1
- Dipteran brevihamaparvovirus 2
- Dipteran hudivirus
- Dipteran phasivirus
- Dipteran protoambidensovirus 1
- Diresapivirus A
- Diresapivirus B
- Discula destructiva virus 1
- Discula destructiva virus 2
- Diuris virus A
- Diuris virus B
- Diuris virus Y
- Dobrava-Belgrade orthohantavirus
- Dobsonia moluccensis polyomavirus 1
- Dobsonia moluccensis polyomavirus 2
- Dobsonia moluccensis polyomavirus 3
- Dolichos yellow mosaic virus
- Dolphin mastadenovirus A
- Dolphin mastadenovirus B
- Domestic cat hepatitis B virus
- Donkey orchid symptomless virus
- Donkey orchid virus A
- Dragonfly associated alphasatellite
- Dragonfly associated bovismacovirus 1
- Dragonfly associated cyclovirus 1
- Dragonfly associated cyclovirus 2
- Dragonfly associated cyclovirus 3
- Dragonfly associated cyclovirus 4
- Dragonfly associated cyclovirus 5
- Dragonfly associated cyclovirus 6
- Dragonfly associated cyclovirus 7
- Dragonfly associated cyclovirus 8
- Dragonfly associated dragsmacovirus 1
- Dragonfly associated gemycircularvirus 1
- Dragonfly associated gemyduguivirus 1
- Dragonfly associated gemykibivirus 1
- Dragonfly-associated mastrevirus
- Drakaea virus A
- Drop sclerotimonavirus
- Drosophila affinis sigmavirus
- Drosophila ananassae sigmavirus
- Drosophila ananassae Tom virus
- Drosophila buzzatii Osvaldo virus
- Drosophila C virus
- Drosophila immigrans sigmavirus
- Drosophila melanogaster 17-6 virus
- Drosophila melanogaster 1731 virus
- Drosophila melanogaster 297 virus
- Drosophila melanogaster 412 virus
- Drosophila melanogaster Bel virus
- Drosophila melanogaster Blastopia virus
- Drosophila melanogaster copia virus
- Drosophila melanogaster Gypsy virus
- Drosophila melanogaster Idefix virus
- Drosophila melanogaster Mdg1 virus
- Drosophila melanogaster Mdg3 virus
- Drosophila melanogaster Micropia virus
- Drosophila melanogaster Roo virus
- Drosophila melanogaster sigmavirus
- Drosophila melanogaster Tirant virus
- Drosophila melanogaster Zam virus
- Drosophila obscura sigmavirus
- Drosophila semotivirus Max
- Drosophila simulans Ninja virus
- Drosophila tristis sigmavirus
- Drosophila virilis Tv1 virus
- Drosophila virilis Ulysses virus
- Drosophila X virus
- Drosophilid anphevirus
- Drosophina B birnavirus
- Duck associated cyclovirus 1
- Duck atadenovirus A
- Duck aviadenovirus B
- Duck circovirus
- Duck coronavirus 2714
- Duck hepatitis B virus
- Dugbe orthonairovirus
- Dulcamara mottle virus
- Durania phlebovirus
- Duranta leaf curl virus
- Durham tupavirus
- Duvenhage lyssavirus
- Dyochipapillomavirus 1
- Dyodeltapapillomavirus 1
- Dyoepsilonpapillomavirus 1
- Dyoetapapillomavirus 1
- Dyoiotapapillomavirus 1
- Dyoiotapapillomavirus 2
- Dyokappapapillomavirus 1
- Dyokappapapillomavirus 2
- Dyokappapapillomavirus 3
- Dyokappapapillomavirus 4
- Dyokappapapillomavirus 5
- Dyolambdapapillomavirus 1
- Dyomupapillomavirus 1
- Dyonupapillomavirus 1
- Dyoomegapapillomavirus 1
- Dyoomikronpapillomavirus 1
- Dyophipapillomavirus 1
- Dyopipapillomavirus 1
- Dyopsipapillomavirus 1
- Dyorhopapillomavirus 1
- Dyosigmapapillomavirus 1
- Dyotaupapillomavirus 1
- Dyothetapapillomavirus 1
- Dyoupsilonpapillomavirus 1
- Dyoxipapillomavirus 1
- Dyoxipapillomavirus 2
- Dyozetapapillomavirus 1

## E
- East African cassava mosaic Cameroon virus
- East African cassava mosaic Kenya virus
- East African cassava mosaic Malawi virus
- East African cassava mosaic virus
- East African cassava mosaic Zanzibar virus
- East Asian Passiflora distortion virus
- East Asian Passiflora virus
- Eastern chimpanzee simian foamy virus
- Eastern equine encephalitis virus
- Eastern kangaroopox virus
- Echarate phlebovirus
- Echinochloa hoja blanca tenuivirus
- Echinochloa ragged stunt virus
- Echinoderm berhavirus
- Eclipta yellow vein alphasatellite
- Eclipta yellow vein virus
- Ectocarpus fasciculatus virus a
- Ectocarpus siliculosus virus 1
- Ectocarpus siliculosus virus a
- Ectromelia virus
- Ectropis obliqua nucleopolyhedrovirus
- Ectropis obliqua virus
- Edge Hill virus
- Edwardsiella virus eiAU
- Edwardsiella virus GF2
- Edwardsiella virus KF1
- Edwardsiella virus MSW3
- Edwardsiella virus PEi21
- Edwardsiella virus pEtSU
- Eggerthella virus PMBT5
- Eggplant latent viroid
- Eggplant mosaic virus
- Eggplant mottled crinkle virus
- Eggplant mottled dwarf alphanucleorhabdovirus
- Eidolon bat coronavirus C704
- Eidolon helvum polyomavirus 1
- Eilat virus
- Ekpoma 1 tibrovirus
- Ekpoma 2 tibrovirus
- El Moro Canyon orthohantavirus
- Elapid 1 orthobornavirus
- Elderberry latent virus
- Elephantid betaherpesvirus 1
- Elephantid betaherpesvirus 4
- Elephantid betaherpesvirus 5
- Elm mottle virus
- Emilia yellow vein Fujian virus
- Emilia yellow vein Thailand virus
- Emilia yellow vein virus
- Emiliania huxleyi virus 86
- Endive necrotic mosaic virus
- Enhydra lutris polyomavirus 1
- Enseada orthobunyavirus
- Entebbe bat virus
- Enterobacter virus E2
- Enterobacter virus E3
- Enterobacter virus Eap1
- Enterobacter virus Eap3
- Enterobacter virus EcL1
- Enterobacter virus EcpYZU01
- Enterobacter virus F20
- Enterobacter virus KDA1
- Enterobacter virus KPN3
- Enterobacter virus PG7
- Enterobacteria virus IME390
- Enterobacteria virus T7M
- Enterococcus virus AL2
- Enterococcus virus AL3
- Enterococcus virus AUEF3
- Enterococcus virus BC611
- Enterococcus virus ECP3
- Enterococcus virus EcZZ2
- Enterococcus virus EF24C
- Enterococcus virus EF3
- Enterococcus virus EF4
- Enterococcus virus EfaCPT1
- Enterococcus virus EFDG1
- Enterococcus virus EFLK1
- Enterococcus virus EFP01
- Enterococcus virus EfV12
- Enterococcus virus FL1
- Enterococcus virus FL2
- Enterococcus virus FL3
- Enterococcus virus IME196
- Enterococcus virus IMEEF1
- Enterococcus virus LY0322
- Enterococcus virus phiSHEF2
- Enterococcus virus phiSHEF4
- Enterococcus virus phiSHEF5
- Enterococcus virus PMBT2
- Enterococcus virus SANTOR1
- Enterococcus virus SAP6
- Enterococcus virus VD13
- Enterovirus A
- Enterovirus B
- Enterovirus C
- Enterovirus D
- Enterovirus E
- Enterovirus F
- Enterovirus G
- Enterovirus H
- Enterovirus I
- Enterovirus J
- Enterovirus K
- Enterovirus L
- Entoleuca entovirus
- Enytus montanus ichnovirus
- Epichloe festucae virus 1
- Epinotia aporema granulovirus
- Epiphyas postvittana nucleopolyhedrovirus
- Epirus cherry virus
- Epizootic haematopoietic necrosis virus
- Epizootic hemorrhagic disease virus
- Epsilonarterivirus hemcep
- Epsilonarterivirus safriver
- Epsilonarterivirus zamalb
- Epsilonpapillomavirus 1
- Epsilonpapillomavirus 2
- Eptesipox virus
- Equid alphaherpesvirus 1
- Equid alphaherpesvirus 3
- Equid alphaherpesvirus 4
- Equid alphaherpesvirus 8
- Equid alphaherpesvirus 9
- Equid gammaherpesvirus 2
- Equid gammaherpesvirus 5
- Equid gammaherpesvirus 7
- Equine associated gemycircularvirus 1
- Equine encephalosis virus
- Equine foamy virus
- Equine infectious anemia virus
- Equine mastadenovirus A
- Equine mastadenovirus B
- Equine picobirnavirus
- Equine rhinitis A virus
- Equine torovirus
- Equus caballus polyomavirus 1
- Eragrostis curvula streak virus
- Eragrostis minor streak virus
- Eragrostis streak virus
- Erbovirus A
- Erectites yellow mosaic virus
- Eriborus terebrans ichnovirus
- Erinnyis ello granulovirus
- Eriocheir sinensis reovirus
- Erwinia virus Alexandra
- Erwinia virus Asesino
- Erwinia virus Deimos
- Erwinia virus Derbicus
- Erwinia virus Desertfox
- Erwinia virus Ea214
- Erwinia virus Ea2809
- Erwinia virus Ea35-70
- Erwinia virus Ea9-2
- Erwinia virus EaH1
- Erwinia virus EaH2
- Erwinia virus Eho49
- Erwinia virus Eho59
- Erwinia virus ENT90
- Erwinia virus Era103
- Erwinia virus EtG
- Erwinia virus Faunus
- Erwinia virus FE44
- Erwinia virus Frozen
- Erwinia virus L1
- Erwinia virus M7
- Erwinia virus Machina
- Erwinia virus RAY
- Erwinia virus Risingsun
- Erwinia virus S2
- Erwinia virus Simmy50
- Erwinia virus SpecialG
- Erwinia virus Wellington
- Erwinia virus Y2
- Erwinia virus Y3
- Erwinia virus Yoloswag
- Erysimum latent virus
- Erysiphe cichoracearum alphaendornavirus
- Erythrura gouldiae polyomavirus 1
- Escherchia virus LL11
- Escherichia phage ESCO13
- Escherichia virus 121Q
- Escherichia virus 13a
- Escherichia virus 172-1
- Escherichia virus 186
- Escherichia virus 191
- Escherichia virus 24B
- Escherichia virus 285P
- Escherichia virus 4MG
- Escherichia virus 64795ec1
- Escherichia virus 933W
- Escherichia virus 95
- Escherichia virus 9g
- Escherichia virus AAPEc6
- Escherichia virus ACGC91
- Escherichia virus ACGM12
- Escherichia virus ADB2
- Escherichia virus AHP42
- Escherichia virus AHS24
- Escherichia virus AKFV33
- Escherichia virus AKS96
- Escherichia virus Alf5
- Escherichia virus alpha3
- Escherichia virus APCEc01
- Escherichia virus APEC5
- Escherichia virus APEC7
- Escherichia virus APECc02
- Escherichia virus AR1
- Escherichia virus Av05
- Escherichia virus AYO145A
- Escherichia virus B
- Escherichia virus BA14
- Escherichia virus BF23
- Escherichia virus BIFF
- Escherichia virus Bp4
- Escherichia virus Bp7
- Escherichia virus BZ13
- Escherichia virus C
- Escherichia virus C119
- Escherichia virus C1302
- Escherichia virus C40
- Escherichia virus C5
- Escherichia virus Cajan
- Escherichia virus CBA120
- Escherichia virus CC31
- Escherichia virus CF2
- Escherichia virus chee24
- Escherichia virus CICC80001
- Escherichia virus CVM10
- Escherichia virus DE3
- Escherichia virus DT5712
- Escherichia virus DT57C
- Escherichia virus DTL
- Escherichia virus E112
- Escherichia virus E41c
- Escherichia virus Eb49
- Escherichia virus Ebrios
- Escherichia virus EC1UPM
- Escherichia virus EC2
- Escherichia virus EC3a
- Escherichia virus EC6
- Escherichia virus ECA2
- Escherichia virus ECB2
- Escherichia virus ECBP1
- Escherichia virus ECBP5
- Escherichia virus ECD7
- Escherichia virus ECML-117
- Escherichia virus ECML134
- Escherichia virus ECML4
- Escherichia virus EcoDS1
- Escherichia virus ECOO78
- Escherichia virus EG1
- Escherichia virus EK99P1
- Escherichia virus ep3
- Escherichia virus EPS7
- Escherichia virus ESCO41
- Escherichia virus ESCO5
- Escherichia virus F
- Escherichia virus FEC19
- Escherichia virus FFH1
- Escherichia virus FFH2
- Escherichia virus FI
- Escherichia virus fiAA91ss
- Escherichia virus FV3
- Escherichia virus G4
- Escherichia virus G7C
- Escherichia virus GA2A
- Escherichia virus GEC3S
- Escherichia virus GJ1
- Escherichia virus Goslar
- Escherichia virus Gostya9
- Escherichia virus H8
- Escherichia virus HK022
- Escherichia virus HK106
- Escherichia virus HK446
- Escherichia virus HK542
- Escherichia virus HK544
- Escherichia virus HK578
- Escherichia virus HK620
- Escherichia virus HK629
- Escherichia virus HK630
- Escherichia virus HK633
- Escherichia virus HK75
- Escherichia virus HK97
- Escherichia virus HP3
- Escherichia virus HX01
- Escherichia virus HY01
- Escherichia virus HY02
- Escherichia virus HY03
- Escherichia virus HZ2R8
- Escherichia virus HZP2
- Escherichia virus I22
- Escherichia virus ID21
- Escherichia virus ID32
- Escherichia virus ID52
- Escherichia virus ID62
- Escherichia virus If1
- Escherichia virus IME08
- Escherichia virus Ime09
- Escherichia virus IME11
- Escherichia virus IME18
- Escherichia virus IME253
- Escherichia virus IME347
- Escherichia virus IME542
- Escherichia virus IMM002
- Escherichia virus J8-65
- Escherichia virus JenK1
- Escherichia virus JenP1
- Escherichia virus JenP2
- Escherichia virus JES2013
- Escherichia virus JH2
- Escherichia virus Jk06
- Escherichia virus JL1
- Escherichia virus JMPW1
- Escherichia virus JMPW2
- Escherichia virus JS09
- Escherichia virus JS10
- Escherichia virus JS98
- Escherichia virus JSE
- Escherichia virus K
- Escherichia virus K1-5
- Escherichia virus K1E
- Escherichia virus K1F
- Escherichia virus K1G
- Escherichia virus K1H
- Escherichia virus K1ind1
- Escherichia virus K1ind2
- Escherichia virus K30
- Escherichia virus KP26
- Escherichia virus KWBSE43-6
- Escherichia virus Lambda
- Escherichia virus Lidtsur
- Escherichia virus LL2
- Escherichia virus LL5
- Escherichia virus LM33P1
- Escherichia virus M13
- Escherichia virus mar001J1
- Escherichia virus mar002J2
- Escherichia virus mar003J3
- Escherichia virus mar004NP2
- Escherichia virus mEp234
- Escherichia virus mEpX1
- Escherichia virus mEpX2
- Escherichia virus Min27
- Escherichia virus Minorna
- Escherichia virus MS2
- Escherichia virus Mu
- Escherichia virus Murica
- Escherichia virus mutPK1A2
- Escherichia virus MX01
- Escherichia virus N15
- Escherichia virus N30
- Escherichia virus N4
- Escherichia virus NBD2
- Escherichia virus NC28
- Escherichia virus NC29
- Escherichia virus NC35
- Escherichia virus NCA
- Escherichia virus NJ01
- Escherichia virus O157tp3
- Escherichia virus O157tp6
- Escherichia virus OSYSP
- Escherichia virus P1
- Escherichia virus P2
- Escherichia virus P483
- Escherichia virus P694
- Escherichia virus P88
- Escherichia virus PA2
- Escherichia virus PA28
- Escherichia virus PE3-1
- Escherichia virus PGT2
- Escherichia virus PhAPEC2
- Escherichia virus phAPEC8
- Escherichia virus PhaxI
- Escherichia virus phi1
- Escherichia virus phiAPCEc03
- Escherichia virus phiEB49
- Escherichia virus phiEco32
- Escherichia virus phiJLA23
- Escherichia virus phiK
- Escherichia virus PhiKT
- Escherichia virus phiLLS
- Escherichia virus phiV10
- Escherichia virus phiX174
- Escherichia virus Pollock
- Escherichia virus pro147
- Escherichia virus pro483
- Escherichia virus PTXU04
- Escherichia virus Qbeta
- Escherichia virus QL01
- Escherichia virus RB14
- Escherichia virus RB16
- Escherichia virus RB3
- Escherichia virus RB32
- Escherichia virus RB43
- Escherichia virus RB49
- Escherichia virus RB69
- Escherichia virus RCS47
- Escherichia virus Ro45lw
- Escherichia virus Rogue1
- Escherichia virus Rtp
- Escherichia virus S523
- Escherichia virus saus132
- Escherichia virus Schickermooser
- Escherichia virus SECphi27
- Escherichia virus Septima11
- Escherichia virus Seurat
- Escherichia virus SH2
- Escherichia virus Skarpretter
- Escherichia virus slur03
- Escherichia virus slur04
- Escherichia virus slur09
- Escherichia virus slur16
- Escherichia virus Sortsne
- Escherichia virus SRT7
- Escherichia virus SRT8
- Escherichia virus SSL2009a
- Escherichia virus ST0
- Escherichia virus St1
- Escherichia virus ST31
- Escherichia virus ST32
- Escherichia virus Stx2 II
- Escherichia virus SU10
- Escherichia virus SUSP1
- Escherichia virus SUSP2
- Escherichia virus swan01
- Escherichia virus T1
- Escherichia virus T3
- Escherichia virus T3Luria
- Escherichia virus T4
- Escherichia virus T5
- Escherichia virus T7
- Escherichia virus Talmos
- Escherichia virus TL2011
- Escherichia virus TLS
- Escherichia virus TP1
- Escherichia virus UAB78
- Escherichia virus V18
- Escherichia virus V5
- Escherichia virus Vec13
- Escherichia virus VEc3
- Escherichia virus VpaE1
- Escherichia virus VR20
- Escherichia virus VR25
- Escherichia virus VR26
- Escherichia virus VR5
- Escherichia virus VR7
- Escherichia virus WA45
- Escherichia virus WFC
- Escherichia virus WFH
- Escherichia virus WG01
- Escherichia virus Wphi
- Escherichia virus wV8
- Escherichia virus YD2008s
- Escherichia virus YZ1
- Escherichia virus ZG49
- Eschierichia virus PBECO4
- Esherichia virus Golestan
- Estero Real orthonairovirus
- Etaarterivirus ugarco 1
- Etapapillomavirus 1
- Ethiopian tobacco bushy top virus
- Eubenangee virus
- Eulipotyphla protoparvovirus 1
- Eupatorium yellow vein betasatellite
- Eupatorium yellow vein mosaic betasatellite
- Eupatorium yellow vein mosaic virus
- Eupatorium yellow vein virus
- Euphorbia caput-medusae latent virus
- Euphorbia leaf curl Guangxi virus
- Euphorbia leaf curl virus
- Euphorbia mosaic Peru virus
- Euphorbia mosaic virus
- Euphorbia ringspot virus
- Euphorbia yellow leaf curl virus
- Euphorbia yellow mosaic alphasatellite
- Euphorbia yellow mosaic virus
- Euproctis pseudoconspersa nucleopolyhedrovirus
- Euprosterna elaeasa virus
- European bat 1 lyssavirus
- European bat 2 lyssavirus
- European brown hare syndrome virus
- European catfish circovirus
- European mountain ash ringspot-associated emaravirus
- Everglades virus
- Exomis microphylla latent virus
- Eyach coltivirus

## F
- Faba bean necrotic stunt alphasatellite
- Faba bean necrotic stunt virus
- Faba bean necrotic yellows alphasatellite 1
- Faba bean necrotic yellows alphasatellite 2
- Faba bean necrotic yellows alphasatellite 3
- Faba bean necrotic yellows virus
- Faba bean polerovirus 1
- Faba bean yellow leaf virus
- Faceys paddock orthobunyavirus
- Faecalibacterium virus Brigit
- Faecalibacterium virus Epona
- Faecalibacterium virus Lagaffe
- Faecalibacterium virus Lugh
- Faecalibacterium virus Mushu
- Faecalibacterium virus Oengus
- Faecalibacterium virus Taranis
- Faecalibacterium virus Toutatis
- Falcon aviadenovirus A
- Fathead minnow nidovirus 1
- Feldmannia irregularis virus a
- Feldmannia species virus
- Feldmannia species virus a
- Felid alphaherpesvirus 1
- Felid gammaherpesvirus 1
- Feline associated cyclovirus 1
- Feline calicivirus
- Feline foamy virus
- Feline immunodeficiency virus
- Feline leukemia virus
- Feline morbillivirus
- Felipivirus A
- Ferak feravirus
- Festuca leaf streak cytorhabdovirus
- Fig badnavirus 1
- Fig cryptic virus
- Fig mosaic emaravirus
- Figulus sublaevis entomopoxvirus
- Figwort mosaic virus
- Fiji disease virus
- Fikirini ledantevirus
- Finch circovirus
- Finkel-Biskis-Jinkins murine sarcoma virus
- Fipivirus A
- Fipivirus B
- Fipivirus C
- Fipivirus D
- Fipivirus E
- Flamingopox virus
- Flammulina velutipes browning virus
- Flanders hapavirus
- Flavobacterium virus 1H
- Flavobacterium virus 23T
- Flavobacterium virus 2A
- Flavobacterium virus 6H
- Flavobacterium virus FCL2
- Flavobacterium virus FCV1
- Flavobacterium virus FLiP
- Flavobacterium virus Fpv1
- Flavobacterium virus Fpv4
- Flexal mammarenavirus
- Flock House virus
- Fly phasivirus
- Foot-and-mouth disease virus
- Formica exsecta virus 3
- Fort Morgan virus
- Fort Sherman orthobunyavirus
- Foussvirus S46C10
- Fowl aviadenovirus A
- Fowl aviadenovirus B
- Fowl aviadenovirus C
- Fowl aviadenovirus D
- Fowl aviadenovirus E
- Fowlpox virus
- Foxtail mosaic virus
- Fragaria chiloensis latent virus
- Frangipani mosaic virus
- Freesia mosaic virus
- Freesia sneak ophiovirus
- French bean leaf curl betasatellite
- French bean leaf curl virus
- French bean severe leaf curl virus
- Frijoles phlebovirus
- Fritillary virus Y
- Frog siadenovirus A
- Frog virus 3
- Fugong orthohantavirus
- Fujinami sarcoma virus
- Fukuoka ledantevirus
- Fur seal associated gemycircularvirus 1
- Furcraea necrotic streak virus
- Fusarium deltaflexivirus 1
- Fusarium graminearum chrysovirus
- Fusarium oxysporum chrysovirus 1
- Fusarium oxysporum chrysovirus 2
- Fusarium oxysporum Skippy virus
- Fusarium poae virus 1
- Fusarium redolens polymycovirus 1
- Fusarium solani virus 1
- Fusong orthohantavirus
- Fussvirus S30C28

## G
- Gabek phlebovirus
- Gadgets Gully virus
- Gaeumannomyces graminis virus 0196A
- Gaeumannomyces graminis virus T1A
- Gaillardia latent virus
- Gairo mammarenavirus
- Galinsoga mosaic virus
- Gallid alphaherpesvirus 1
- Gallid alphaherpesvirus 2
- Gallid alphaherpesvirus 3
- Galliform aveparvovirus 1
- Galliform chaphamaparvovirus 1
- Galliform chaphamaparvovirus 2
- Galliform chaphamaparvovirus 3
- Gallivirus A
- Gamboa orthobunyavirus
- Gammaarterivirus lacdeh
- Gammapapillomavirus 1
- Gammapapillomavirus 10
- Gammapapillomavirus 11
- Gammapapillomavirus 12
- Gammapapillomavirus 13
- Gammapapillomavirus 14
- Gammapapillomavirus 15
- Gammapapillomavirus 16
- Gammapapillomavirus 17
- Gammapapillomavirus 18
- Gammapapillomavirus 19
- Gammapapillomavirus 2
- Gammapapillomavirus 20
- Gammapapillomavirus 21
- Gammapapillomavirus 22
- Gammapapillomavirus 23
- Gammapapillomavirus 24
- Gammapapillomavirus 25
- Gammapapillomavirus 26
- Gammapapillomavirus 27
- Gammapapillomavirus 3
- Gammapapillomavirus 4
- Gammapapillomavirus 5
- Gammapapillomavirus 6
- Gammapapillomavirus 7
- Gammapapillomavirus 8
- Gammapapillomavirus 9
- Gammapleolipovirus His2
- Ganda orthophasmavirus
- Gannoruwa bat lyssavirus
- Garba sunrhavirus
- Gardner-Arnstein feline sarcoma virus
- Garlic common latent virus
- Garlic dwarf virus
- Garlic mite-borne filamentous virus
- Garlic virus A
- Garlic virus B
- Garlic virus C
- Garlic virus D
- Garlic virus E
- Garlic virus X
- Gayfeather mild mottle virus
- Gecko reptillovirus
- Gentian mosaic virus
- Gentian ovary ringspot virus
- Geobacillus virus GBSV1
- Geobacillus virus Tp84
- Geotrupes sylvaticus entomopoxvirus
- Gerrid arlivirus
- Gerygone associated gemycircularvirus 1
- Gerygone associated gemycircularvirus 2
- Gerygone associated gemycircularvirus 3
- Getah virus
- Ghanaian bat henipavirus
- Giardia lamblia virus
- Gibbon ape leukemia virus
- Giessen reptarenavirus
- Gill-associated virus
- Gloriosa stripe mosaic virus
- Glossina hytrosavirus
- Gluconobacter virus GC1
- Glycine max SIRE1 virus
- Glycine max Tgmr virus
- Glycine mosaic virus
- Glycine sclerotimonavirus
- Glypta fumiferanae ichnovirus
- Glyptapanteles flavicoxis bracovirus
- Glyptapanteles indiensis bracovirus
- Glyptapanteles liparidis bracovirus
- Goat associated cyclovirus 1
- Goatpox virus
- Goeldichironomus holoprasinus entomopoxvirus
- Golden reptarenavirus
- Gomphocarpus mosaic virus
- Goose aviadenovirus A
- Goose circovirus
- Goose coronavirus CB17
- Gooseberry vein banding associated virus
- Goosefish actinovirus
- Gordil phlebovirus
- Gordinia virus Birksandsocks
- Gordonia virus Apricot
- Gordonia virus Asapag
- Gordonia virus Attis
- Gordonia virus Bachita
- Gordonia virus Bantam
- Gordonia virus BaxterFox
- Gordonia virus BENtherdunthat
- Gordonia virus BetterKatz
- Gordonia virus Billnye
- Gordonia virus Bowser
- Gordonia virus Brandonk123
- Gordonia virus Britbrat
- Gordonia virus BrutonGaster
- Gordonia virus ClubL
- Gordonia virus Cozz
- Gordonia virus DareDevil
- Gordonia virus Demosthenes
- Gordonia virus Emalyn
- Gordonia virus Eyre
- Gordonia virus Fairfaxidumvirus
- Gordonia virus Flakey
- Gordonia virus Fryberger
- Gordonia virus GAL1
- Gordonia virus Getalong
- Gordonia virus Ghobes
- Gordonia virus GMA3
- Gordonia virus GMA6
- Gordonia virus GMA7
- Gordonia virus GodonK
- Gordonia virus GordTnk2
- Gordonia virus Gsput1
- Gordonia virus GTE2
- Gordonia virus GTE7
- Gordonia virus Gustav
- Gordonia virus Hedwig
- Gordonia virus Horus
- Gordonia virus Hotorobo
- Gordonia virus Jace
- Gordonia virus Jumbo
- Gordonia virus Katyusha
- Gordonia virus Kenna
- Gordonia virus Kita
- Gordonia virus Kvothe
- Gordonia virus Lennon
- Gordonia virus Lucky10
- Gordonia virus Mahdia
- Gordonia virus Monty
- Gordonia virus Nyceirae
- Gordonia virus Nymphadora
- Gordonia virus OneUp
- Gordonia virus Orchid
- Gordonia virus Phistory
- Gordonia virus Ronaldo
- Gordonia virus Ruthy
- Gordonia virus Schnabeltier
- Gordonia virus Smoothie
- Gordonia virus Soups
- Gordonia virus Sour
- Gordonia virus Stevefrench
- Gordonia virus Strosahl
- Gordonia virus Suzy
- Gordonia virus Terapin
- Gordonia virus Trine
- Gordonia virus Troje
- Gordonia virus Twister6
- Gordonia virus Vendetta
- Gordonia virus Vivi2
- Gordonia virus Wait
- Gordonia virus Wizard
- Gordonia virus Woes
- Gordonia virus Yeezy
- Gordonia virus Yvonnetastic
- Gordonia virus Zirinka
- Gorilla associated porprismacovirus 1
- Gorilla gorilla polyomavirus 1
- Gorilline gammaherpesvirus 1
- Gossypium darwinii symptomless alphasatellite
- Gossypium mustelinum symptomless alphasatellite
- Gouleako goukovirus
- Grand Arbaud uukuvirus
- Grapevine Algerian latent virus
- Grapevine Anatolian ringspot virus
- Grapevine asteroid mosaic associated virus
- Grapevine badnavirus 1
- Grapevine berry inner necrosis virus
- Grapevine Bulgarian latent virus
- Grapevine chrome mosaic virus
- Grapevine deformation virus
- Grapevine enamovirus 1
- Grapevine endophyte alphaendornavirus
- Grapevine fabavirus
- Grapevine fanleaf virus
- Grapevine fleck virus
- Grapevine leafroll-associated virus 1
- Grapevine leafroll-associated virus 13
- Grapevine leafroll-associated virus 2
- Grapevine leafroll-associated virus 3
- Grapevine leafroll-associated virus 4
- Grapevine leafroll-associated virus 7
- Grapevine Pinot gris virus
- Grapevine red blotch virus
- Grapevine Roditis leaf discoloration-associated virus
- Grapevine rupestris stem pitting-associated virus
- Grapevine Syrah virus 1
- Grapevine Tunisian ringspot virus
- Grapevine vein clearing virus
- Grapevine virus A
- Grapevine virus B
- Grapevine virus D
- Grapevine virus E
- Grapevine virus F
- Grapevine virus G
- Grapevine virus H
- Grapevine virus I
- Grapevine virus J
- Grapevine virus T
- Grapevine yellow speckle viroid 1
- Grapevine yellow speckle viroid 2
- Gray Lodge hapavirus
- Great Island virus
- Great tit siadenovirus A
- Gremmeniella abietina betaendornavirus 1
- Gremmeniella abietina RNA virus L1
- Gremmeniella abietina RNA virus MS1
- Grey sealpox virus
- Grivet simian foamy virus
- Ground squirrel hepatitis virus
- Groundnut bud necrosis orthotospovirus
- Groundnut chlorotic fan spot orthotospovirus
- Groundnut ringspot orthotospovirus
- Groundnut rosette assistor virus
- Groundnut rosette virus
- Groundnut yellow spot orthotospovirus
- Gruhelivirus A
- Gruiform aveparvovirus 1
- Grusopivirus A
- Grusopivirus B
- Gryllus bimaculatus nudivirus
- Guajara orthobunyavirus
- Guama orthobunyavirus
- Guanarito mammarenavirus
- Guaroa orthobunyavirus
- Guenon simian foamy virus
- Guertu bandavirus
- Guinea pig type-C oncovirus
- Gull circovirus

## H
- Haartman hartmanivirus
- Habenaria mosaic virus
- Haemophilus virus HP1
- Haemophilus virus HP2
- Hagfish agnathovirus
- Hainan sripuvirus
- Hairy antennavirus
- Halfbeak nidovirus 1
- Haliotid herpesvirus 1
- Haloarcula hispanica icosahedral virus 2
- Haloarcula hispanica virus PH1
- Haloarcula hispanica virus SH1
- Haloarcula virus HCIV1
- Halobacterium virus phiH
- Halomonas virus HAP1
- Hamiltonella virus APSE1
- Hantaan orthohantavirus
- Hardenbergia mosaic virus
- Hardenbergia virus A
- Hardy-Zuckerman feline sarcoma virus
- Hare fibroma virus
- Harkavirus A
- Harrisina brillians granulovirus
- Harrison sunrhavirus
- Hart Park hapavirus
- Harvey murine sarcoma virus
- Havel River virus
- Hazara orthonairovirus
- Heartland bandavirus
- Hebius tobanivirus 1
- Hedgehog coronavirus 1
- Hedyotis uncinella yellow mosaic virus
- Hedyotis yellow mosaic betasatellite
- Helenium virus S
- Helianthus annuus alphaendornavirus
- Helicobacter virus 1961P
- Helicobacter virus KHP30
- Helicobacter virus KHP40
- Helicobasidium mompa alphaendornavirus 1
- Helicobasidium mompa partitivirus V70
- Helicobasidium mompa totivirus 1-17
- Helicoverpa armigera granulovirus
- Helicoverpa armigera nucleopolyhedrovirus
- Helicoverpa armigera stunt virus
- Heliothis armigera entomopoxvirus
- Heliothis virescens ascovirus 3a
- Heliothis zea nudivirus
- Helleborus mosaic virus
- Helleborus net necrosis virus
- Helminthosporium victoriae virus 145S
- Helminthosporium victoriae virus 190S
- Hemidesmus yellow mosaic virus
- Hemileuca species nucleopolyhedrovirus
- Hemipivirus A
- Hemipteran hemiambidensovirus 1
- Hemipteran hemiambidensovirus 2
- Hemipteran scindoambidensovirus 1
- Henbane mosaic virus
- Hendra henipavirus
- Hepacivirus A
- Hepacivirus B
- Hepacivirus C
- Hepacivirus D
- Hepacivirus E
- Hepacivirus F
- Hepacivirus G
- Hepacivirus H
- Hepacivirus I
- Hepacivirus J
- Hepacivirus K
- Hepacivirus L
- Hepacivirus M
- Hepacivirus N
- Hepatitis B virus
- Hepatitis delta virus
- Hepatovirus A
- Hepatovirus B
- Hepatovirus C
- Hepatovirus D
- Hepatovirus E
- Hepatovirus F
- Hepatovirus G
- Hepatovirus H
- Hepatovirus I
- Heracleum latent virus
- Herbert herbevirus
- Hermit mivirus
- Heron hepatitis B virus
- Hervey pararubulavirus
- Heterobasidion partitivirus 1
- Heterobasidion partitivirus 12
- Heterobasidion partitivirus 13
- Heterobasidion partitivirus 15
- Heterobasidion partitivirus 2
- Heterobasidion partitivirus 3
- Heterobasidion partitivirus 7
- Heterobasidion partitivirus 8
- Heterobasidion partitivirus P
- Heterocapsa circularisquama DNA virus 01
- Heterocapsa circularisquama RNA virus 01
- Heterosigma akashiwo RNA virus
- Heterosigma akashiwo virus 01
- Hibbertia virus Y
- Hibiscus chlorotic ringspot virus
- Hibiscus golden mosaic virus
- Hibiscus green spot virus 2
- Hibiscus latent Fort Pierce virus
- Hibiscus latent ringspot virus
- Hibiscus latent Singapore virus
- High Plains wheat mosaic emaravirus
- Highlands J virus
- Himetobi P virus
- Hincksia hinckiae virus a
- Hippeastrum chlorotic ringspot orthotospovirus
- Hippeastrum latent virus
- Hippeastrum mosaic virus
- Hippoboscid mivirus
- Hippotragine gammaherpesvirus 1
- Hirame novirhabdovirus
- Hollyhock leaf curl virus
- Hollyhock yellow vein alphasatellite
- Hollyhock yellow vein mosaic virus
- Hollyhock yellow vein virus
- Holmes hapavirus
- Homalodisca coagulata virus 1
- Honeysuckle ringspot virus
- Honeysuckle yellow vein betasatellite
- Honeysuckle yellow vein mosaic betasatellite
- Honeysuckle yellow vein virus
- Hop latent viroid
- Hop latent virus
- Hop mosaic virus
- Hop stunt viroid
- Hop trefoil cryptic virus 1
- Hop trefoil cryptic virus 2
- Hop trefoil cryptic virus 3
- Hoplichthys hoplichthysvirus
- Hordeum mosaic virus
- Hordeum vulgare alphaendornavirus
- Hordeum vulgare BARE-1 virus
- Horse associated cyclovirus 1
- Horsefly horwuvirus
- Horsegram yellow mosaic virus
- Horseradish curly top virus
- Horseradish latent virus
- Hosta virus X
- Hot pepper alphaendornavirus
- Howler monkey associated porprismacovirus 1
- Huangjiao thamnovirus
- Huangpi uukuvirus
- Hubei arlivirus
- Hubei chipolycivirus
- Hubei hubramonavirus
- Hubei hupolycivirus
- Hubei mivirus
- Hubei odonate mivirus
- Hubei peropuvirus
- Hubei sclerotimonavirus
- Hubei yingvirus
- Hughes orthonairovirus
- Human alphaherpesvirus 1
- Human alphaherpesvirus 2
- Human alphaherpesvirus 3
- Human associated circovirus 1
- Human associated cyclovirus 1
- Human associated cyclovirus 10
- Human associated cyclovirus 11
- Human associated cyclovirus 12
- Human associated cyclovirus 2
- Human associated cyclovirus 3
- Human associated cyclovirus 4
- Human associated cyclovirus 5
- Human associated cyclovirus 6
- Human associated cyclovirus 7
- Human associated cyclovirus 8
- Human associated cyclovirus 9
- Human associated gemykibivirus 1
- Human associated gemykibivirus 2
- Human associated gemykibivirus 3
- Human associated gemykibivirus 4
- Human associated gemykibivirus 5
- Human associated gemyvongvirus 1
- Human associated huchismacovirus 1
- Human associated huchismacovirus 2
- Human associated huchismacovirus 3
- Human associated porprismacovirus 1
- Human associated porprismacovirus 2
- Human betaherpesvirus 5
- Human betaherpesvirus 6A
- Human betaherpesvirus 6B
- Human betaherpesvirus 7
- Human coronavirus 229E
- Human coronavirus HKU1
- Human coronavirus NL63
- Human gammaherpesvirus 4
- Human gammaherpesvirus 8
- Human immunodeficiency virus 1
- Human immunodeficiency virus 2
- Human mastadenovirus A
- Human mastadenovirus B
- Human mastadenovirus C
- Human mastadenovirus D
- Human mastadenovirus E
- Human mastadenovirus F
- Human mastadenovirus G
- Human metapneumovirus
- Human orthopneumovirus
- Human orthorubulavirus 2
- Human orthorubulavirus 4
- Human picobirnavirus
- Human polyomavirus 1
- Human polyomavirus 10
- Human polyomavirus 11
- Human polyomavirus 13
- Human polyomavirus 14
- Human polyomavirus 2
- Human polyomavirus 3
- Human polyomavirus 4
- Human polyomavirus 5
- Human polyomavirus 6
- Human polyomavirus 7
- Human polyomavirus 8
- Human polyomavirus 9
- Human respirovirus 1
- Human respirovirus 3
- Humulus japonicus latent virus
- Hunnivirus A
- Hunter Island bandavirus
- Hyacinth mosaic virus
- Hydra viridis Chlorella virus 1
- Hydrangea chlorotic mottle virus
- Hydrangea ringspot virus
- Hymenopteran scindoambidensovirus 1
- Hypericum associated gemycircularvirus 1
- Hyphantria cunea nucleopolyhedrovirus
- Hypomicrogaster canadensis bracovirus
- Hypomicrogaster ectdytolophae bracovirus
- Hyposidra talaca nucleopolyhedrovirus
- Hyposoter annulipes ichnovirus
- Hyposoter exiguae ichnovirus
- Hyposoter fugitivus ichnovirus
- Hyposoter lymantriae ichnovirus
- Hyposoter pilosulus ichnovirus
- Hyposoter rivalis ichnovirus

## I
- Iaco orthobunyavirus
- Icoaraci phlebovirus
- Ictalurid herpesvirus 1
- Ictalurid herpesvirus 2
- Idnoreovirus 1
- Idnoreovirus 2
- Idnoreovirus 3
- Idnoreovirus 4
- Idnoreovirus 5
- Ieri virus
- Iguanid herpesvirus 2
- Ikoma lyssavirus
- Ilesha orthobunyavirus
- Ilheus virus
- Illinois sclerotimonavirus
- Imjin mivirus
- Imjin thottimvirus
- Impatiens flower break virus
- Impatiens necrotic spot orthotospovirus
- Imperata yellow mottle virus
- Indian cassava mosaic virus
- Indian citrus ringspot virus
- Indian peanut clump virus
- Indiana vesiculovirus
- Indonesian soybean dwarf virus
- Infectious bursal disease virus
- Infectious flacherie virus
- Infectious pancreatic necrosis virus
- Infectious spleen and kidney necrosis virus
- Influenza A virus
- Influenza B virus
- Influenza C virus
- Influenza D virus
- Infratovirus 1
- Ingwavuma orthobunyavirus
- Inhangapi arurhavirus
- Insect shangavirus
- Insect wuhivirus
- Invertebrate iridescent virus 22
- Invertebrate iridescent virus 25
- Invertebrate iridescent virus 3
- Invertebrate iridescent virus 31
- Invertebrate iridescent virus 6
- Invertebrate iridescent virus 9
- Iodobacter virus PLPE
- Iotaarterivirus debrazmo
- Iotaarterivirus kibreg 1
- Iotaarterivirus pejah
- Iotapapillomavirus 1
- Iotapapillomavirus 2
- Ippy mammarenavirus
- Iranian wheat stripe tenuivirus
- Iresine viroid 1
- Iriri curiovirus
- Iris fulva mosaic virus
- Iris mild mosaic virus
- Iris severe mosaic virus
- Iris yellow spot orthotospovirus
- Irkut lyssavirus
- Isaria javanica chrysovirus
- Isfahan vesiculovirus
- Island sawgrhavirus
- Israel turkey meningoencephalomyelitis virus
- Israeli acute paralysis virus
- Issyk-kul virus
- Itacaiunas curiovirus
- Itaituba phlebovirus
- Itaporanga phlebovirus
- Ixcanal phlebovirus

## J
- Jaagsiekte sheep retrovirus
- Jacquemontia mosaic Yucatan virus
- Jacquemontia yellow mosaic virus
- Jacquemontia yellow vein virus
- Jalkavirus S08C159
- Jamestown Canyon orthobunyavirus
- Japanese encephalitis virus
- Japanese holly fern mottle pteridovirus
- Japanese iris necrotic ring virus
- Japanese macaque simian foamy virus
- Japanese soil-borne wheat mosaic virus
- Japanese yam mosaic virus
- Jasmine virus T
- Jatobal orthobunyavirus
- Jatropha leaf curl Gujarat virus
- Jatropha leaf curl virus
- Jatropha leaf yellow mosaic virus
- Jatropha mosaic India virus
- Jatropha mosaic Nigeria virus
- Jatropha mosaic virus
- Jatropha yellow mosaic virus
- Jeju orthohantavirus
- Jembrana disease virus
- Jericarnavirus A
- Jericarnavirus B
- Johnsongrass chlorotic stripe mosaic virus
- Johnsongrass mosaic virus
- Johnston Atoll quaranjavirus
- Joinjakaka hapavirus
- Jonchet jonvirus
- Jugra virus
- Jujube mosaic-associated virus
- Jun jeilongvirus
- Juncopox virus
- Jurona vesiculovirus
- Jutiapa virus

## K
- Kabuto mountain uukuvirus
- Kadam virus
- Kadipiro virus
- Kaeng Khoi orthobunyavirus
- Kairi orthobunyavirus
- Kaisodi uukuvirus
- Kalanchoe latent virus
- Kalanchoe mosaic virus
- Kalanchoe top-spotting virus
- Kamese hapavirus
- Kanyawara ledantevirus
- Kappaarterivirus wobum
- Kappapapillomavirus 1
- Kappapapillomavirus 2
- Karimabad phlebovirus
- Kashmir bee virus
- Kasokero orthonairovirus
- Kawavirus SWcelC56
- Kedougou virus
- Kenkeme orthohantavirus
- Kennedya yellow mosaic virus
- Kern Canyon ledantevirus
- Keterah orthonairovirus
- Keunjorong mosaic virus
- Keuraliba ledantevirus
- Keystone orthobunyavirus
- Khabarovsk orthohantavirus
- Khujand lyssavirus
- Kibale herbevirus
- Kigluaik phantom orthophasmavirus
- Kimberley ephemerovirus
- Kirsten murine sarcoma virus
- Kismaayo bandavirus
- Klamath tupavirus
- Klebsiella virus 0507KN21
- Klebsiella virus 1513
- Klebsiella virus 2044-307w
- Klebsiella virus 3LV2017
- Klebsiella virus 4LV2017
- Klebsiella virus AltoGao
- Klebsiella virus BIS33
- Klebsiella virus BO1E
- Klebsiella virus F19
- Klebsiella virus GHK3
- Klebsiella virus Henu1
- Klebsiella virus IL33
- Klebsiella virus IME205
- Klebsiella virus IME260
- Klebsiella virus IME279
- Klebsiella virus IME321
- Klebsiella virus JD001
- Klebsiella virus JD18
- Klebsiella virus K11
- Klebsiella virus K244
- Klebsiella virus K5
- Klebsiella virus K5-2
- Klebsiella virus K5-4
- Klebsiella virus K64-1
- Klebsiella virus KLPN1
- Klebsiella virus KN1-1
- Klebsiella virus KN3-1
- Klebsiella virus KN4-1
- Klebsiella virus KOX1
- Klebsiella virus Kp1
- Klebsiella virus KP15
- Klebsiella virus Kp2
- Klebsiella virus KP27
- Klebsiella virus KP32
- Klebsiella virus KP32i192
- Klebsiella virus KP32i194
- Klebsiella virus KP32i195
- Klebsiella virus KP32i196
- Klebsiella virus KP34
- Klebsiella virus KP36
- Klebsiella virus KpCol1
- Klebsiella virus KpKT21phi1
- Klebsiella virus KPN N141
- Klebsiella virus KPRio2015
- Klebsiella virus KpS110
- Klebsiella virus KpS2
- Klebsiella virus kpssk3
- Klebsiella virus KpV289
- Klebsiella virus KpV41
- Klebsiella virus KpV475
- Klebsiella virus KpV48
- Klebsiella virus KpV52
- Klebsiella virus KpV522
- Klebsiella virus KpV71
- Klebsiella virus KpV74
- Klebsiella virus KpV763
- Klebsiella virus KpV766
- Klebsiella virus KpV767
- Klebsiella virus KpV80
- Klebsiella virus KPV811
- Klebsiella virus Matisse
- Klebsiella virus May
- Klebsiella virus Menlow
- Klebsiella virus MezzoGao
- Klebsiella virus Miro
- Klebsiella virus myPSH1235
- Klebsiella virus NJR15
- Klebsiella virus NJS1
- Klebsiella virus NJS2
- Klebsiella virus Pharr
- Klebsiella virus PKO111
- Klebsiella virus PKP126
- Klebsiella virus PMBT1
- Klebsiella virus PRA33
- Klebsiella virus RaK2
- Klebsiella virus SHKp152234
- Klebsiella virus SHKp152410
- Klebsiella virus SU503
- Klebsiella virus SU552A
- Klebsiella virus Sugarland
- Klebsiella virus Sushi
- Klebsiella virus TAH8
- Klebsiella virus TSK1
- Klebsiella virus ZCKP1
- Kluyvera virus Kvp1
- Koala retrovirus
- Kokobera virus
- Kolente ledantevirus
- Konjac mosaic virus
- Koolpinyah ephemerovirus
- Koongol orthobunyavirus
- Kotonkan ephemerovirus
- Koutango virus
- Krakvirus S39C11
- Kudzu mosaic virus
- Kumasi ledantevirus
- Kundal coltivirus
- Kunsagivirus A
- Kunsagivirus B
- Kunsagivirus C
- Kurthia virus 6
- Kwatta sunrhavirus
- Kyasanur Forest disease virus
- Kyuri green mottle mosaic virus

## L
- La Crosse orthobunyavirus
- La Gloria phlebovirus
- La Joya hapavirus
- Lacanobia oleracea granulovirus
- Lacewing mivirus
- Lactobacillus virus ATCC8014
- Lactobacillus virus B2
- Lactobacillus virus Bacchae
- Lactobacillus virus Bromius
- Lactobacillus virus c5
- Lactobacillus virus Iacchus
- Lactobacillus virus Lb
- Lactobacillus virus Lb338-1
- Lactobacillus virus LBR48
- Lactobacillus virus Ld17
- Lactobacillus virus Ld25A
- Lactobacillus virus Ld3
- Lactobacillus virus Ldl1
- Lactobacillus virus Lenus
- Lactobacillus virus LLKu
- Lactobacillus virus LP65
- Lactobacillus virus Lpa804
- Lactobacillus virus Maenad
- Lactobacillus virus Nyseid
- Lactobacillus virus P1
- Lactobacillus virus phiJL1
- Lactobacillus virus phiLdb
- Lactobacillus virus SAC12
- Lactobacillus virus Satyr
- Lactobacillus virus Semele
- Lactobacillus virus ViSo2018a
- Lactococcus virus 712
- Lactococcus virus ASCC191
- Lactococcus virus ASCC273
- Lactococcus virus ASCC281
- Lactococcus virus ASCC465
- Lactococcus virus ASCC532
- Lactococcus virus Bibb29
- Lactococcus virus bIL170
- Lactococcus virus bIL67
- Lactococcus virus c2
- Lactococcus virus CB13
- Lactococcus virus CB14
- Lactococcus virus CB19
- Lactococcus virus CB20
- Lactococcus virus jj50
- Lactococcus virus KSY1
- Lactococcus virus P008
- Lactococcus virus P2
- Lactococcus virus sk1
- Lactococcus virus Sl4
- Lactococcus virus WP2
- Lagenaria mild mosaic virus
- Lagenaria siceraria alphaendornavirus
- Lagomorph bocaparvovirus 1
- Lagos bat lyssavirus
- Laguna Negra orthohantavirus
- Laibin mobatvirus
- Lake Sinai virus 1
- Lake Sinai virus 2
- Lama associated gemycircularvirus 1
- Lambdaarterivirus afriporav
- Lambdapapillomavirus 1
- Lambdapapillomavirus 2
- Lambdapapillomavirus 3
- Lambdapapillomavirus 4
- Lambdapapillomavirus 5
- Lambdina fiscellaria nucleopolyhedrovirus
- Lamium leaf distortion virus
- Lamium mild mosaic virus
- Landjia hapavirus
- Langat virus
- Langur virus
- Lara phlebovirus
- Lasius neglectus virus 1
- Lasius neglectus virus 2
- Lasius niger virus 1
- Lassa mammarenavirus
- Lates calcarifer birnavirus
- Latino mammarenavirus
- Lato River virus
- Laurel Lake laulavirus
- Lausannevirus
- Le Dantec ledantevirus
- Leanyer orthobunyavirus
- Lebombo virus
- Leclercia virus 10164-302
- Leek white stripe virus
- Leek yellow stripe virus
- Leishmania RNA virus 1
- Leishmania RNA virus 2
- Lelliottia virus phD2B
- Lemur associated porprismacovirus 1
- Lentinula hubramonavirus
- Lentinula lentinuvirus
- Leonurus mosaic virus
- Lepeophtheirus caligrhavirus
- Lepidopteran hudovirus
- Lepidopteran iteradensovirus 1
- Lepidopteran iteradensovirus 2
- Lepidopteran iteradensovirus 3
- Lepidopteran iteradensovirus 4
- Lepidopteran iteradensovirus 5
- Lepidopteran protoambidensovirus 1
- Leporid alphaherpesvirus 4
- Leptomonas shilevirus
- Leptonychotes weddellii polyomavirus 1
- Leticia phlebovirus
- Lettuce big-vein associated varicosavirus
- Lettuce chlorosis virus
- Lettuce infectious yellows virus
- Lettuce Italian necrotic virus
- Lettuce mosaic virus
- Lettuce necrotic leaf curl virus
- Lettuce necrotic yellows cytorhabdovirus
- Lettuce ring necrosis ophiovirus
- Lettuce speckles mottle virus
- Lettuce virus X
- Lettuce yellow mottle cytorhabdovirus
- Leucania separata nucleopolyhedrovirus
- Leuconostoc virus 1A4
- Leuconostoc virus Lmd1
- Leuconostoc virus LN03
- Leuconostoc virus LN04
- Leuconostoc virus LN12
- Leuconostoc virus LN25
- Leuconostoc virus LN34
- Leuconostoc virus LN6B
- Leuconostoc virus Ln8
- Leuconostoc virus Ln9
- Leuconostoc virus LNTR3
- Leuconostoc virus P793
- Liao ning virus
- Ligustrum necrotic ringspot virus
- Ligustrum virus A
- Lihan uukuvirus
- Lilac leaf chlorosis virus
- Lilac ring mottle virus
- Lilium henryi Del1 virus
- Lily mottle virus
- Lily symptomless virus
- Lily virus X
- Lily virus Y
- Limnipivirus A
- Limnipivirus B
- Limnipivirus C
- Limonium flower distortion virus
- Lindernia anagallis yellow vein virus
- Linepithema humile virus 2
- Lishi arlivirus
- Lishi mivirus
- Lisianthus enation leaf curl virus
- Listeria virus A511
- Listeria virus AG20
- Listeria virus List36
- Listeria virus LMSP25
- Listeria virus LMTA148
- Listeria virus LMTA34
- Listeria virus LP048
- Listeria virus LP064
- Listeria virus LP083-2
- Listeria virus LP110
- Listeria virus LP114
- Listeria virus LP26
- Listeria virus LP302
- Listeria virus LP37
- Listeria virus P100
- Listeria virus P70
- Listeria virus PSA
- Listeria virus WIL1
- Little cherry virus 1
- Little cherry virus 2
- Livupivirus A
- Lizard atadenovirus A
- Lleida bat lyssavirus
- Lloviu cuevavirus
- Locusta migratoria entomopoxvirus
- Loei River mammarenavirus
- Lolium latent virus
- Lonchura maja polyomavirus 1
- Lone Star bandavirus
- Lonestar mivirus
- Lonestar zarhavirus
- Long-fingered bat hepatitis B virus
- Longan witches broom-associated virus
- Longquan loanvirus
- Lonomia obliqua nucleopolyhedrovirus
- Lophuromys jeilongvirus 1
- Lophuromys jeilongvirus 2
- Louping ill virus
- Louse fly mivirus
- Loxodonta africana polyomavirus 1
- Lucerne Australian latent virus
- Lucerne transient streak virus
- Lucheng Rn rat coronavirus
- Ludopivirus A
- Ludwigia yellow vein Vietnam virus
- Ludwigia yellow vein virus
- Luffa yellow mosaic virus
- Lujo mammarenavirus
- Lumbo orthbunyavirus
- Lumpy skin disease virus
- Luna mammarenavirus
- Lunk mammarenavirus
- Lupinus mosaic virus
- Luxi orthohantavirus
- Lychnis ringspot virus
- Lycianthes yellow mosaic virus
- Lycodon tobanivirus 1
- Lycopersicon esculentum ToRTL1 virus
- Lycoris mild mottle virus
- Lygus lineolaris virus 1
- Lymantria dispar iflavirus 1
- Lymantria dispar multiple nucleopolyhedrovirus
- Lymantria xylina nucleopolyhedrovirus
- Lymphocystis disease virus 1
- Lymphocystis disease virus 2
- Lymphocystis disease virus 3
- Lymphocytic choriomeningitis mammarenavirus

## M
- Macaca fascicularis polyomavirus 1
- Macaca mulatta polyomavirus 1
- Macacine alphaherpesvirus 1
- Macacine betaherpesvirus 3
- Macacine betaherpesvirus 8
- Macacine betaherpesvirus 9
- Macacine gammaherpesvirus 10
- Macacine gammaherpesvirus 11
- Macacine gammaherpesvirus 12
- Macacine gammaherpesvirus 4
- Macacine gammaherpesvirus 5
- Macacine gammaherpesvirus 8
- Macaua orthobunyavirus
- Machupo mammarenavirus
- Maclura mosaic virus
- Macrobrachium satellite virus 1
- Macrophomina phaseolina chrysovirus
- Macropodid alphaherpesvirus 1
- Macropodid alphaherpesvirus 2
- Macroptilium bright mosaic virus
- Macroptilium common mosaic virus
- Macroptilium golden mosaic virus
- Macroptilium mosaic Puerto Rico virus
- Macroptilium yellow mosaic Florida virus
- Macroptilium yellow mosaic virus
- Macroptilium yellow spot virus
- Macroptilium yellow vein virus
- Madariaga virus
- Madrid orthobunyavirus
- Magnaporthe magoulivirus 1
- Magnaporthe oryzae chrysovirus
- Magnaporthe oryzae polymycovirus 1
- Magnaporthe oryzae virus 1
- Magnaporthe oryzae virus 2
- Maguari orthobunyavirus
- Mahlapitsi orthoreovirus
- Main Drain orthobunyavirus
- Maize associated pteridovirus
- Maize aumaivirus 1
- Maize chlorotic dwarf virus
- Maize chlorotic mottle virus
- Maize dwarf mosaic virus
- Maize fine streak gammanucleorhabdovirus
- Maize Iranian mosaic alphanucleorhabdovirus
- Maize mosaic alphanucleorhabdovirus
- Maize necrotic streak virus
- Maize rayado fino virus
- Maize rough dwarf virus
- Maize streak dwarfing virus
- Maize streak Reunion virus
- Maize streak virus
- Maize striate mosaic virus
- Maize stripe tenuivirus
- Maize white line mosaic virus
- Maize yellow dwarf virus RMV
- Maize yellow mosaic virus
- Maize yellow striate cytorhabdovirus
- Maize-associated cytorhabdovirus
- Mal de Rio Cuarto virus
- Malagasivirus A
- Malagasivirus B
- Maldonado phlebovirus
- Mallard associated gemycircularvirus 1
- Mallard associated gemygorvirus 1
- Malpais Spring vesiculovirus
- Malva mosaic virus
- Malva vein clearing virus
- Malvastrum bright yellow mosaic virus
- Malvastrum leaf curl betasatellite
- Malvastrum leaf curl deltasatellite
- Malvastrum leaf curl Guangdong betasatellite
- Malvastrum leaf curl Philippines virus
- Malvastrum leaf curl virus
- Malvastrum yellow mosaic alphasatellite
- Malvastrum yellow mosaic Cameroon alphasatellite
- Malvastrum yellow mosaic Helshire virus
- Malvastrum yellow mosaic Jamaica virus
- Malvastrum yellow mosaic virus
- Malvastrum yellow vein Cambodia virus
- Malvastrum yellow vein Honghe virus
- Malvastrum yellow vein Lahore virus
- Malvastrum yellow vein virus
- Malvastrum yellow vein Yunnan virus
- Mamastrovirus 1
- Mamastrovirus 10
- Mamastrovirus 11
- Mamastrovirus 12
- Mamastrovirus 13
- Mamastrovirus 14
- Mamastrovirus 15
- Mamastrovirus 16
- Mamastrovirus 17
- Mamastrovirus 18
- Mamastrovirus 19
- Mamastrovirus 2
- Mamastrovirus 3
- Mamastrovirus 4
- Mamastrovirus 5
- Mamastrovirus 6
- Mamastrovirus 7
- Mamastrovirus 8
- Mamastrovirus 9
- Mamestra brassicae multiple nucleopolyhedrovirus
- Mamestra configurata nucleopolyhedrovirus A
- Mamestra configurata nucleopolyhedrovirus B
- Mammalian 1 orthobornavirus
- Mammalian 2 orthobornavirus
- Mammalian orthoreovirus
- Mammalian orthorubulavirus 5
- Mammalian orthorubulavirus 6
- Mandrilline betaherpesvirus 1
- Manitoba hapavirus
- Mannheimia virus 1127AP1
- Mannheimia virus PHL101
- Manzanilla orthobunyavirus
- Maporal orthohantavirus
- Mapuera orthorubulavirus
- Maraba vesiculovirus
- Maracuja mosaic virus
- Marburg marburgvirus
- Marco hapavirus
- Mariental mammarenavirus
- Marine protobacilladnavirus 1
- Marinomonas virus CB5A
- Marinomonas virus CPP1m
- Marituba orthobunyavirus
- Marseillevirus marseillevirus
- Maruca vitrata nucleopolyhedrovirus
- Mashua virus Y
- Mason-Pfizer monkey virus
- Massilia phlebovirus
- Mastomys natalensis polyomavirus 1
- Mayaro virus
- Meaban virus
- Meadow saffron breaking virus
- Measles morbillivirus
- Mediterranean ruda virus
- Medjerda phlebovirus
- Megakepasma mosaic virus
- Megrivirus A
- Megrivirus B
- Megrivirus C
- Megrivirus D
- Megrivirus E
- Melandrium yellow fleck virus
- Melanoplus sanguinipes entomopoxvirus
- Melao orthobunyavirus
- Meleagrid alphaherpesvirus 1
- Meles meles polyomavirus 1
- Melochia mosaic virus
- Melochia yellow mosaic virus
- Melolontha melolontha entomopoxvirus
- Melon aphid-borne yellows virus
- Melon chlorotic leaf curl virus
- Melon chlorotic mosaic alphasatellite
- Melon chlorotic mosaic virus
- Melon mild mottle virus
- Melon necrotic spot virus
- Melon rugose mosaic virus
- Melon severe mosaic orthotospovirus
- Melon tenuivirus
- Melon yellow mosaic virus
- Melon yellow spot orthotospovirus
- Melon yellowing-associated virus
- Menangle pararubulavirus
- Menghai almendravirus
- Mengla dianlovirus
- Merino Walk mammarenavirus
- Mermet orthobunyavirus
- Merremia mosaic Puerto Rico virus
- Merremia mosaic virus
- Mesocricetus auratus polyomavirus 1
- Mesorhizobium virus Lo5R7ANS
- Mesta yellow vein mosaic alphasatellite
- Mesta yellow vein mosaic Bahraich virus
- Microbacterium phage KaiHaiDragon
- Microbacterium phage Paschalis
- Microbacterium phage Quhwah
- Microbacterium virus Appa
- Microbacterium virus Armstrong
- Microbacterium virus Dismas
- Microbacterium virus Eden
- Microbacterium virus Eleri
- Microbacterium virus Fireman
- Microbacterium virus Golden
- Microbacterium virus Goodman
- Microbacterium virus Hamlet
- Microbacterium virus Hendrix
- Microbacterium virus Hyperion
- Microbacterium virus Ilzat
- Microbacterium virus ISF9
- Microbacterium virus Koji
- Microbacterium virus Krampus
- Microbacterium virus MementoMori
- Microbacterium virus Metamorphoo
- Microbacterium virus Min1
- Microbacterium virus Neferthena
- Microbacterium virus OneinaGillian
- Microbacterium virus Pikmin
- Microbacterium virus RobsFeet
- Microbacterium virus Schubert
- Microbacterium virus Squash
- Microbacterium virus Zeta1847
- Microcystis virus Ma-LMM01
- Microhyla letovirus 1
- Micromonas pusilla reovirus
- Micromonas pusilla virus SP1
- Microplitis croceipes bracovirus
- Microplitis demolitor bracovirus
- Microtus arvalis polyomavirus 1
- Middelburg virus
- Middle East respiratory syndrome-related coronavirus
- Midway nyavirus
- Milk vetch dwarf alphasatellite 1
- Milk vetch dwarf alphasatellite 2
- Milk vetch dwarf alphasatellite 3
- Milk vetch dwarf virus
- Millipede wumivirus
- Mimivirus-dependent virus Sputnik
- Mimivirus-dependent virus Zamilon
- Mimosa yellow leaf curl virus
- Minatitlan orthobunyavirus
- Miniopteran jeilongvirus
- Miniopterus africanus polyomavirus 1
- Miniopterus associated gemycircularvirus 1
- Miniopterus bat coronavirus 1
- Miniopterus bat coronavirus HKU8
- Miniopterus schreibersii polyomavirus 1
- Miniopterus schreibersii polyomavirus 2
- Mink circovirus
- Mink coronavirus 1
- Minovirus A
- Mint vein banding-associated virus
- Mint virus 1
- Mint virus 2
- Mint virus X
- Minto sawgrhavirus
- Mirabilis jalapa mottle virus
- Mirabilis leaf curl betasatellite
- Mirabilis leaf curl virus
- Mirabilis mosaic virus
- Mirafiori lettuce big-vein ophiovirus
- Miscanthus streak virus
- Mischivirus A
- Mischivirus B
- Mischivirus C
- Mischivirus D
- Mobala mammarenavirus
- Mocis latipes granulovirus
- Modoc virus
- Mojiang henipavirus
- Mokola lyssavirus
- Molluscum contagiosum virus
- Moloney murine sarcoma virus
- Molossus molossus polyomavirus 1
- Momordica yellow mosaic betasatellite
- Mona Grita phlebovirus
- Mongoose associated gemycircularvirus 1
- Mongoose associated gemykibivirus 1
- Monkeypox virus
- Monodontid alphaherpesvirus 1
- Monomorium pharaonis virus 1
- Monomorium pharaonis virus 2
- Montana myotis leukoencephalitis virus
- Montano orthohantavirus
- Mopeia mammarenavirus
- Morelia tobanivirus 1
- Morganella virus MmP1
- Morganella virus MP2
- Moroccan pepper virus
- Moroccan watermelon mosaic virus
- Morogoro maize-associated alphanucleorhabdovirus
- Morreton vesiculovirus
- Mosavirus A
- Mosavirus B
- Mosqueiro hapavirus
- Mosquito associated circovirus 1
- Mosquito associated gemycircularvirus 1
- Mosquito mivirus
- Mosquito X virus
- Mossman narmovirus
- Mosso das Pedras virus
- Mossuril hapavirus
- Motherwort yellow mottle virus
- Mothra mobuvirus
- Mount Elgon bat ledantevirus
- Mouse associated cyclovirus 1
- Mouse mammary tumor virus
- Moussa mousrhavirus
- MPoko orthobunyavirus
- Muarterivirus afrigant
- Mucambo virus
- Mud crab virus
- Muikkunen hartmanivirus
- Muir barhavirus
- Mukawa phlebovirus
- Mulberry badnavirus 1
- Mulberry mosaic dwarf associated virus
- Mulberry mosaic leaf roll associated virus
- Mulberry ringspot virus
- Mulberry vein banding associated orthotospovirus
- Mule deerpox virus
- Mume virus A
- Mumps orthorubulavirus
- Mungbean yellow mosaic betasatellite
- Mungbean yellow mosaic India virus
- Mungbean yellow mosaic virus
- Munguba phlebovirus
- Munia coronavirus HKU13
- Mupapillomavirus 1
- Mupapillomavirus 2
- Mupapillomavirus 3
- Mupivirus A
- Murid betaherpesvirus 1
- Murid betaherpesvirus 2
- Murid betaherpesvirus 3
- Murid betaherpesvirus 8
- Murid gammaherpesvirus 4
- Murid gammaherpesvirus 7
- Murine coronavirus
- Murine leukemia virus
- Murine mastadenovirus A
- Murine mastadenovirus B
- Murine mastadenovirus C
- Murine orthopneumovirus
- Murine respirovirus
- Murmansk microtuspox virus
- Murray Valley encephalitis virus
- Murre uukuvirus
- Mus musculus polyomavirus 1
- Mus musculus polyomavirus 2
- Mus musculus polyomavirus 3
- Musca hytrosavirus
- Muscina stabulans sigmavirus
- Mushroom bacilliform virus
- Mustelid gammaherpesvirus 1
- Mycobacterium virus 244
- Mycobacterium virus 32HC
- Mycobacterium virus Acadian
- Mycobacterium virus Adawi
- Mycobacterium virus Alice
- Mycobacterium virus Alma
- Mycobacterium virus Anaya
- Mycobacterium virus Angelica
- Mycobacterium virus Apizium
- Mycobacterium virus Ardmore
- Mycobacterium virus Arturo
- Mycobacterium virus Astro
- Mycobacterium virus Athena
- Mycobacterium virus Avani
- Mycobacterium virus Babsiella
- Mycobacterium virus Backyardigan
- Mycobacterium virus Baee
- Mycobacterium virus Baka
- Mycobacterium virus Bane1
- Mycobacterium virus Barnyard
- Mycobacterium virus Bask21
- Mycobacterium virus Benedict
- Mycobacterium virus Bernal13
- Mycobacterium virus Bernardo
- Mycobacterium virus Bethlehem
- Mycobacterium virus Bignuz
- Mycobacterium virus Billknuckles
- Mycobacterium virus Bongo
- Mycobacterium virus Boomer
- Mycobacterium virus BPBiebs31
- Mycobacterium virus Bron
- Mycobacterium virus BrownCNA
- Mycobacterium virus Brujita
- Mycobacterium virus Bruns
- Mycobacterium virus Brusacoram
- Mycobacterium virus Butters
- Mycobacterium virus Bxb1
- Mycobacterium virus Bxz1
- Mycobacterium virus Bxz2
- Mycobacterium virus Charlie
- Mycobacterium virus Che12
- Mycobacterium virus Che8
- Mycobacterium virus Che9c
- Mycobacterium virus Che9d
- Mycobacterium virus Chrisnmich
- Mycobacterium virus CJW1
- Mycobacterium virus Cooper
- Mycobacterium virus Corndog
- Mycobacterium virus Courthouse
- Mycobacterium virus CrimD
- Mycobacterium virus Cuco
- Mycobacterium virus D29
- Mycobacterium virus Dandelion
- Mycobacterium virus DeadP
- Mycobacterium virus Dlane
- Mycobacterium virus Donovan
- Mycobacterium virus Doom
- Mycobacterium virus Dorothy
- Mycobacterium virus DotProduct
- Mycobacterium virus Drago
- Mycobacterium virus Ericb
- Mycobacterium virus Euphoria
- Mycobacterium virus Eureka
- Mycobacterium virus Faith1
- Mycobacterium virus Ff47
- Mycobacterium virus Fionnbharth
- Mycobacterium virus Firecracker
- Mycobacterium virus Fishburne
- Mycobacterium virus Fruitloop
- Mycobacterium virus Gadjet
- Mycobacterium virus Gaia
- Mycobacterium virus George
- Mycobacterium virus Giles
- Mycobacterium virus Gladiator
- Mycobacterium virus Godines
- Mycobacterium virus Goose
- Mycobacterium virus GUmbie
- Mycobacterium virus Halo
- Mycobacterium virus Hammer
- Mycobacterium virus Hawkeye
- Mycobacterium virus Heldan
- Mycobacterium virus HyRo
- Mycobacterium virus I3
- Mycobacterium virus Ibhubesi
- Mycobacterium virus JAMaL
- Mycobacterium virus Jasper
- Mycobacterium virus JAWS
- Mycobacterium virus JC27
- Mycobacterium virus Jebeks
- Mycobacterium virus Jeffabunny
- Mycobacterium virus JHC117
- Mycobacterium virus JoeDirt
- Mycobacterium virus KBG
- Mycobacterium virus Konstantine
- Mycobacterium virus Kostya
- Mycobacterium virus Kssjeb
- Mycobacterium virus Kugel
- Mycobacterium virus L5
- Mycobacterium virus Larva
- Mycobacterium virus Lesedi
- Mycobacterium virus LHTSCC
- Mycobacterium virus Liefie
- Mycobacterium virus Littlee
- Mycobacterium virus Llij
- Mycobacterium virus lockley
- Mycobacterium virus Lukilu
- Mycobacterium virus MacnCheese
- Mycobacterium virus Malithi
- Mycobacterium virus Manad
- Mycobacterium virus Marcell
- Mycobacterium virus Marvin
- Mycobacterium virus Michelle
- Mycobacterium virus Microwolf
- Mycobacterium virus Mosmoris
- Mycobacterium virus Mozy
- Mycobacterium virus Mrgordo
- Mycobacterium virus Muddy
- Mycobacterium virus Museum
- Mycobacterium virus Mutaforma13
- Mycobacterium virus Nappy
- Mycobacterium virus Nepal
- Mycobacterium virus Nigel
- Mycobacterium virus Oline
- Mycobacterium virus Omega
- Mycobacterium virus Optimus
- Mycobacterium virus Osmaximus
- Mycobacterium virus Pacc40
- Mycobacterium virus Packman
- Mycobacterium virus Panchino
- Mycobacterium virus Papyrus
- Mycobacterium virus Patience
- Mycobacterium virus PBI1
- Mycobacterium virus Peaches
- Mycobacterium virus Perseus
- Mycobacterium virus Pg1
- Mycobacterium virus Phayonce
- Mycobacterium virus Phrann
- Mycobacterium virus Pipefish
- Mycobacterium virus Pipsqueaks
- Mycobacterium virus Pixie
- Mycobacterium virus Plot
- Mycobacterium virus PMC
- Mycobacterium virus Porky
- Mycobacterium virus Predator
- Mycobacterium virus Pukovnik
- Mycobacterium virus Pumpkin
- Mycobacterium virus Ramsey
- Mycobacterium virus Rebeuca
- Mycobacterium virus Redi
- Mycobacterium virus Redrock
- Mycobacterium virus Reprobate
- Mycobacterium virus Rey
- Mycobacterium virus Ridgecb
- Mycobacterium virus Rockstar
- Mycobacterium virus RockyHorror
- Mycobacterium virus Rosebush
- Mycobacterium virus Rumpelstiltskin
- Mycobacterium virus Saintus
- Mycobacterium virus Sbash
- Mycobacterium virus Sebata
- Mycobacterium virus Send513
- Mycobacterium virus SG4
- Mycobacterium virus Shauna1
- Mycobacterium virus Shilan
- Mycobacterium virus Sirduracell
- Mycobacterium virus Skinnyp
- Mycobacterium virus Skipole
- Mycobacterium virus Solon
- Mycobacterium virus Soto
- Mycobacterium virus Spartacus
- Mycobacterium virus Stinger
- Mycobacterium virus Suffolk
- Mycobacterium virus Switzer
- Mycobacterium virus SWU1
- Mycobacterium virus TA17a
- Mycobacterium virus Taj
- Mycobacterium virus Thibault
- Mycobacterium virus Tiger
- Mycobacterium virus Timshel
- Mycobacterium virus TM4
- Mycobacterium virus Tortellini
- Mycobacterium virus Toto
- Mycobacterium virus Trixie
- Mycobacterium virus Turbido
- Mycobacterium virus Tweety
- Mycobacterium virus Twister
- Mycobacterium virus U2
- Mycobacterium virus Vincenzo
- Mycobacterium virus Violet
- Mycobacterium virus Wee
- Mycobacterium virus Wildcat
- Mycobacterium virus Wonder
- Mycobacterium virus Xeno
- Mycobacterium virus Yoshi
- Mycobacterium virus Zemanar
- Mycoplasma virus P1
- Mycoreovirus 1
- Mycoreovirus 2
- Mycoreovirus 3
- Mynahpox virus
- Myodes coronavirus 2JL14
- Myodes glareolus polyomavirus 1
- Myodes jeilongvirus
- Myodes narmovirus
- Myotis lucifugus polyomavirus 1
- Myotis ricketti alphacoronavirus Sax-2011
- Myriapod hubavirus
- Myriapod mivirus
- Myriotrichia clavaeformis virus a
- Myrmica scabrinodis virus 1
- Myrobalan latent ringspot virus
- Myrropivirus A
- Mythimna separata entomopoxvirus
- Mythimna unipuncta granulovirus A
- Mythimna unipuncta granulovirus B
- Mythimna unipuncta nucleopolyhedrovirus A
- Mythimna unipuncta nucleopolyhedrovirus B
- Myxococcus virus Mx8
- Myxoma virus

## N
- Nacovirus A
- Nairobi sheep disease orthonairovirus
- Nangarvirus 1
- Naples phlebovirus
- Narcissus common latent virus
- Narcissus degeneration virus
- Narcissus late season yellows virus
- Narcissus latent virus
- Narcissus mosaic virus
- Narcissus yellow stripe virus
- Nariva narmovirus
- Natrinema virus SNJ1
- Ndumu virus
- Neckar River virus
- Necocli orthohantavirus
- Nectarine marafivirus M
- Nectarine stem pitting associated virus
- Nelson Bay orthoreovirus
- Nemesia ring necrosis virus
- Neoavian orthoreovirus
- Neodiprion lecontei nucleopolyhedrovirus
- Neodiprion sertifer nucleopolyhedrovirus
- Nerine latent virus
- Nerine virus X
- Nerine yellow stripe virus
- New Jersey vesiculovirus
- Newbury 1 virus
- Ngaingan hapavirus
- Niakha sripuvirus
- Nicotiana tabacum Tnt1 virus
- Nicotiana tabacum Tto1 virus
- Night heron coronavirus HKU19
- Nilaparvata lugens honeydew virus 1
- Nilaparvata lugens reovirus
- Nile crocodilepox virus
- Nipah henipavirus
- Nique phlebovirus
- Nishimuro ledantevirus
- Nitmarvirus NSV1
- Nkolbisson ledantevirus
- NL63-related bat coronavirus strain BtKYNL63-9b
- Nodamura virus
- Nohivirus S31C1
- Nonlabens virus P12024L
- Nonlabens virus P12024S
- Nootka lupine vein clearing virus
- Nordland virus
- Northcreek ohlsrhavirus
- Northern cereal mosaic cytorhabdovirus
- Norwalk virus
- Norway ixovirus
- Nothoscordum mosaic virus
- Nova mobatvirus
- Ntaya virus
- Ntepes phlebovirus
- Nuarterivirus guemel
- Nudaurelia capensis beta virus
- Nudaurelia capensis omega virus
- Nupapillomavirus 1
- Nyamanini nyavirus
- Nyando orthobunyavirus
- Nyctalus velutinus alphacoronavirus SC-2013
- Nylanderia fulva virus 1

## O
- Oakvale sunrhavirus
- Oat blue dwarf virus
- Oat chlorotic stunt virus
- Oat dwarf virus
- Oat golden stripe virus
- Oat mosaic virus
- Oat necrotic mottle virus
- Oat sterile dwarf virus
- Obodhiang ephemerovirus
- Obuda pepper virus
- Odonata associated gemycircularvirus 1
- Odonata associated gemycircularvirus 2
- Odonate anphevirus
- Odonate arlivirus
- Odonate mivirus
- Odonate orthophasmavirus
- Odonate peropuvirus
- Odontoglossum ringspot virus
- Odrenisrou phlebovirus
- Oedaleus senegalensis entomopoxvirus
- Ohlsdorf ohlsrhavirus
- Oinezvirus S37C6
- Oita ledantevirus
- Okahandja mammarenavirus
- Okavirus 1
- Okra enation leaf curl alphasatellite
- Okra enation leaf curl virus
- Okra leaf curl Oman betasatellite
- Okra leaf curl Oman virus
- Okra mosaic virus
- Okra mottle virus
- Okra yellow crinkle Cameroon alphasatellite
- Okra yellow crinkle virus
- Okra yellow mosaic Mexico virus
- Olesicampe benefactor ichnovirus
- Olesicampe geniculatae ichnovirus
- Olifantsvlei orthobunyavirus
- Oligodon snake nidovirus 1
- Olive latent ringspot virus
- Olive latent virus 1
- Olive latent virus 2
- Olive latent virus 3
- Olive leaf yellowing-associated virus
- Olive mild mosaic virus
- Oliveros mammarenavirus
- Omegapapillomavirus 1
- Omikronpapillomavirus 1
- Omsk hemorrhagic fever virus
- Oncorhynchus aquaparamyxovirus
- Onion yellow dwarf virus
- Ononis yellow mosaic virus
- Onyong-nyong virus
- Operophtera brumata entomopoxvirus
- Operophtera brumata nucleopolyhedrovirus
- Ophiostoma mitovirus 3a
- Ophiostoma mitovirus 4
- Ophiostoma mitovirus 5
- Ophiostoma mitovirus 6
- Ophiostoma partitivirus 1
- Opium poppy mosaic virus
- Opuntia chlorotic ringspot virus
- Opuntia virus X
- Orchid fleck dichorhavirus
- Ord River hapavirus
- Ordinary reptarenavirus
- Orf virus
- Orgyia leucostigma nucleopolyhedrovirus
- Orgyia pseudotsugata multiple nucleopolyhedrovirus
- Oriboca orthobunyavirus
- Orinoco orinovirus
- Orivirus A
- Oriximina phlebovirus
- Ornithogalum mosaic virus
- Ornithogalum virus 2
- Ornithogalum virus 3
- Oropouche orthobunyavirus
- Orthohepevirus A
- Orthohepevirus B
- Orthohepevirus C
- Orthohepevirus D
- Orthopteran anphevirus
- Orthopteran miniambidensovirus 1
- Orthopteran scindoambidensovirus 1
- Orungo virus
- Oryctes rhinoceros nudivirus
- Oryza australiensis RIRE1 virus
- Oryza longistaminata Retrofit virus
- Oryza rufipogon alphaendornavirus
- Oryza sativa alphaendornavirus
- Oscivirus A
- Ostreid herpesvirus 1
- Ostreococcus tauri virus OtV5
- Ostrich associated gemytondvirus 1
- Otomops martiensseni polyomavirus 1
- Otomops martiensseni polyomavirus 2
- Ourmia melon virus
- Ovine atadenovirus D
- Ovine gammaherpesvirus 2
- Ovine mastadenovirus A
- Ovine mastadenovirus B
- Ovine mastadenovirus C
- Oxalis yellow vein virus
- Oxbow orthohantavirus
- Oxyplax ochracea nucleopolyhedrovirus

## Q
- Qalyub orthonairovirus
- Qingling orthophasmavirus
- Quail pea mosaic virus
- Quailpox virus
- Quaranfil quaranjavirus
- Queensland carbovirus
- Quezon mobatvirus

## R
- Rabbit associated gemykroznavirus 1
- Rabbit fibroma virus
- Rabbit hemorrhagic disease virus
- Rabies lyssavirus
- Rabovirus A
- Rabovirus B
- Rabovirus C
- Rabovirus D
- Raccoonpox virus
- Radi vesiculovirus
- Radish leaf curl virus
- Radish mosaic virus
- Radish yellow edge virus
- Rafivirus A
- Rafivirus B
- Rafivirus C
- Ralstonia virus Ap1
- Ralstonia virus DURPI
- Ralstonia virus ITL1
- Ralstonia virus PE226
- Ralstonia virus RP12
- Ralstonia virus RPSC1
- Ralstonia virus RS551
- Ralstonia virus RS603
- Ralstonia virus RSA1
- Ralstonia virus RSB1
- Ralstonia virus RSB2
- Ralstonia virus RSB3
- Ralstonia virus RSF1
- Ralstonia virus RSJ2
- Ralstonia virus RSJ5
- Ralstonia virus RSL1
- Ralstonia virus RSL2
- Ralstonia virus RSM1
- Ralstonia virus RSM3
- Ralstonia virus RsoP1EGY
- Ralstonia virus RsoP1IDN
- Ralstonia virus RSPI1
- Ralstonia virus RSPII1
- Ralstonia virus RSS1
- Ralstonia virus RSY1
- Ramie mosaic Yunnan virus
- Ranid herpesvirus 1
- Ranid herpesvirus 2
- Ranid herpesvirus 3
- Ranunculus leaf distortion virus
- Ranunculus mild mosaic virus
- Ranunculus mosaic virus
- Ranunculus white mottle ophiovirus
- Raoultella virus RP180
- Raphanus sativus chrysovirus
- Raptor siadenovirus A
- Raspberry bushy dwarf virus
- Raspberry leaf blotch emaravirus
- Raspberry leaf mottle virus
- Raspberry ringspot virus
- Raspberry vein chlorosis cytorhabdovirus
- Rat associated gemycircularvirus 1
- Rat associated porprismacovirus 1
- Rattail cactus necrosis-associated virus
- Rattus norvegicus polyomavirus 1
- Rattus norvegicus polyomavirus 2
- Raven circovirus
- Recovirus A
- Red clover associated luteovirus
- Red clover cryptic virus 2
- Red clover mottle virus
- Red clover necrotic mosaic virus
- Red clover vein mosaic virus
- Red deerpox virus
- Redbud yellow ringspot-associated emaravirus
- Redspotted grouper nervous necrosis virus
- Rehmannia mosaic virus
- Rehmannia virus 1
- Reptile sunshinevirus 1
- Reptilian ferlavirus
- Reptilian orthoreovirus
- Reston ebolavirus
- Reticuloendotheliosis virus
- Rheinheimera virus Barba18A
- Rheinheimera virus Barba19A
- Rheinheimera virus Barba21A
- Rheinheimera virus Barba5S
- Rheinheimera virus Barba8S
- Rhesus macaque simian foamy virus
- Rhinolophus associated gemykibivirus 1
- Rhinolophus associated gemykibivirus 2
- Rhinolophus bat coronavirus HKU2
- Rhinolophus ferrumequinum alphacoronavirus HuB-2013
- Rhinovirus A
- Rhinovirus B
- Rhinovirus C
- Rhizidiomyces virus
- Rhizobium virus P106B
- Rhizobium virus RHEph01
- Rhizobium virus RHEph02
- Rhizobium virus RHEph08
- Rhizobium virus RHEph09
- Rhizobium virus RHEph4
- Rhizoctonia cerealis alphaendornavirus 1
- Rhizoctonia magoulivirus 1
- Rhizoctonia solani alphaendornavirus 2
- Rhizoctonia solani virus 717
- Rhizosolenia setigera RNA virus 01
- Rhodobacter virus RcCronus
- Rhodobacter virus RcSpartan
- Rhodobacter virus RcTitan
- Rhodococcus virus Pepy6
- Rhodococcus virus Poco6
- Rhodococcus virus RER2
- Rhodococcus virus RGL3
- Rhodococcus virus Trina
- Rhodococcus virus Weasel
- Rhododendron virus A
- Rhopalanthe virus Y
- Rhopalosiphum padi virus
- Rhopapillomavirus 1
- Rhopapillomavirus 2
- Rhynchobatus djiddensis polyomavirus 1
- Rhynchosia golden mosaic Havana virus
- Rhynchosia golden mosaic Sinaloa virus
- Rhynchosia golden mosaic virus
- Rhynchosia mild mosaic virus
- Rhynchosia rugose golden mosaic virus
- Rhynchosia yellow mosaic betasatellite
- Rhynchosia yellow mosaic India virus
- Rhynchosia yellow mosaic virus
- Ribes americanum virus A
- Ribgrass mosaic virus
- Rice black streaked dwarf virus
- Rice dwarf virus
- Rice gall dwarf virus
- Rice grassy stunt tenuivirus
- Rice hoja blanca tenuivirus
- Rice latent virus 1
- Rice latent virus 2
- Rice necrosis mosaic virus
- Rice ragged stunt virus
- Rice stripe mosaic cytorhabdovirus
- Rice stripe necrosis virus
- Rice stripe tenuivirus
- Rice tungro bacilliform virus
- Rice tungro spherical virus
- Rice yellow mottle virus
- Rice yellow stunt alphanucleorhabdovirus
- Rift Valley fever phlebovirus
- Rinderpest morbillivirus
- Rio Bravo virus
- Rio Chico almendravirus
- Rio Grande phlebovirus
- Rio Negro virus
- Rio Preto da Eva pacuvirus
- Riverside ohlsrhavirus
- Rochambeau curiovirus
- Rockport orthohantavirus
- Rodent associated circovirus 1
- Rodent associated circovirus 2
- Rodent associated circovirus 3
- Rodent associated circovirus 4
- Rodent associated circovirus 5
- Rodent associated circovirus 6
- Rodent associated circovirus 7
- Rodent associated cyclovirus 1
- Rodent associated cyclovirus 2
- Rodent bocaparvovirus 1
- Rodent bocaparvovirus 2
- Rodent chaphamaparvovirus 1
- Rodent chaphamaparvovirus 2
- Rodent dependoparvovirus 1
- Rodent dependoparvovirus 2
- Rodent erythroparvovirus 1
- Rodent protoparvovirus 1
- Rodent protoparvovirus 2
- Rodent protoparvovirus 3
- Rohelivirus A
- Rosa rugosa leaf distortion virus
- Rosavirus A
- Rosavirus B
- Rosavirus C
- Rose leaf curl betasatellite
- Rose leaf curl virus
- Rose leaf rosette-associated virus
- Rose rosette emaravirus
- Rose spring dwarf-associated virus
- Rose yellow mosaic virus
- Rose yellow vein virus
- Rosellinia necatrix betaendornavirus 1
- Rosellinia necatrix megabirnavirus 1
- Rosellinia necatrix partitivirus 2
- Rosellinia necatrix quadrivirus 1
- Rosellinia necatrix victorivirus 1
- Rosellinia necatrix virus 1
- Roseobacter virus RDJL1
- Roseobacter virus RDJL2
- Roseobacter virus SIO1
- Ross River virus
- Rotavirus A
- Rotavirus B
- Rotavirus C
- Rotavirus D
- Rotavirus F
- Rotavirus G
- Rotavirus H
- Rotavirus I
- Rotavirus J
- Rotifer birnavirus
- Rottboellia yellow mottle virus
- Rotterdam reptarenavirus
- Roundleaf bat hepatitis B virus
- Rous sarcoma virus
- Rousettus aegyptiacus polyomavirus 1
- Rousettus bat coronavirus GCCDC1
- Rousettus bat coronavirus HKU9
- Royal Farm virus
- Rubella virus
- Rubus canadensis virus 1
- Rubus yellow net virus
- Rudbeckia flower distortion virus
- Rukutama uukuvirus
- Ryegrass cryptic virus
- Ryegrass mosaic virus
- Ryegrass mottle virus
- Ryukyu mammarenavirus

## S
- Sabo orthobunyavirus
- Saboya virus
- Sacbrood virus
- Saccharomyces 20S RNA narnavirus
- Saccharomyces 23S RNA narnavirus
- Saccharomyces cerevisiae Ty1 virus
- Saccharomyces cerevisiae Ty2 virus
- Saccharomyces cerevisiae Ty3 virus
- Saccharomyces cerevisiae Ty4 virus
- Saccharomyces cerevisiae Ty5 virus
- Saccharomyces cerevisiae virus L-A
- Saccharomyces cerevisiae virus LBCLa
- Saccharum streak virus
- Saffron latent virus
- Saguaro cactus virus
- Saguinine gammaherpesvirus 1
- Saimiri boliviensis polyomavirus 1
- Saimiri sciureus polyomavirus 1
- Saimiriine alphaherpesvirus 1
- Saimiriine betaherpesvirus 4
- Saimiriine gammaherpesvirus 2
- Saint Floris phlebovirus
- Saint Louis encephalitis virus
- Saint Valerien virus
- Sakhalin orthonairovirus
- Sakobuvirus A
- Sal Vieja virus
- Salanga phlebovirus
- Salehabad phlebovirus
- Salem salemvirus
- Salinibacter virus M1EM1
- Salinibacter virus M31CR41-2
- Salinibacter virus M8CC19
- Salinibacter virus M8CR30-2
- Salinibacter virus M8CRM1
- Salinibacter virus SRUTV1
- Salinivibrio virus SMHB1
- Salivirus A
- Salmo aquaparamyxovirus
- Salmon gillpox virus
- Salmon isavirus
- Salmon pancreas disease virus
- Salmonella virus 118970sal2
- Salmonella virus 123
- Salmonella virus 329
- Salmonella virus 36
- Salmonella virus 38
- Salmonella virus 3A8767
- Salmonella virus 9NA
- Salmonella virus AG11
- Salmonella virus BP12A
- Salmonella virus BP12B
- Salmonella virus BP63
- Salmonella virus BPS15Q2
- Salmonella virus BPS17L1
- Salmonella virus BPS17W1
- Salmonella virus BSP161
- Salmonella virus BTP1
- Salmonella virus Chi
- Salmonella virus Det7
- Salmonella virus Ent1
- Salmonella virus Epsilon15
- Salmonella virus f18SE
- Salmonella virus FelixO1
- Salmonella virus Fels2
- Salmonella virus FSL SP-058
- Salmonella virus FSL SP-076
- Salmonella virus FSLSP004
- Salmonella virus FSLSP030
- Salmonella virus FSLSP088
- Salmonella virus GG32
- Salmonella virus iEPS5
- Salmonella virus IKe
- Salmonella virus Jersey
- Salmonella virus L13
- Salmonella virus LSPA1
- Salmonella virus Lumpael
- Salmonella virus LVR16A
- Salmonella virus Marshall
- Salmonella virus Maynard
- Salmonella virus Melville
- Salmonella virus Mushroom
- Salmonella virus NR01
- Salmonella virus P22
- Salmonella virus PHB07
- Salmonella virus phSE2
- Salmonella virus PM10
- Salmonella virus PsP3
- Salmonella virus PVPSE1
- Salmonella virus RE2010
- Salmonella virus S113
- Salmonella virus S114
- Salmonella virus S116
- Salmonella virus S124
- Salmonella virus S126
- Salmonella virus S131
- Salmonella virus S132
- Salmonella virus S133
- Salmonella virus S147
- Salmonella virus S16
- Salmonella virus Sasha
- Salmonella virus SE1Kor
- Salmonella virus SE1Spa
- Salmonella virus SE2
- Salmonella virus Seafire
- Salmonella virus SEN1
- Salmonella virus SEN34
- Salmonella virus SEN4
- Salmonella virus SEN8
- Salmonella virus SETP13
- Salmonella virus SETP3
- Salmonella virus SETP7
- Salmonella virus SFP10
- Salmonella virus SG-JL2
- Salmonella virus SH19
- Salmonella virus SH9
- Salmonella virus Shivani
- Salmonella virus Si3
- Salmonella virus SJ2
- Salmonella virus SJ3
- Salmonella virus SJ46
- Salmonella virus SKML39
- Salmonella virus SopEphi
- Salmonella virus SP01
- Salmonella virus SP069
- Salmonella virus SP101
- Salmonella virus SP116
- Salmonella virus SP126
- Salmonella virus SP3
- Salmonella virus SP31
- Salmonella virus SP6
- Salmonella virus SPC35
- Salmonella virus SPN19
- Salmonella virus SPN1S
- Salmonella virus SPN3US
- Salmonella virus Spp16
- Salmonella virus SS3e
- Salmonella virus SSE121
- Salmonella virus ST64T
- Salmonella virus STG2
- Salmonella virus Stitch
- Salmonella virus STML131
- Salmonella virus STML198
- Salmonella virus STP4a
- Salmonella virus Sw2
- Salmonella virus UAB87
- Salmonella virus Vi06
- Salmonella virus ViI
- Salmonella virus wksl3
- Salmonella virus YSP2
- Salmonella virus ZCSE2
- Salmonid herpesvirus 1
- Salmonid herpesvirus 2
- Salmonid herpesvirus 3
- Salmonid novirhabdovirus
- Salmonlouse caligrhavirus
- Salobo phlabovirus
- Salterprovirus His1
- Sambucus virus C
- Sambucus virus D
- Sambucus virus E
- San Angelo orthobunyavirus
- San Perlita virus
- Sanfarnavirus 1
- Sanfarnavirus 2
- Sanfarnavirus 3
- Sangassou orthohantavirus
- Sango orthobunyavirus
- Santabarbara arurhavirus
- Santee-Cooper ranavirus
- Sanxia mivirus
- Sanxia sawastrivirus
- Sanxia yingvirus
- Sapelovirus A
- Sapelovirus B
- Sapporo virus
- Sarcochilus virus Y
- Satsuma dwarf virus
- Saumarez Reef virus
- Sauropus leaf curl virus
- Sawgrass sawgrhavirus
- Scale drop disease virus
- Scallion mosaic virus
- Scapularis ixovirus
- Scheffersomyces segobiensis virus L
- Schefflera ringspot virus
- Schistocerca gregaria entomopoxvirus
- Schistosoma semotivirus Sinbad
- Schizosaccharomyces pombe Tf1 virus
- Schizosaccharomyces pombe Tf2 virus
- Schlumbergera virus X
- Schmallenberg orthobunyavirus
- Schmidt uukuvirus
- Schoolhouse hartmanivirus
- Sclerotinia botoulivirus 2
- Sclerotinia deltaflexivirus 1
- Sclerotinia gemycircularvirus 1
- Sclerotinia minor betaendornavirus 1
- Sclerotinia sclerotimonavirus
- Sclerotinia sclerotiorum betaendornavirus 1
- Sclerotinia sclerotiorum debilitation-associated RNA virus
- Sclerotinia scleroulivirus 1
- Scoliodon scoliodonvirus
- Scotophilus bat coronavirus 512
- Scrophularia mottle virus
- Sea lion mastadenovirus A
- Sea otterpox virus
- Sea trout perhabdovirus
- Sectovirus 1
- Seewis orhtohantavirus
- Semliki Forest virus
- Sena Madureira sripuvirus
- Senecavirus A
- Senecio yellow mosaic virus
- Senegalvirus marseillevirus
- Senna leaf curl virus
- Seoul orthohantavirus
- Sepik virus
- Serinus canaria polyomavirus 1
- Serra do Navio mammarenavirus
- Serra do Navio orthobunyavirus
- Serratia virus 2050H2
- Serratia virus BF
- Serratia virus CHI14
- Serratia virus IME250
- Serratia virus MAM1
- Serratia virus SM9-3Y
- Sesame curly top virus
- Sesbania mosaic virus
- Severe acute respiratory syndrome-related coronavirus
- Sewage derived gemycircularvirus 1
- Sewage derived gemycircularvirus 2
- Sewage derived gemycircularvirus 3
- Sewage derived gemycircularvirus 4
- Sewage derived gemycircularvirus 5
- Sewage derived gemygorvirus 1
- Sewage derived gemykibivirus 1
- Sewage derived gemykibivirus 2
- Sewage derived gemykrogvirus 1
- Shahe yingvirus
- Shahe yuyuevirus
- Shallot latent virus
- Shallot virus X
- Shallot yellow stripe virus
- Shanbavirus A
- Sharpbelly cultervirus
- Shayang mivirus
- Sheep associated gemycircularvirus 1
- Sheep associated porprismacovirus 1
- Sheep associated porprismacovirus 2
- Sheep associated porprismacovirus 3
- Sheeppox virus
- Shewanella virus Spp001
- Shewanella virus SppYZU05
- Shigella virus 008
- Shigella virus 7502Stx
- Shigella virus A7
- Shigella virus AG3
- Shigella virus Buco
- Shigella virus EP23
- Shigella virus ISF001
- Shigella virus POCJ13
- Shigella virus pSf1
- Shigella virus PSf2
- Shigella virus Pss1
- Shigella virus Sb1
- Shigella virus Sd1
- Shigella virus Sf12
- Shigella virus Sf13
- Shigella virus Sf14
- Shigella virus Sf17
- Shigella virus Sf21
- Shigella virus Sf22
- Shigella virus Sf24
- Shigella virus Sf6
- Shigella virus Sfin1
- Shigella virus SfMu
- Shigella virus SFN6B
- Shigella virus SFPH2
- Shigella virus SH6
- Shigella virus SHBML501
- Shigella virus Shfl1
- Shigella virus Shfl2
- Shigella virus SHSML45
- Shigella virus SHSML521
- Shigella virus SP18
- Shigella virus SSP1
- Shigella virus UTAM
- Shigella virus VASD
- Shigella virus ISF002
- Shimoni bat lyssavirus
- Shingleback nidovirus 1
- Shrimp wenrivirus
- Shuangao anphevirus
- Shuangao insect virus 8
- Shuangao insect-associated chrysovirus
- Shuni orthobunyavirus
- Sicilian phlebovirus
- Sicinivirus A
- Sida angular mosaic virus
- Sida bright yellow mosaic virus
- Sida chlorotic mottle virus
- Sida chlorotic vein virus
- Sida ciliaris golden mosaic virus
- Sida common mosaic virus
- Sida Cuba alphasatellite
- Sida golden mosaic Braco virus
- Sida golden mosaic Brazil virus
- Sida golden mosaic Buckup virus
- Sida golden mosaic Costa Rica virus
- Sida golden mosaic Florida virus
- Sida golden mosaic Lara virus
- Sida golden mosaic virus
- Sida golden mottle virus
- Sida golden yellow spot virus
- Sida golden yellow vein deltasatellite 1
- Sida golden yellow vein deltasatellite 2
- Sida golden yellow vein deltasatellite 3
- Sida golden yellow vein virus
- Sida leaf curl alphasatellite
- Sida leaf curl virus
- Sida micrantha mosaic virus
- Sida mosaic Alagoas virus
- Sida mosaic Bolivia virus 1
- Sida mosaic Bolivia virus 2
- Sida mosaic Sinaloa virus
- Sida mottle Alagoas virus
- Sida mottle virus
- Sida yellow blotch virus
- Sida yellow leaf curl virus
- Sida yellow mosaic Alagoas virus
- Sida yellow mosaic China virus
- Sida yellow mosaic virus
- Sida yellow mosaic Yucatan virus
- Sida yellow mottle virus
- Sida yellow net virus
- Sida yellow vein Vietnam alphasatellite
- Sida yellow vein Vietnam virus
- Sida yellow vein virus
- Sidastrum golden leaf spot virus
- Siegesbeckia yellow vein betasatellite
- Siegesbeckia yellow vein Guangxi virus
- Siegesbeckia yellow vein virus
- Sieqvirus S42C7
- Sierra Nevada nyavirus
- Sigmapapillomavirus 1
- Silverwater uukuvirus
- Simbu orthobunyavirus
- Simian immunodeficiency virus
- Simian mastadenovirus A
- Simian mastadenovirus B
- Simian mastadenovirus C
- Simian mastadenovirus D
- Simian mastadenovirus E
- Simian mastadenovirus F
- Simian mastadenovirus G
- Simian mastadenovirus H
- Simian mastadenovirus I
- Simian orthorubulavirus
- Sin Nombre orthohantavirus
- Sindbis virus
- Singapore grouper iridovirus
- Sinorhizobium virus M12
- Sinorhizobium virus M7
- Sinorhizobium virus N3
- Sint-Jan onion latent virus
- Sipunculid berhavirus
- Sitke waterborne virus
- Skua siadenovirus A
- Skunk mastadenovirus A
- Skunkpox virus
- Slow bee paralysis virus
- Small ruminant morbillivirus
- Snail associated protobacilladnavirus 1
- Snail associated protobacilladnavirus 2
- Snake atadenovirus A
- Snakehead novirhabdovirus
- Snowshoe hare orthobunyavirus
- Snyder-Theilen feline sarcoma virus
- Sodalis virus SO1
- Soil-borne cereal mosaic virus
- Soil-borne wheat mosaic virus
- Solanum mosaic Bolivia virus
- Solanum nodiflorum mottle virus
- Solanum tuberosum Tst1 virus
- Solenopsis invicta virus 1
- Solenopsis invicta virus 2
- Solenopsis invicta virus 3
- Solenopsis invicta virus 4
- Solwezi mammarenavirus
- Sonchus cytorhabdovirus 1
- Sonchus yellow net betanucleorhabdovirus
- Sophora yellow stunt alphasatellite 1
- Sophora yellow stunt alphasatellite 2
- Sophora yellow stunt alphasatellite 3
- Sophora yellow stunt alphasatellite 4
- Sophora yellow stunt alphasatellite 5
- Sorex araneus coronavirus T14
- Sorex araneus polyomavirus 1
- Sorex coronatus polyomavirus 1
- Sorex minutus polyomavirus 1
- Sorghum chlorotic spot virus
- Sorghum mosaic virus
- Sororoca orthobunyavirus
- Sosuga pararubulavirus
- Souris mammarenavirus
- South African cassava mosaic virus
- Southern bean mosaic virus
- Southern cowpea mosaic virus
- Southern elephant seal virus
- Southern rice black-streaked dwarf virus
- Southern tomato virus
- Southwest carbovirus
- Sowbane mosaic virus
- Sowthistle yellow vein betanucleorhabdovirus
- Soybean associated gemycircularvirus 1
- Soybean blistering mosaic virus
- Soybean chlorotic blotch virus
- Soybean chlorotic mottle virus
- Soybean cyst nematode socyvirus
- Soybean dwarf virus
- Soybean latent spherical virus
- Soybean mild mottle virus
- Soybean mosaic virus
- Soybean Putnam virus
- Soybean scleroulivirus 1
- Soybean scleroulivirus 2
- Soybean vein necrosis orthotospovirus
- Soybean yellow common mosaic virus
- Soybean yellow mottle mosaic virus
- Soybean-associated deltaflexivirus 1
- Sparrowpox virus
- Spartina mottle virus
- Sparus aurata polyomavirus 1
- Sphaeropsis sapinea RNA virus 1
- Sphaeropsis sapinea RNA virus 2
- Spheniscid alphaherpesvirus 1
- Sphingobium virus Lacusarx
- Sphingomonas virus Scott
- Spider associated cyclovirus 1
- Spider monkey simian foamy virus
- Spider shaspivirus
- Spikefish actinovirus
- Spilanthes yellow vein virus
- Spinach amalgavirus 1
- Spinach curly top Arizona virus
- Spinach latent virus
- Spinach severe curly top virus
- Spinach temperate virus
- Spinach yellow vein virus
- Spiraea yellow leafspot virus
- Spiranthes mosaic virus 3
- Spiroplasma virus C74
- Spiroplasma virus R8A2B
- Spiroplasma virus SkV1CR23x
- Spiroplasma virus SpV4
- Spiroplasma virus SVTS2
- Spodoptera eridania nucleopolyhedrovirus
- Spodoptera exempta nucleopolyhedrovirus
- Spodoptera exigua iflavirus 1
- Spodoptera exigua iflavirus 2
- Spodoptera exigua multiple nucleopolyhedrovirus
- Spodoptera frugiperda ascovirus 1a
- Spodoptera frugiperda granulovirus
- Spodoptera frugiperda multiple nucleopolyhedrovirus
- Spodoptera littoralis nucleopolyhedrovirus
- Spodoptera litura granulovirus
- Spodoptera litura nucleopolyhedrovirus
- Sporobolus striate mosaic virus 1
- Sporobolus striate mosaic virus 2
- Spring beauty latent virus
- Squamate dependoparvovirus 1
- Squamate dependoparvovirus 2
- Squash chlorotic leaf spot virus
- Squash leaf curl China virus
- Squash leaf curl Philippines virus
- Squash leaf curl virus
- Squash leaf curl Yunnan virus
- Squash mild leaf curl virus
- Squash mosaic virus
- Squash vein yellowing virus
- Squirrel associated cyclovirus 1
- Squirrel fibroma virus
- Squirrel mastadenovirus A
- Squirrel monkey retrovirus
- Squirrel monkey simian foamy virus
- Squirrel respirovirus
- Squirrelpox virus
- Sri Lankan cassava mosaic virus
- Sripur sripuvirus
- St Croix River virus
- Stachytarpheta leaf curl virus
- Staphylococcus virus 108PVL
- Staphylococcus virus 11
- Staphylococcus virus 13
- Staphylococcus virus 187
- Staphylococcus virus 2638A
- Staphylococcus virus 29
- Staphylococcus virus 37
- Staphylococcus virus 3a
- Staphylococcus virus 42e
- Staphylococcus virus 44AHJD
- Staphylococcus virus 47
- Staphylococcus virus 52a
- Staphylococcus virus 53
- Staphylococcus virus 55
- Staphylococcus virus 66
- Staphylococcus virus 69
- Staphylococcus virus 71
- Staphylococcus virus 77
- Staphylococcus virus 80
- Staphylococcus virus 80alpha
- Staphylococcus virus 85
- Staphylococcus virus 88
- Staphylococcus virus 92
- Staphylococcus virus 96
- Staphylococcus virus Andhra
- Staphylococcus virus BP39
- Staphylococcus virus BS1
- Staphylococcus virus BS2
- Staphylococcus virus CNPH82
- Staphylococcus virus CSA13
- Staphylococcus virus EW
- Staphylococcus virus G1
- Staphylococcus virus G15
- Staphylococcus virus GRCS
- Staphylococcus virus IPLA35
- Staphylococcus virus IPLA5
- Staphylococcus virus IPLA7
- Staphylococcus virus IPLA88
- Staphylococcus virus IPLAC1C
- Staphylococcus virus JD7
- Staphylococcus virus K
- Staphylococcus virus MCE2014
- Staphylococcus virus P108
- Staphylococcus virus Pabna
- Staphylococcus virus PH15
- Staphylococcus virus phi12
- Staphylococcus virus phiAGO13
- Staphylococcus virus phiETA
- Staphylococcus virus phiETA2
- Staphylococcus virus phiETA3
- Staphylococcus virus phiMR11
- Staphylococcus virus phiMR25
- Staphylococcus virus phiNM1
- Staphylococcus virus phiNM2
- Staphylococcus virus phiNM4
- Staphylococcus virus phiSLT
- Staphylococcus virus PSa3
- Staphylococcus virus QT1
- Staphylococcus virus Remus
- Staphylococcus virus Rodi
- Staphylococcus virus S24-1
- Staphylococcus virus S25-4
- Staphylococcus virus S253
- Staphylococcus virus SA11
- Staphylococcus virus SA12
- Staphylococcus virus SAP2
- Staphylococcus virus SAP26
- Staphylococcus virus Sb1
- Staphylococcus virus SCH1
- Staphylococcus virus SEP1
- Staphylococcus virus SEP9
- Staphylococcus virus Sextaec
- Staphylococcus virus SLPW
- Staphylococcus virus SscM1
- Staphylococcus virus St134
- Staphylococcus virus Stau2
- Staphylococcus virus Twort
- Staphylococcus virus X2
- Starling associated gemygorvirus 1
- Starling circovirus
- Starlingpox virus
- Stenotrophomonas virus DLP5
- Stenotrophomonas virus IME13
- Stenotrophomonas virus IME15
- Stenotrophomonas virus PSH1
- Stenotrophomonas virus SMA6
- Stenotrophomonas virus SMA7
- Stenotrophomonas virus SMA9
- Stenotrophomonas virus Smp131
- Stocky prune virus
- Stopalavirus S38C3
- Strawberry chlorotic fleck-associated virus
- Strawberry crinkle cytorhabdovirus
- Strawberry latent ringspot virus
- Strawberry mild yellow edge virus
- Strawberry mottle virus
- Strawberry necrotic shock virus
- Strawberry pallidosis-associated virus
- Strawberry pseudo mild yellow edge virus
- Strawberry vein banding virus
- Strepomyces virus Drgrey
- Strepomyces virus Rima
- Streptocarpus flower break virus
- Streptococcus virus 2972
- Streptococcus virus 7201
- Streptococcus virus 858
- Streptococcus virus ALQ132
- Streptococcus virus C1
- Streptococcus virus Cp1
- Streptococcus virus Cp7
- Streptococcus virus DT1
- Streptococcus virus O1205
- Streptococcus virus phiAbc2
- Streptococcus virus Sfi11
- Streptococcus virus Sfi19
- Streptococcus virus Sfi21
- Streptococcus virus SPQS1
- Streptomyces virus Aaronocolus
- Streptomyces virus AbbeyMikolon
- Streptomyces virus Amela
- Streptomyces virus Attoomi
- Streptomyces virus Austintatious
- Streptomyces virus Bing
- Streptomyces virus Caliburn
- Streptomyces virus Danzina
- Streptomyces virus Darolandstone
- Streptomyces virus ELB20
- Streptomyces virus Hiyaa
- Streptomyces virus Hydra
- Streptomyces virus Ididsumtinwong
- Streptomyces virus Izzy
- Streptomyces virus Jay2Jay
- Streptomyces virus Lannister
- Streptomyces virus Lika
- Streptomyces virus Lilbooboo
- Streptomyces virus Mildred21
- Streptomyces virus NootNoot
- Streptomyces virus PapayaSalad
- Streptomyces virus Paradiddles
- Streptomyces virus Peebs
- Streptomyces virus phiBT1
- Streptomyces virus phiC31
- Streptomyces virus phiCAM
- Streptomyces virus phiHau3
- Streptomyces virus Picard
- Streptomyces virus R4
- Streptomyces virus Raleigh
- Streptomyces virus Rowa
- Streptomyces virus Samisti12
- Streptomyces virus Scap1
- Streptomyces virus Sujidade
- Streptomyces virus TG1
- Streptomyces virus TP1604
- Streptomyces virus Vash
- Streptomyces virus YDN12
- Streptomyces virus Zemlya
- Striated antennavirus
- Strider striwavirus
- Striped jack nervous necrosis virus
- Stupnyavirus KM16C193
- Sturgeon ichtadenovirus A
- Sturnira lilium polyomavirus 1
- Suakwa aphid-borne yellows virus
- Subterranean clover mottle virus
- Subterranean clover stunt alphasatellite 1
- Subterranean clover stunt alphasatellite 2
- Subterranean clover stunt virus
- Sucra jujuba nucleopolyhedrovirus
- Sudan ebolavirus
- Sudan watermelon mosaic virus
- Suffolk mivirus
- Sugarcane bacilliform Guadeloupe A virus
- Sugarcane bacilliform Guadeloupe D virus
- Sugarcane bacilliform IM virus
- Sugarcane bacilliform MO virus
- Sugarcane chlorotic streak virus
- Sugarcane mosaic virus
- Sugarcane streak Egypt virus
- Sugarcane streak mosaic virus
- Sugarcane streak Reunion virus
- Sugarcane streak virus
- Sugarcane striate mosaic-associated virus
- Sugarcane striate virus
- Sugarcane white streak virus
- Sugarcane yellow leaf virus
- Suid alphaherpesvirus 1
- Suid betaherpesvirus 2
- Suid gammaherpesvirus 3
- Suid gammaherpesvirus 4
- Suid gammaherpesvirus 5
- Sulfolobus alphaportoglobovirus 1
- Sulfolobus ellipsoid virus 1
- Sulfolobus islandicus filamentous virus
- Sulfolobus islandicus rod-shaped virus 1
- Sulfolobus islandicus rod-shaped virus 2
- Sulfolobus newzealandicus droplet-shaped virus
- Sulfolobus spindle-shaped virus 1
- Sulfolobus spindle-shaped virus 2
- Sulfolobus spindle-shaped virus 4
- Sulfolobus spindle-shaped virus 5
- Sulfolobus spindle-shaped virus 6
- Sulfolobus spindle-shaped virus 7
- Sulfolobus spindle-shaped virus 8
- Sulfolobus spindle-shaped virus 9
- Sulfolobus turreted icosahedral virus 1
- Sulfolobus turreted icosahedral virus 2
- Suncus murinus coronavirus X74
- Sunflower chlorotic mottle virus
- Sunflower leaf curl Karnataka alphasatellite
- Sunflower mild mosaic virus
- Sunflower mosaic virus
- Sunflower ring blotch virus
- Sunguru sunrhavirus
- Sunn hemp leaf distortion virus
- Sunn-hemp mosaic virus
- Swan circovirus
- Sweet clover necrotic mosaic virus
- Sweet potato C6 virus
- Sweet potato chlorotic fleck virus
- Sweet potato chlorotic stunt virus
- Sweet potato collusive virus
- Sweet potato feathery mottle virus
- Sweet potato golden vein Korea virus
- Sweet potato latent virus
- Sweet potato leaf curl Canary virus
- Sweet potato leaf curl China virus
- Sweet potato leaf curl deltasatellite 1
- Sweet potato leaf curl deltasatellite 2
- Sweet potato leaf curl deltasatellite 3
- Sweet potato leaf curl Georgia virus
- Sweet potato leaf curl Guangxi virus
- Sweet potato leaf curl Henan virus
- Sweet potato leaf curl Hubei virus
- Sweet potato leaf curl Sao Paulo virus
- Sweet potato leaf curl Shandong virus
- Sweet potato leaf curl Sichuan virus 1
- Sweet potato leaf curl Sichuan virus 2
- Sweet potato leaf curl South Carolina virus
- Sweet potato leaf curl virus
- Sweet potato leaf speckling virus
- Sweet potato mild mottle virus
- Sweet potato mild speckling virus
- Sweet potato mosaic virus
- Sweet potato pakakuy virus
- Sweet potato symptomless virus 1
- Sweet potato vein clearing virus
- Sweet potato virus 2
- Sweet potato virus C
- Sweet potato virus G
- Sweetwater Branch tibrovirus
- Swinepox virus
- Switchgrass mosaic-associated virus
- Symapivirus A
- Synechoccus virus SP4
- Synechococcus STIP37
- Synechococcus virus AC2014fSyn7803C8
- Synechococcus virus ACG2014bSyn7803C61
- Synechococcus virus ACG2014bSyn9311C4
- Synechococcus virus ACG2014f
- Synechococcus virus ACG2014fSyn7803US26
- Synechococcus virus Bellamy
- Synechococcus virus P60
- Synechococcus virus PSSP2
- Synechococcus virus SB28
- Synechococcus virus SCAM1
- Synechococcus virus SCAM3
- Synechococcus virus SCAM7
- Synechococcus virus SCAM9
- Synechococcus virus SCBP2
- Synechococcus virus SCBP3
- Synechococcus virus SCBP4
- Synechococcus virus SCBP42
- Synechococcus virus SCBWM1
- Synechococcus virus SIOM18
- Synechococcus virus SMbCM100
- Synechococcus virus SMbCM6
- Synechococcus virus SPM2
- Synechococcus virus SRIM12-01
- Synechococcus virus SRIM12-06
- Synechococcus virus SRIM12-08
- Synechococcus virus SRIM2
- Synechococcus virus SRIM44
- Synechococcus virus SRIM50
- Synechococcus virus SRIM8
- Synechococcus virus SRIP1
- Synechococcus virus SRIP2
- Synechococcus virus SShM2
- Synechococcus virus SSKS1
- Synechococcus virus SSM1
- Synechococcus virus ST4
- Synechococcus virus STIM4
- Synechococcus virus STIM5
- Synechococcus virus SWAM2
- Synechococcus virus Syn19
- Synechococcus virus Syn30
- Synechococcus virus Syn5
- Synedrella leaf curl alphasatellite
- Synedrella yellow vein clearing virus
- Synetaeris tenuifemur ichnovirus
- Syngnathid ichthamaparvovirus 1
- Synodus synodonvirus

## T
- Tacaiuma orthobunyavirus
- Tacaribe mammarenavirus
- Tacheng arlivirus
- Tacheng uukuvirus
- Tahyna orthobunyavirus
- Tai Forest coltivirus
- Tai Forest ebolavirus
- Tai Forest hepatitis B virus
- Tai herbevirus
- Tailam jeilongvirus
- Taiwan bat lyssavirus
- Taiwanese macaque simian foamy virus
- Taiyuan mivirus
- Takifugu rubripes Sushi virus
- Takifugu rubripes Suzu virus
- Tall oatgrass mosaic virus
- Tamarillo leaf malformation virus
- Tamdy orthonairovirus
- Tamiami mammarenavirus
- Tamus red mosaic virus
- Tanapox virus
- Tapara phlebovirus
- Tapeworm tapwovirus
- Tapirape pacuvirus
- Taro bacilliform CH virus
- Taro bacilliform virus
- Taro vein chlorosis alphanucleorhabdovirus
- Tarumizu coltivirus
- Tataguine orthobunyavirus
- Taterapox virus
- Taupapillomavirus 1
- Taupapillomavirus 2
- Taupapillomavirus 3
- Taupapillomavirus 4
- Taura syndrome virus
- Tea plant necrotic ring blotch virus
- Tehran phlebovirus
- Telfairia golden mosaic virus
- Telfairia mosaic virus
- Tellina virus
- Tellina virus 1
- Telosma mosaic virus
- Tembusu virus
- Tensaw orthobunyavirus
- Tent-making bat hepatitis B virus
- Teschovirus A
- Teschovirus B
- Testudine orthoreovirus
- Testudinid alphaherpesvirus 3
- Tete orthobunyavirus
- Tetrasphaera virus TJE1
- Tetterwort vein chlorosis virus
- Teviot pararubulavirus
- Thailand orthohantavirus
- Thermoproteus tenax spherical virus 1
- Thermoproteus tenax virus 1
- Thermus virus IN93
- Thermus virus OH3
- Thermus virus P23-45
- Thermus virus P23-77
- Thermus virus P74-26
- Thetaarterivirus kafuba
- Thetaarterivirus mikelba 1
- Thetapapillomavirus 1
- Thiafora orthonairovirus
- Thimiri orthobunyavirus
- Thin paspalum asymptomatic virus
- Thistle mottle virus
- Thogoto thogotovirus
- Thosea asigna virus
- Thottopalayam thottimvirus
- Thunberg fritillary mosaic virus
- Thysanoplusia orichalcea nucleopolyhedrovirus
- Tibetan frog hepatitis B virus
- Tibrogargan tibrovirus
- Tick associated circovirus 1
- Tick associated circovirus 2
- Tick-borne encephalitis virus
- Tico phebovirus
- Tiger puffer nervous necrosis virus
- Tigray orthohantavirus
- Tilapia tilapinevirus
- Timboteua orthobunyavirus
- Tioman pararubulavirus
- Tobacco albetovirus 1
- Tobacco albetovirus 2
- Tobacco albetovirus 3
- Tobacco bushy top virus
- Tobacco curly shoot alphasatellite
- Tobacco curly shoot betasatellite
- Tobacco curly shoot virus
- Tobacco etch virus
- Tobacco latent virus
- Tobacco leaf curl betasatellite
- Tobacco leaf curl Comoros virus
- Tobacco leaf curl Cuba virus
- Tobacco leaf curl Dominican Republic virus
- Tobacco leaf curl Japan betasatellite
- Tobacco leaf curl Patna betasatellite
- Tobacco leaf curl Pusa virus
- Tobacco leaf curl Thailand virus
- Tobacco leaf curl Yunnan virus
- Tobacco leaf curl Zimbabwe virus
- Tobacco leaf rugose virus
- Tobacco mild green mosaic virus
- Tobacco mosaic virus
- Tobacco mosqueado virus
- Tobacco mottle leaf curl virus
- Tobacco mottle virus
- Tobacco necrosis virus A
- Tobacco necrosis virus D
- Tobacco necrotic dwarf virus
- Tobacco rattle virus
- Tobacco ringspot virus
- Tobacco streak virus
- Tobacco vein banding mosaic virus
- Tobacco vein clearing virus
- Tobacco vein distorting virus
- Tobacco vein mottling virus
- Tobacco virtovirus 1
- Tobacco virus 1
- Tobacco yellow crinkle virus
- Tobacco yellow dwarf virus
- Tolypocladium cylindrosporum virus 1
- Tomato apical stunt viroid
- Tomato aspermy virus
- Tomato black ring virus
- Tomato blistering mosaic tymovirus
- Tomato bright yellow mosaic virus
- Tomato bright yellow mottle virus
- Tomato brown rugose fruit virus
- Tomato bushy stunt virus
- Tomato chino La Paz virus
- Tomato chlorosis virus
- Tomato chlorotic dwarf viroid
- Tomato chlorotic leaf curl virus
- Tomato chlorotic leaf distortion virus
- Tomato chlorotic mottle Guyane virus
- Tomato chlorotic mottle virus
- Tomato chlorotic spot orthotospovirus
- Tomato common mosaic virus
- Tomato curly stunt virus
- Tomato dwarf leaf virus
- Tomato enation leaf curl virus
- Tomato golden leaf distortion virus
- Tomato golden leaf spot virus
- Tomato golden mosaic virus
- Tomato golden mottle virus
- Tomato golden vein virus
- Tomato infectious chlorosis virus
- Tomato interveinal chlorosis virus
- Tomato latent virus
- Tomato leaf curl Anjouan virus
- Tomato leaf curl Arusha virus
- Tomato leaf curl Bangalore betasatellite
- Tomato leaf curl Bangalore virus
- Tomato leaf curl Bangladesh betasatellite
- Tomato leaf curl Bangladesh virus
- Tomato leaf curl betasatellite
- Tomato leaf curl Buea alphasatellite
- Tomato leaf curl Burkina Faso virus
- Tomato leaf curl Cameroon alphasatellite
- Tomato leaf curl Cebu virus
- Tomato leaf curl China betasatellite
- Tomato leaf curl China virus
- Tomato leaf curl Comoros virus
- Tomato leaf curl deltasatellite
- Tomato leaf curl Diana virus
- Tomato leaf curl Gandhinagar betasatellite
- Tomato leaf curl Ghana virus
- Tomato leaf curl Guangdong virus
- Tomato leaf curl Guangxi virus
- Tomato leaf curl Gujarat virus
- Tomato leaf curl Hainan virus
- Tomato leaf curl Hanoi virus
- Tomato leaf curl Hsinchu virus
- Tomato leaf curl Iran virus
- Tomato leaf curl Japan virus
- Tomato leaf curl Java betasatellite
- Tomato leaf curl Java virus
- Tomato leaf curl Joydebpur betasatellite
- Tomato leaf curl Joydebpur virus
- Tomato leaf curl Karnataka virus
- Tomato leaf curl Karnataka virus 2
- Tomato leaf curl Karnataka virus 3
- Tomato leaf curl Kerala virus
- Tomato leaf curl Laguna betasatellite
- Tomato leaf curl Laos betasatellite
- Tomato leaf curl Laos virus
- Tomato leaf curl Liwa virus
- Tomato leaf curl Madagascar virus
- Tomato leaf curl Mahe virus
- Tomato leaf curl Malaysia betasatellite
- Tomato leaf curl Malaysia virus
- Tomato leaf curl Mali virus
- Tomato leaf curl Mindanao virus
- Tomato leaf curl Moheli virus
- Tomato leaf curl Namakely virus
- Tomato leaf curl Nepal betasatellite
- Tomato leaf curl New Delhi alphasatellite
- Tomato leaf curl New Delhi virus
- Tomato leaf curl New Delhi virus 2
- Tomato leaf curl New Delhi virus 4
- Tomato leaf curl New Delhi virus 5
- Tomato leaf curl Nigeria virus
- Tomato leaf curl Pakistan alphasatellite
- Tomato leaf curl Palampur virus
- Tomato leaf curl Patna betasatellite
- Tomato leaf curl Patna virus
- Tomato leaf curl Philippine betasatellite
- Tomato leaf curl Philippines virus
- Tomato leaf curl Pune virus
- Tomato leaf curl purple vein virus
- Tomato leaf curl Rajasthan virus
- Tomato leaf curl Seychelles virus
- Tomato leaf curl Sinaloa virus
- Tomato leaf curl Sri Lanka betasatellite
- Tomato leaf curl Sri Lanka virus
- Tomato leaf curl Sudan virus
- Tomato leaf curl Sulawesi virus
- Tomato leaf curl Taiwan virus
- Tomato leaf curl Tanzania virus
- Tomato leaf curl Toliara virus
- Tomato leaf curl Uganda virus
- Tomato leaf curl Vietnam virus
- Tomato leaf curl Virudhunagar alphasatellite
- Tomato leaf curl virus
- Tomato leaf curl Yemen betasatellite
- Tomato leaf deformation virus
- Tomato leaf distortion virus
- Tomato marchitez virus
- Tomato mild mosaic virus
- Tomato mild mottle virus
- Tomato mild yellow leaf curl Aragua virus
- Tomato mosaic Havana virus
- Tomato mosaic virus
- Tomato mottle leaf curl virus
- Tomato mottle mosaic virus
- Tomato mottle Taino virus
- Tomato mottle virus
- Tomato mottle wrinkle virus
- Tomato necrotic streak virus
- Tomato necrotic stunt virus
- Tomato planta macho viroid
- Tomato pseudo-curly top virus
- Tomato ringspot virus
- Tomato rugose mosaic virus
- Tomato rugose yellow leaf curl virus
- Tomato severe leaf curl Kalakada virus
- Tomato severe leaf curl virus
- Tomato severe rugose virus
- Tomato spotted wilt orthotospovirus
- Tomato torrado virus
- Tomato twisted leaf virus
- Tomato wrinkled mosaic virus
- Tomato yellow leaf curl Axarquia virus
- Tomato yellow leaf curl China alphasatellite
- Tomato yellow leaf curl China betasatellite
- Tomato yellow leaf curl China virus
- Tomato yellow leaf curl Guangdong virus
- Tomato yellow leaf curl Indonesia virus
- Tomato yellow leaf curl Kanchanaburi virus
- Tomato yellow leaf curl Malaga virus
- Tomato yellow leaf curl Mali virus
- Tomato yellow leaf curl Rajasthan betasatellite
- Tomato yellow leaf curl Sardinia virus
- Tomato yellow leaf curl Shandong betasatellite
- Tomato yellow leaf curl Shuangbai virus
- Tomato yellow leaf curl Thailand alphasatellite
- Tomato yellow leaf curl Thailand betasatellite
- Tomato yellow leaf curl Thailand virus
- Tomato yellow leaf curl Vietnam betasatellite
- Tomato yellow leaf curl Vietnam virus
- Tomato yellow leaf curl virus
- Tomato yellow leaf curl Yunnan alphasatellite
- Tomato yellow leaf curl Yunnan betasatellite
- Tomato yellow leaf curl Yunnan virus
- Tomato yellow leaf distortion deltasatellite 1
- Tomato yellow leaf distortion deltasatellite 2
- Tomato yellow leaf distortion virus
- Tomato yellow margin leaf curl virus
- Tomato yellow mottle virus
- Tomato yellow mottle-associated cytorhabdovirus
- Tomato yellow ring orthotospovirus
- Tomato yellow spot alphasatellite
- Tomato yellow spot virus
- Tomato yellow vein streak virus
- Tomato zonate spot orthotospovirus
- Tonate virus
- Tongilchon ohlsrhavirus
- Torchivirus A
- Toros phlebovirus
- Torque teno canis virus
- Torque teno douroucouli virus
- Torque teno equus virus 1
- Torque teno felis virus
- Torque teno felis virus 2
- Torque teno midi virus 1
- Torque teno midi virus 10
- Torque teno midi virus 11
- Torque teno midi virus 12
- Torque teno midi virus 13
- Torque teno midi virus 14
- Torque teno midi virus 15
- Torque teno midi virus 2
- Torque teno midi virus 3
- Torque teno midi virus 4
- Torque teno midi virus 5
- Torque teno midi virus 6
- Torque teno midi virus 7
- Torque teno midi virus 8
- Torque teno midi virus 9
- Torque teno mini virus 1
- Torque teno mini virus 10
- Torque teno mini virus 11
- Torque teno mini virus 12
- Torque teno mini virus 2
- Torque teno mini virus 3
- Torque teno mini virus 4
- Torque teno mini virus 5
- Torque teno mini virus 6
- Torque teno mini virus 7
- Torque teno mini virus 8
- Torque teno mini virus 9
- Torque teno seal virus 1
- Torque teno seal virus 2
- Torque teno seal virus 3
- Torque teno seal virus 4
- Torque teno seal virus 5
- Torque teno seal virus 8
- Torque teno seal virus 9
- Torque teno sus virus 1a
- Torque teno sus virus 1b
- Torque teno sus virus k2a
- Torque teno sus virus k2b
- Torque teno tamarin virus
- Torque teno tupaia virus
- Torque teno virus 1
- Torque teno virus 10
- Torque teno virus 11
- Torque teno virus 12
- Torque teno virus 13
- Torque teno virus 14
- Torque teno virus 15
- Torque teno virus 16
- Torque teno virus 17
- Torque teno virus 18
- Torque teno virus 19
- Torque teno virus 2
- Torque teno virus 20
- Torque teno virus 21
- Torque teno virus 22
- Torque teno virus 23
- Torque teno virus 24
- Torque teno virus 25
- Torque teno virus 26
- Torque teno virus 27
- Torque teno virus 28
- Torque teno virus 29
- Torque teno virus 3
- Torque teno virus 4
- Torque teno virus 5
- Torque teno virus 6
- Torque teno virus 7
- Torque teno virus 8
- Torque teno virus 9
- Torque teno zalophus virus 1
- Toscana phlebovirus
- Tottorivirus A
- Tradescantia mild mosaic virus
- Trager duck spleen necrosis virus
- Trailing lespedeza virus 1
- Tranosema rostrale bracovirus
- Tree shrew mastadenovirus A
- Trefoil betanucleorhabdovirus
- Treisdeltapapillomavirus 1
- Treisepsilonpapillomavirus 1
- Treisetapapillomavirus 1
- Treisiotapapillomavirus 1
- Treiskappapapillomavirus 1
- Treisthetapapillomavirus 1
- Treiszetapapillomavirus 1
- Trematomus bernacchii polyomavirus 1
- Trematomus pennellii polyomavirus 1
- Tremovirus A
- Tremovirus B
- Tres Almendras phlebovirus
- Triatoma virus
- Tribolium castaneum Woot virus
- Trichomonas vaginalis virus 1
- Trichomonas vaginalis virus 2
- Trichomonas vaginalis virus 3
- Trichomonas vaginalis virus 4
- Trichoplusia ni ascovirus 2a
- Trichoplusia ni granulovirus
- Trichoplusia ni single nucleopolyhedrovirus
- Trichoplusia ni TED virus
- Trichoplusia ni virus
- Tripneustis gratilla SURL virus
- Triticum aestivum WIS2 virus
- Triticum mosaic virus
- Triumfetta yellow mosaic virus
- Trivittatus orthobunyavirus
- Trocara virus
- Tropical soda apple mosaic virus
- Tropivirus A
- Tsukamurella virus TIN2
- Tsukamurella virus TIN3
- Tsukamurella virus TIN4
- Tuber aestivum betaendornavirus
- Tuber aestivum virus 1
- Tuberose mild mosaic virus
- Tuberose mild mottle virus
- Tuhoko pararubulavirus 1
- Tuhoko pararubulavirus 2
- Tuhoko pararubulavirus 3
- Tula orthohantavirus
- Tulare apple mosaic virus
- Tulip breaking virus
- Tulip mild mottle mosaic ophiovirus
- Tulip mosaic virus
- Tulip virus X
- Tunisvirus
- Tupaia belangeri polyomavirus 1
- Tupaia narmovirus
- Tupaia tupavirus
- Tupaiid betaherpesvirus 1
- Turkey associated porprismacovirus 1
- Turkey aviadenovirus B
- Turkey aviadenovirus C
- Turkey aviadenovirus D
- Turkey siadenovirus A
- Turkeypox virus
- Turlock orthobunyavirus
- Turnip crinkle virus
- Turnip curly top virus
- Turnip leaf roll virus
- Turnip mosaic virus
- Turnip rosette virus
- Turnip vein-clearing virus
- Turnip yellow mosaic virus
- Turnip yellows virus
- Turrinivirus 1
- Turuna phlebovirus
- Twisted-stalk chlorotic streak virus
- Tylonycteris bat coronavirus HKU4
- Tyuleniy virus

## U
- Uganda S virus
- Ugandan cassava brown streak virus
- Ullucus mild mottle virus
- Ullucus virus C
- Umatilla virus
- Una virus
- Ungulate bocaparvovirus 1
- Ungulate bocaparvovirus 2
- Ungulate bocaparvovirus 3
- Ungulate bocaparvovirus 4
- Ungulate bocaparvovirus 5
- Ungulate bocaparvovirus 6
- Ungulate bocaparvovirus 7
- Ungulate bocaparvovirus 8
- Ungulate chaphamaparvovirus 1
- Ungulate copiparvovirus 1
- Ungulate copiparvovirus 2
- Ungulate copiparvovirus 3
- Ungulate copiparvovirus 4
- Ungulate copiparvovirus 5
- Ungulate copiparvovirus 6
- Ungulate erythroparvovirus 1
- Ungulate protoparvovirus 1
- Ungulate protoparvovirus 2
- Ungulate tetraparvovirus 1
- Ungulate tetraparvovirus 2
- Ungulate tetraparvovirus 3
- Ungulate tetraparvovirus 4
- Upsilonpapillomavirus 1
- Upsilonpapillomavirus 2
- Upsilonpapillomavirus 3
- UR2 sarcoma virus
- Urbanus proteus nucleopolyhedrovirus
- Uriurana phlebovirus
- Urochloa hoja blanca tenuivirus
- Urochloa streak virus
- Urucuri phlebovirus
- Ustilago maydis virus H1
- Usutu virus
- Utinga orthobunyavirus
- Uukuniemi uukuvirus

## V
- Vaccinia virus
- Vallota mosaic virus
- Vanilla distortion mosaic virus
- Vanilla latent virus
- Vanilla virus X
- Vaprio ledantevirus
- Variola virus
- Varroa destructor virus 1
- Velvet bean golden mosaic virus
- Velvet bean severe mosaic virus
- Velvet tobacco mottle virus
- Venezuelan equine encephalitis virus
- Verbena latent virus
- Verbena virus Y
- Vernonia crinkle virus
- Vernonia yellow vein betasatellite
- Vernonia yellow vein Fujian alphasatellite
- Vernonia yellow vein Fujian betasatellite
- Vernonia yellow vein Fujian virus
- Vernonia yellow vein virus
- Verticillium dahliae chrysovirus 1
- Vesicular exanthema of swine virus
- Vespertilionid gammaherpesvirus 1
- Vibrio virus 48B1
- Vibrio virus 51A6
- Vibrio virus 51A7
- Vibrio virus 52B1
- Vibrio virus A318
- Vibrio virus Aphrodite1
- Vibrio virus AS51
- Vibrio virus Canoe
- Vibrio virus Ceto
- Vibrio virus CTXphi
- Vibrio virus Cyclit
- Vibrio virus fs1
- Vibrio virus fs2
- Vibrio virus ICP3
- Vibrio virus JSF10
- Vibrio virus JSF12
- Vibrio virus JSF7
- Vibrio virus K139
- Vibrio virus Kappa
- Vibrio virus KF1
- Vibrio virus KF2
- Vibrio virus KSF1
- Vibrio virus KVP40
- Vibrio virus MAR
- Vibrio virus MAR10
- Vibrio virus N4
- Vibrio virus nt1
- Vibrio virus OWB
- Vibrio virus PG07
- Vibrio virus phi3
- Vibrio virus pTD1
- Vibrio virus PV94
- Vibrio virus pVp1
- Vibrio virus SSP002
- Vibrio virus Thalassa
- Vibrio virus ValKK3
- Vibrio virus Vc1
- Vibrio virus VC8
- Vibrio virus VCY
- Vibrio virus VEN
- Vibrio virus Vf33
- Vibrio virus VFJ
- Vibrio virus VfO3K6
- Vibrio virus VGJ
- Vibrio virus VHML
- Vibrio virus VP2
- Vibrio virus VP4
- Vibrio virus VP4B
- Vibrio virus VP5
- Vibrio virus VP585
- Vibrio virus Vp670
- Vibrio virus VP882
- Vibrio virus VP93
- Vibrio virus VpV262
- Vibrio virus VspSw1
- Vicia cryptic virus
- Vicia cryptic virus M
- Vicia faba alphaendornavirus
- Vicugna pacos polyomavirus 1
- Vientovirus
- Vigna yellow mosaic virus
- Vinca leaf curl virus
- Viola phlebovirus
- Viper retrovirus
- Visna-maedi virus
- Voandzeia necrotic mosaic virus
- Volepox virus
- Volvox carteri Lueckenbuesser virus
- Volvox carteri Osser virus
- Votkovvirus S28C10

## W
- Wad Medani virus
- Walkabout sunrhavirus
- Wallal virus
- Walleye dermal sarcoma virus
- Walleye epidermal hyperplasia virus 1
- Walleye epidermal hyperplasia virus 2
- Warrego virus
- Wasabi mottle virus
- Waterbird 1 orthobornavirus
- Watermelon bud necrosis orthotospovirus
- Watermelon chlorotic stunt virus
- Watermelon leaf mottle virus
- Watermelon mosaic virus
- Watermelon silver mottle orthotospovirus
- Watermelon virus A
- Weddel waterborne virus
- Wenling crustavirus
- Wenling mivirus
- Wenzhou crustavirus
- Wenzhou mammarenavirus
- Wenzhou yingvirus
- Wesselsbron virus
- West African Asystasia virus 1
- West African Asystasia virus 2
- West African Asystasia virus 3
- West Caucasian bat lyssavirus
- West Nile virus
- Western chimpanzee simian foamy virus
- Western equine encephalitis virus
- Western kangaroopox virus
- Western lowland gorilla simian foamy virus
- Whataroa virus
- Wheat American striate mosaic cytorhabdovirus
- Wheat dwarf India virus
- Wheat dwarf virus
- Wheat eqlid mosaic virus
- Wheat spindle streak mosaic virus
- Wheat streak mosaic virus
- Wheat yellow leaf virus
- Wheat yellow mosaic virus
- Wheat yellow striate alphanucleorhabdovirus
- White bream virus
- White clover cryptic virus 1
- White clover cryptic virus 2
- White clover cryptic virus 3
- White clover mosaic virus
- White spot syndrome virus
- White sucker hepatitis B virus
- White-eye coronavirus HKU16
- White-tufted-ear marmoset simian foamy virus
- Whitefly associated Guatemala alphasatellite 1
- Whitefly associated Guatemala alphasatellite 2
- Whitefly associated Puerto Rico alphasatellite 1
- Whitefly-associated begomovirus 1
- Whitefly-associated begomovirus 2
- Whitefly-associated begomovirus 3
- Whitefly-associated begomovirus 4
- Whitefly-associated begomovirus 6
- Whitefly-associated begomovirus 7
- Whitewater Arroyo mammarenavirus
- Wigeon coronavirus HKU20
- Wild cucumber mosaic virus
- Wild melon banding virus
- Wild onion symptomless virus
- Wild potato mosaic virus
- Wild tomato mosaic virus
- Wild Vitis latent virus
- Winged bean alphaendornavirus 1
- Wiseana signata nucleopolyhedrovirus
- Wissadula golden mosaic virus
- Wissadula yellow mosaic virus
- Wisteria badnavirus 1
- Wisteria vein mosaic virus
- Witwatersrand orthobunyavirus
- Wolkberg orthobunyavirus
- Wongabel hapavirus
- Wongorr virus
- Woodchuck hepatitis virus
- Woodlouse peropuvirus
- Woolly monkey hepatitis B virus
- Woolly monkey sarcoma virus
- Wound tumor virus
- Wuchang arlivirus
- Wuchang cockroach orthophasmavirus 1
- Wuhan 4 insect cytorhabdovirus
- Wuhan 5 insect cytorhabdovirus
- Wuhan 6 insect cytorhabdovirus
- Wuhan ledantevirus
- Wuhan mivirus
- Wuhan mosquito orthophasmavirus 1
- Wuhan mosquito orthophasmavirus 2
- Wuhan yingvirus
- Wutai mosquito phasivirus
- Wyeomyia orthobunyavirus

## X
- Xanthomonas virus Carpasina
- Xanthomonas virus Cf1c
- Xanthomonas virus CP1
- Xanthomonas virus f20
- Xanthomonas virus f30
- Xanthomonas virus OP1
- Xanthomonas virus OP2
- Xanthomonas virus PhiL7
- Xanthomonas virus XAJ24
- Xanthomonas virus Xc10
- Xanthomonas virus XcP1
- Xanthomonas virus Xf109
- Xanthomonas virus Xop411
- Xanthomonas virus Xp10
- Xanthophyllomyces dendrorhous virus L1A
- Xanthophyllomyces dendrorhous virus L1B
- Xapuri mammarenavirus
- Xestia c-nigrum granulovirus
- Xiburema arurhavirus
- Xilang striavirus
- Xincheng anphevirus
- Xingshan alphanemrhavirus
- Xinzhou alphanemrhavirus
- Xinzhou mivirus
- Xinzhou yingvirus
- Xipapillomavirus 1
- Xipapillomavirus 2
- Xipapillomavirus 3
- Xipapillomavirus 4
- Xipapillomavirus 5
- Xylella virus Prado
- Xylella virus Salvo
- Xylella virus Sano

## Y
- Y73 sarcoma virus
- Yaba monkey tumor virus
- Yacon necrotic mottle virus
- Yakeshi orthohantavirus
- Yam chlorotic mosaic virus
- Yam chlorotic necrosis virus
- Yam latent virus
- Yam mild mosaic virus
- Yam mosaic virus
- Yam spherical virus
- Yam virus X
- Yambean mosaic virus
- Yaounde virus
- Yata ephemerovirus
- Yellow fever virus
- Yellow head virus
- Yellow oat grass mosaic virus
- Yellow tailflower mild mottle virus
- Yellow-breasted capuchin simian foamy virus
- Yellowtail ascites virus
- Yerba mate alphaendornavirus
- Yerba mate chlorosis-associated cytorhabdovirus
- Yersinia virus AP10
- Yersinia virus AP5
- Yersinia virus Berlin
- Yersinia virus D1
- Yersinia virus fHeYen301
- Yersinia virus fPS53
- Yersinia virus fPS54ocr
- Yersinia virus fPS59
- Yersinia virus fPS9
- Yersinia virus ISAO8
- Yersinia virus L413C
- Yersinia virus Phi80-18
- Yersinia virus phiR201
- Yersinia virus PST
- Yersinia virus PYPS50
- Yersinia virus R1RT
- Yersinia virus R8-01
- Yersinia virus TG1
- Yersinia virus YeF10
- Yersinia virus Yen9-04
- Yersinia virus YeO3-12
- Yersinia virus Yepe2
- Yersinia virus Yepf
- Yersinia virus YpPY
- Yersinia virus YpsPG
- Yichang insect goukovirus
- Yokapox virus
- Yokose virus
- Yongjia ledantevirus
- Yongjia uukuvirus
- Youcai mosaic virus
- Yug Bogdanovac vesiculovirus
- Yunnan orbivirus

## Z
- Zahedan zarhavirus
- Zaire ebolavirus
- Zaliv Terpeniya uukuvirus
- Zalophus californianus polyomavirus 1
- Zantedeschia mild mosaic virus
- Zea mays Hopscotch virus
- Zea mays Opie2 virus
- Zea mays Prem2 virus
- Zea mays Sto4 virus
- Zea mosaic virus
- Zebra finch circovirus
- Zegla orthobunyavirus
- Zerdali phlebovirus
- Zetaarterivirus ugarco 1
- Zetapapillomavirus 1
- Zika virus
- Zoostera marina amalgavirus 1
- Zoostera marina amalgavirus 2
- Zucchini green mottle mosaic virus
- Zucchini lethal chlorosis orthotospovirus
- Zucchini shoestring virus
- Zucchini tigre mosaic virus
- Zucchini yellow fleck virus
- Zucchini yellow mosaic virus
- Zurich hartmanivirus
- Zygocactus virus X
- Zygosaccharomyces bailii virus Z